# Boulogne-Billancourt
Pour les articles homonymes, voir Boulogne et Billancourt.
« Boulbi » redirige ici. Pour le morceau de Booba, voir Boulbi (chanson).
Boulogne-Billancourt (prononcé /bulɔɲ bijɑ̃kuʁ/ ; ) est une commune française des Hauts-de-Seine et de la métropole du Grand Paris en région Île-de-France, la troisième plus peuplée des communes franciliennes après Paris et Saint-Denis. Elle résulte de la réunion, réalisée sous le nom de Boulogne-sur-Seine en 1790, de Boulogne-la-Petite, paroisse érigée en 1343 autour de l'église Notre-Dame de Boulogne sur Seyne, et de la rive droite de Saint-Cloud. Le nom de Boulogne-Billancourt, tardivement adopté en 1926, acte le démantèlement, au profit du 16e arrondissement, du vaste territoire de Longchamp et du bois de Boulogne, et l'adjonction, accordée en 1860 comme une compensation, de Billancourt, écart d'Auteuil devenu dans l'entre-deux-guerres le siège historique des usines Renault.
Pôle économique majeur du Grand Paris et commune la plus diplômée de France, Boulogne-Billancourt accueillait en 2006 une douzaine de milliers d'entreprises ; en 2023, elle en accueille près de trente-cinq mille, ce qui la place au rang de deuxième parc francilien après la ville de Paris. Bien que possédant en moyenne une des populations les plus aisées de la région parisienne, elle cultive un équilibre social entre les élégants hôtels particuliers du Parc des Princes, et les résidences modernes construites le long de la Seine sur l'ancienne zone industrielle bombardée durant la Seconde Guerre mondiale.
L'âge d'or culturel de Boulogne-Billancourt fut sans doute la période de l'entre-deux-guerres, et plus précisément celle des années 1930, dont elle possède le plus important patrimoine architectural de France. C'est également durant la première moitié du XXe siècle que Boulogne-Billancourt deviendra la ville des moteurs d'avion et du cinéma, et verra l'implantation des vastes usines du constructeur automobile Renault. Désormais démolies dans leur quasi-totalité, elles ont cédé la place à un vaste centre culturel et un jardin public accueillant notamment La Seine musicale de Shigeru Ban et Jean de Gastines inauguré le 22 avril 2017.

## Géographie

### Localisation
Boulogne-Billancourt est une commune au sud-ouest de Paris. Elle est limitée au sud et à l’ouest par une boucle de la Seine, à l’est par le 16e arrondissement de Paris et au nord par le bois de Boulogne (qui fait partie de Paris). C'est la première commune en aval de Paris. Sa position médiane sur l'ancienne route est-ouest de Versailles, rive droite de la Seine, entre le palais du Louvre et la cour est à l'origine de son développement. Aujourd'hui, elle continue son développement grâce à sa position intermédiaire sur l'axe nord-sud entre les pôles économiques de La Défense et de Vélizy-Villacoublay.
Au sud-ouest de la ville, est située l'île Seguin, ancien centre historique de Renault et symbole du passé industriel de Boulogne-Billancourt. La commune dispose également de 33,44 ha d'espaces verts dont près de la moitié compose le parc Edmond-de-Rothschild (15 ha), situé au nord-ouest de la commune (quartier Menus - Jean-Baptiste-Clément).
En 1860, la ville de Paris a absorbé le territoire des anciennes communes qui se trouvaient à l'intérieur des fortifications de Thiers. La partie des anciennes communes d'Auteuil et de Passy située à l'extérieur de la ligne de défense fut alors attribuée à Boulogne-Billancourt en compensation de la perte de la plus grande partie de Longchamp, expropriée pour faire un hippodrome et rattachée au bois de Boulogne.

Vue de la commune de Boulogne-Billancourt en rouge sur la carte de Paris et de la Petite Couronne.
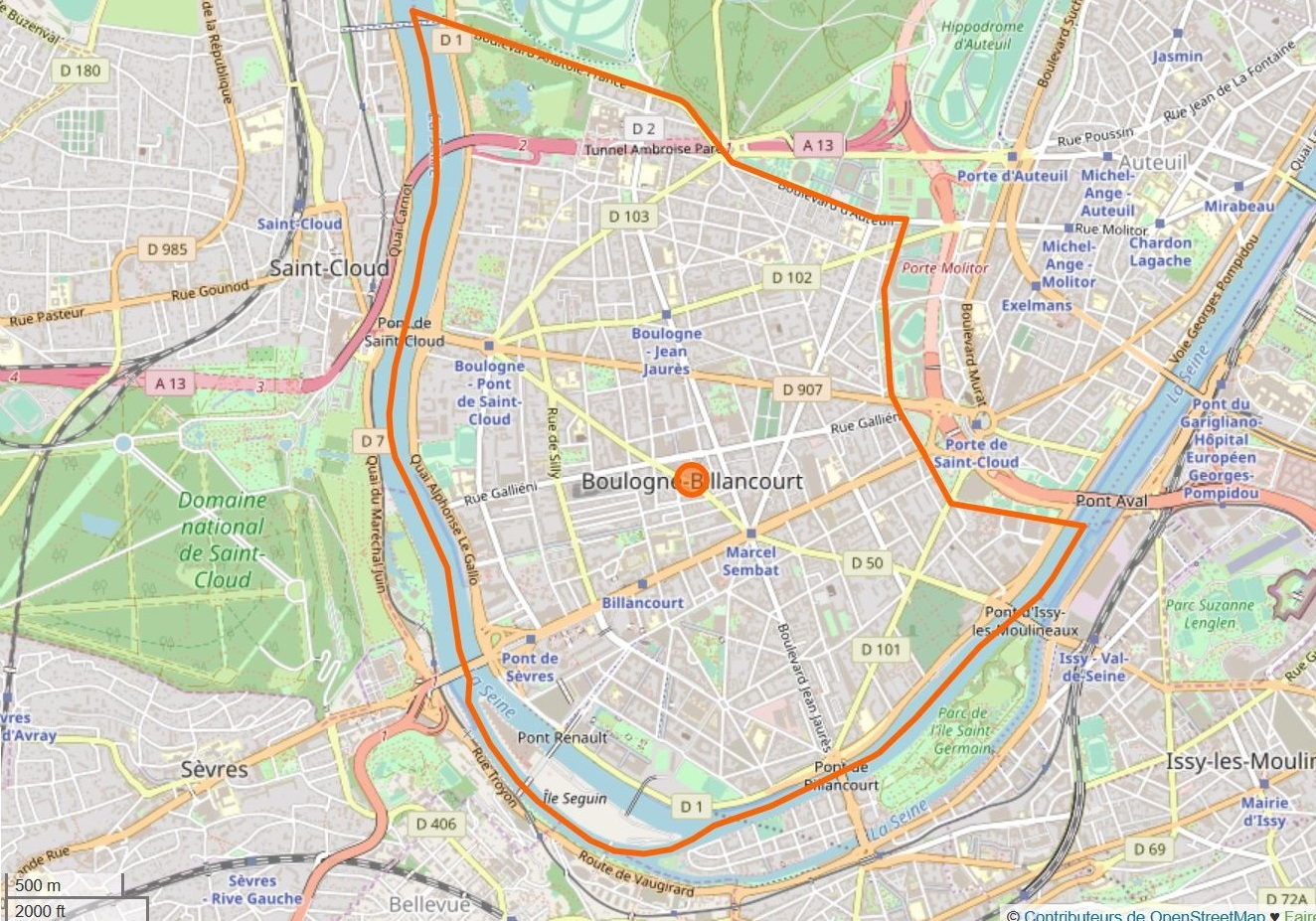
Carte de la commune de Boulogne-Billancourt dans son environnement géographique.
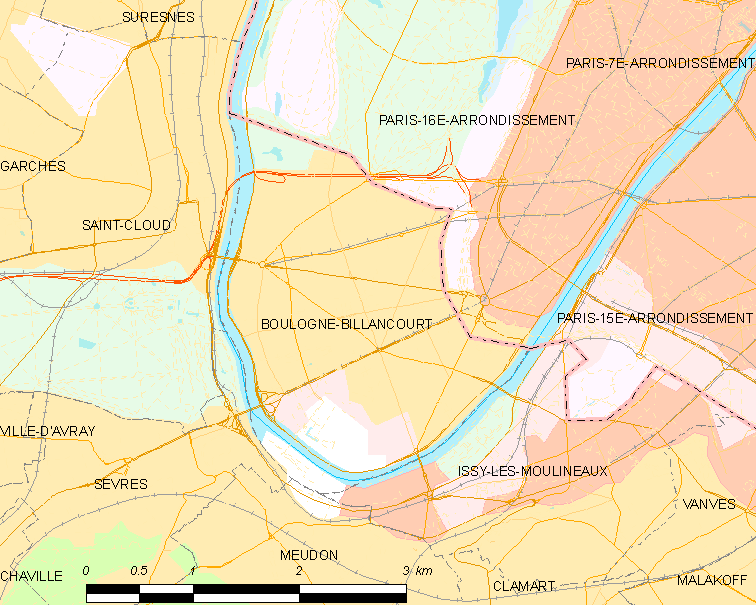
Carte de la commune.
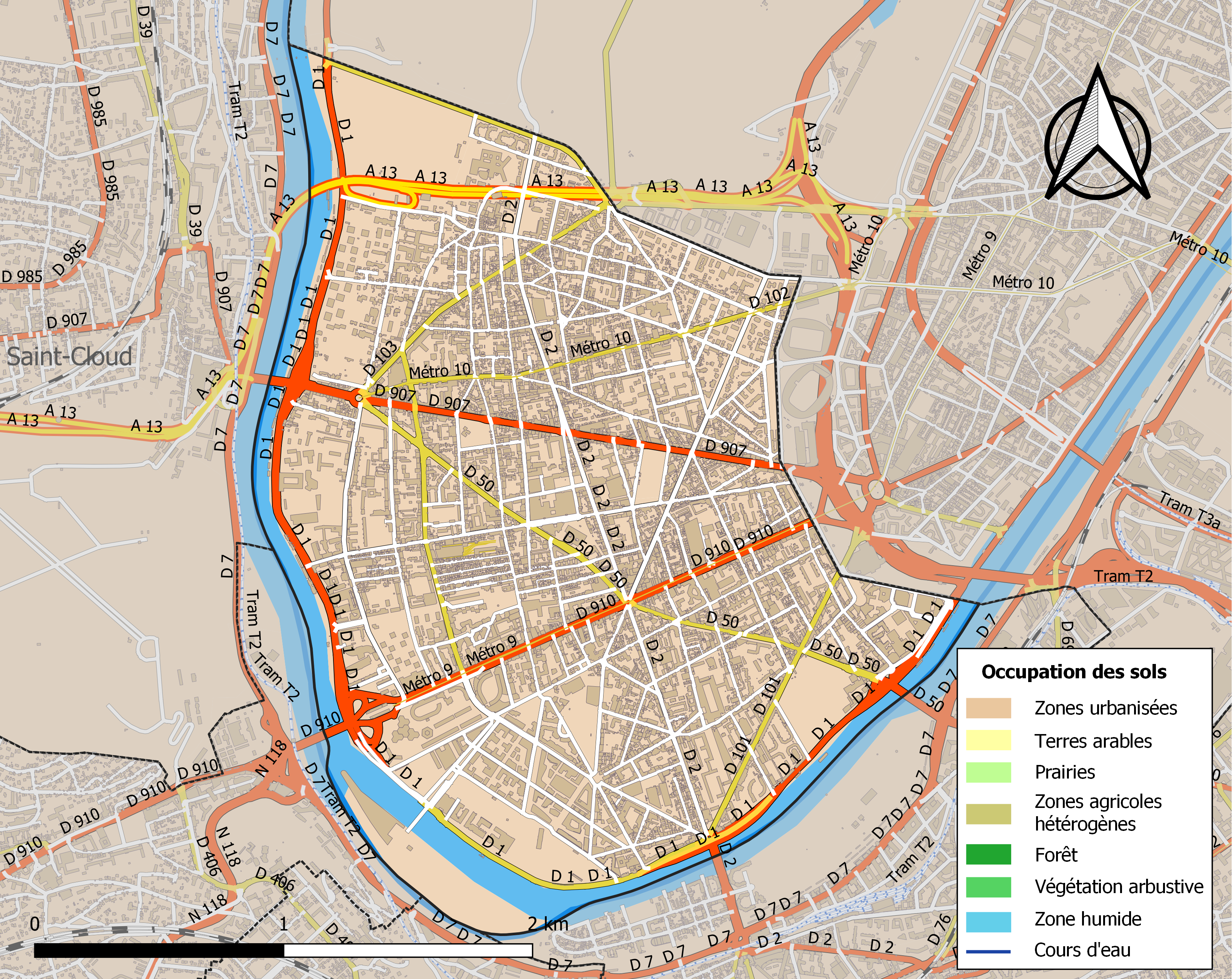
Occupation des sols.

### Communes limitrophes
| Saint-Cloud | Paris (bois de Boulogne) | Paris (Auteuil)     |
| Saint-Cloud | Boulogne-Billancourt     | Paris (Javel)       |
| Sèvres      | Meudon                   | Issy-les-Moulineaux |

### Géologie et relief
La superficie de la commune est de 617 ha (6,17 km2) ; l'altitude varie de 28  à   40 m.
Le site de Boulogne-Billancourt se caractérise par la présence d'une plaine basse encerclée par la Seine. C'est le dernier espace disponible à une urbanisation dense à l'ouest de Paris avant les hauteurs de la rive ouest de la Seine. Le contraste entre ces zones de verdure et la part occidentale du tissu urbain parisien qu'est Boulogne-Billancourt est saisissant.
Le sol est constitué de sables, d'alluvions et de graviers et était donc impropre à la culture. On y cultivait cependant du blé, du seigle, et de l'avoine grâce à la boue des voies parisiennes que l'on répandait. L'expansion de la blanchisserie au XVIIe siècle s'explique par l'existence de ces terres pauvres et de ces terrains plats (pour l'étandage) et par la présence d'eau peu profonde permettant de creuser aisément des puits.
Cette situation expose fortement Boulogne-Billancourt aux crues centennales, telle celle de 1910.

### Climat
Pour des articles plus généraux, voir Climat de l'Île-de-France et Climat des Hauts-de-Seine.
En 2010, le climat de la commune est de type climat océanique dégradé des plaines du Centre et du Nord, selon une étude du CNRS s'appuyant sur une série de données couvrant la période 1971-2000. En 2020, Météo-France publie une typologie des climats de la France métropolitaine dans laquelle la commune est exposée à un climat océanique altéré et est dans la région climatique Sud-ouest du bassin Parisien, caractérisée par une faible pluviométrie, notamment au printemps (120 à 150 mm) et un hiver froid (3,5 °C).
Pour la période 1971-2000, la température annuelle moyenne est de 12 °C, avec une amplitude thermique annuelle de 15,3 °C. Le cumul annuel moyen de précipitations est de 651 mm, avec 10,9 jours de précipitations en janvier et 7,9 jours en juillet. Pour la période 1991-2020, la température moyenne annuelle observée sur la station météorologique la plus proche, située sur la commune de Toussus-le-Noble à 13 km à vol d'oiseau, est de 11,5 °C et le cumul annuel moyen de précipitations est de 677,0 mm,. Pour l'avenir, les paramètres climatiques de la commune estimés pour 2050 selon différents scénarios d'émission de gaz à effet de serre sont consultables sur un site dédié publié par Météo-France en novembre 2022.

### Voies de communication et transports

#### Voies routières
Ancien lieu de pèlerinage, Boulogne-Billancourt s'est développé du fait de sa position médiane entre le Louvre et les résidences royales autour de trois pénétrantes, le pavé du Roi (devenu l'avenue Jean-Baptiste-Clément), la route de la Reine conduisant au pont de Saint-Cloud, le chemin vert prolongé par la route du vieux pont de Sèvres (doublés aujourd'hui par les avenues Édouard-Vaillant et du Général-Leclerc). La ville a été sauvée de l'engorgement induit par cette position de passage par le développement de rocades de contournement voulu par le maire Georges Gorse. Aujourd'hui, la ville est desservie par l'autoroute A 13 ( 3), la contournant au nord entre la commune et le bois de Boulogne, et la route nationale des quais, reliant par le sud la voie Georges-Pompidou à la N 118 au pont de Sèvres.

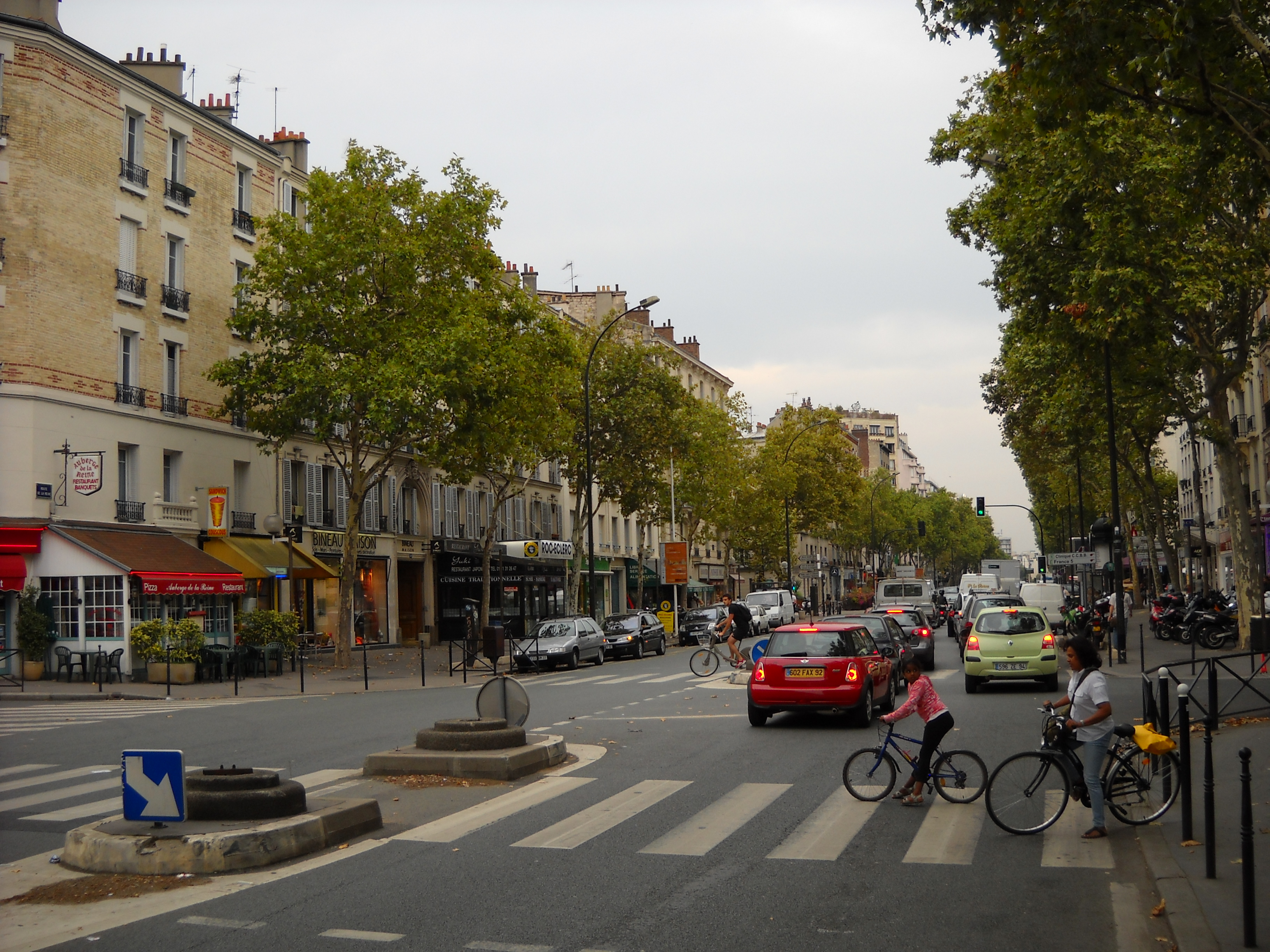
La route de la Reine, qui relie Paris (porte de Saint-Cloud) au pont de Saint-Cloud, est un des principaux axes routiers de la ville.

En tout, Boulogne-Billancourt compte 70 km de voirie, dont 50 km de voirie municipale. Les principaux axes routiers de la ville sont le boulevard d'Auteuil, l'avenue Jean-Baptiste-Clément (RD 103), la route de la Reine (RD 907), les avenues du Général-Leclerc et Édouard-Vaillant (RD 910), le boulevard de la République et l'avenue André-Morizet (RD 50) et le boulevard Jean-Jaurès (RD 2 jusqu'à la route de la Reine). L'avenue Jean-Baptiste-Clément est l'ancienne Grande rue du village de Boulogne-sur-Seine : percée au XVIIe siècle pour conduire l'aristocratie parisienne au château de Saint-Cloud, elle sera aux XVIIIe et XIXe siècles le centre de la vie boulonnaise, du commerce et des habitations bourgeoises. La route de la Reine fut construite à la fin du XVIIIe siècle selon la volonté de Marie-Antoinette d'Autriche d'emprunter une route plus directe pour se rendre au château de Saint-Cloud, sa nouvelle résidence. Les avenues du Général-Leclerc et Édouard-Vaillant furent percées au début du XIXe siècle en même temps que la construction du nouveau pont de Sèvres, pour remplacer l'ancienne route de Versailles (actuelle rue du Vieux-Pont-de-Sèvres) qui reliait Paris à l'ancien pont. L'avenue André-Morizet et le boulevard de la République furent construits au début du XXe siècle afin de relier la rive gauche de la Seine au pont de Saint-Cloud. Enfin, le boulevard Jean-Jaurès fut achevé en 1871, sous l'impulsion du baron Haussmann qui désirait relier la banlieue sud de la capitale au bois de Boulogne. Il s'appelait alors boulevard de Strasbourg, pour honorer l'armée de cette ville qui subissait l'attaque de l'armée prussienne. Il devint peu à peu l'artère commerçante principale de la ville, au détriment de l'avenue Jean-Baptiste-Clément. Cette voie est une illustration boulonnaise des perspectives haussmanniennes ; le préfet de la Seine souhaitait en effet que l'axe du boulevard soit tel que l'on puisse voir la flèche de l'église Notre-Dame depuis le pont de Billancourt.
En raison de sa situation géographique, Boulogne-Billancourt est une ville de transit, et donc d'intense passage, entre Paris et sa banlieue. Aux heures de pointe, la ville connaît ainsi de nombreux embouteillages, particulièrement sur ses places (rond-point Rhin-et-Danube, place Marcel-Sembat…).

#### Stationnement
La commune de Boulogne-Billancourt possède très peu d'espaces de parking pour les deux roues, et pratiquement aucun aux abords du Parc des Princes.
Le 6 novembre 2002, la ville a doté tous ses horodateurs du système de paiement par carte Moneo. Sur ses 668 horodateurs, Boulogne-Billancourt compte 230 horodateurs mixtes (acceptant le paiement par carte ou par pièces) et 438 horodateurs à carte Moneo. En avril 2007, un rapport municipal indique que le système est sous-utilisé par les Boulonnais.
Les visiteurs disposent de plus de 1 000 places de stationnement pour deux roues et de 3 106 places de stationnement souterrain pour voitures réparties en huit garages publics payants auxquelles s'ajoutent les places disponibles dans trois centres commerciaux.
Quatre sont ouverts en permanence aux portes de la ville :
- Point-du-Jour (525 places) ;
- Pont-de-Sèvres Sous-Préfecture (568 places) ;
- Parchamp (315 places) ;
- Cours de l'Île-Seguin (600 places).

Deux, en centre-ville, permettent la sortie à toute heure :
- Les Passages (600 places) ;
- Hôtel-de-Ville (600 places).

Les autres sont fermés la nuit et parfois le samedi ou le dimanche :
- Centre commercial Marcel-Sembat (82 places dont 4 pour recharge des voitures électriques) ;
- Centre commercial du Pont de Sèvres ;
- Centre commercial au carrefour de la route de la Reine et de la rue de Silly ;
- Belle-Feuille (287 places) ;
- Marché de Billancourt (211 places).

Le garage de la rue Heyrault (98 places) est réservé aux abonnés.
La disponibilité des garages est indiquée en temps réel sur des panneaux répartis sur les axes principaux.

#### Transports en libre-service
- Autolib

Au second semestre 2010, Boulogne, comme quatre-vingts communes de la petite couronne, offrira des voitures en libre service. Treize stations proposeront des véhicules non polluants. Des zones de stationnement seront réservées dans les garages souterrains.
- Vélib

Le 11 juillet 2008, le Conseil d'État autorise le prolongement du réseau Vélib' au-delà des limites de la capitale et son extension dans une trentaine de communes, dont Boulogne-Billancourt. La phase d'implantation des stations à Boulogne-Billancourt commence le 19 janvier 2009 autour de la mairie et de la Grand-Place. Le 31 mars, 21 stations, dont cinq doubles, pouvant accueillir 650 vélos, sont inaugurées en présence de Pierre-Christophe Baguet et du maire de Paris Bertrand Delanoë, faisant de Boulogne-Billancourt la première ville d'Île-de-France après Paris à se doter du système de vélos en libre-service,.

#### Pistes cyclables
L'arrivée de Vélib' soulève cependant le problème de la rareté des pistes cyclables dans la commune. En effet, de nombreux riverains, notamment chez les Verts, dénoncent une voirie qui n'est pas prête à accueillir les cyclistes, en raison du trafic trop important et donc trop dangereux pour les vélos. En réponse, la mairie a exprimé son désir de renforcer son réseau de « voies douces », c'est-à-dire de rues limitées à 30 km/h.

#### Transports en commun
- Métro

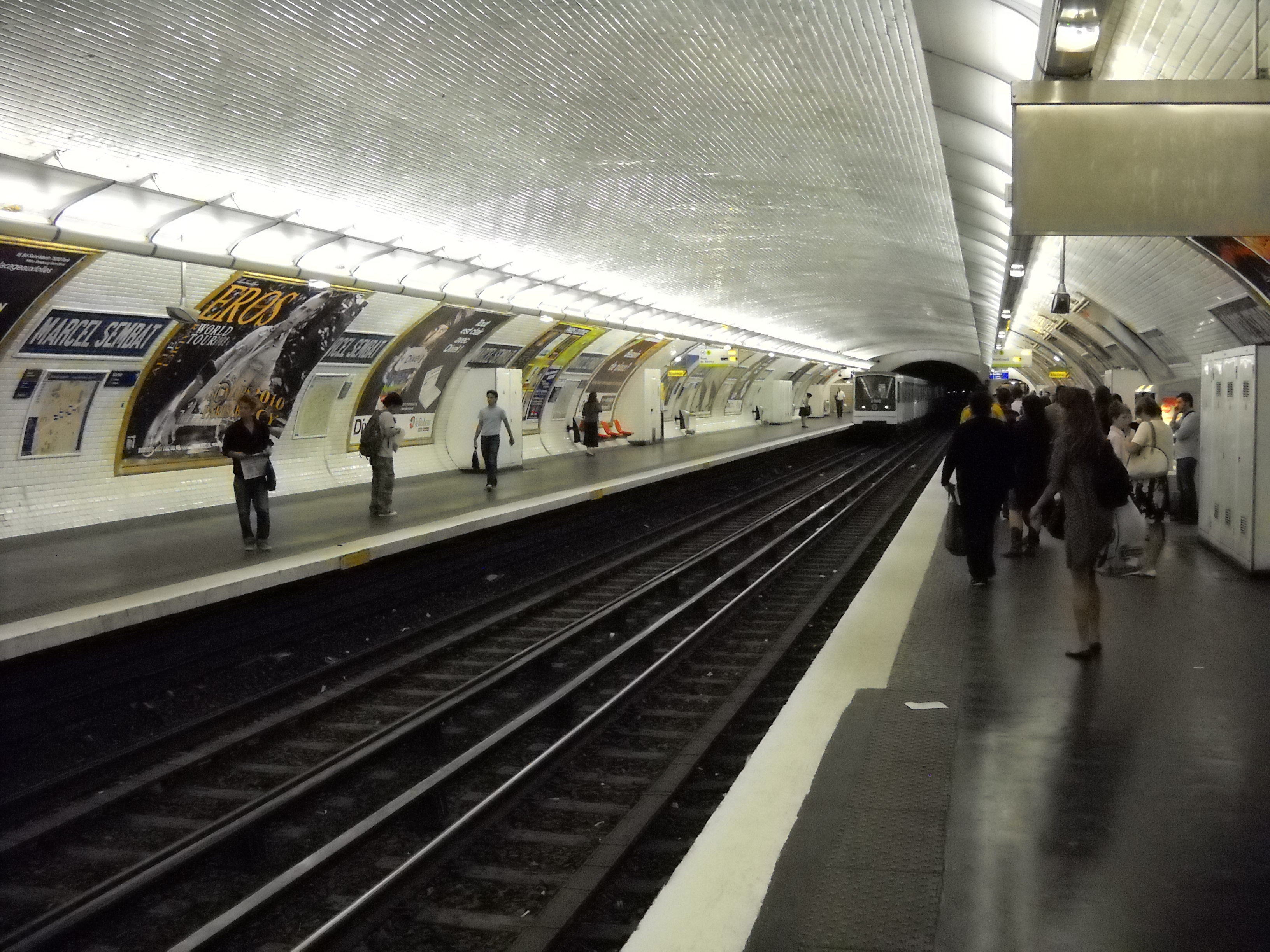
La station Marcel-Sembat, ouverte en 1934, dessert le centre-ville de Boulogne-Billancourt.

Boulogne-Billancourt est desservie par deux lignes du réseau métropolitain de Paris.
On accède au centre et au sud de la commune aux stations Marcel Sembat, Billancourt et Pont de Sèvres de la ligne 9 du métro. Le prolongement de cette ligne à Boulogne-Billancourt est d'une portée historique, puisque inauguré le 3 février 1934, il forme la première extension du métro parisien en banlieue.
Les deux autres stations boulonnaises, Boulogne - Jean Jaurès et Boulogne - Pont de Saint-Cloud, sur la ligne 10 du métro, sont elles bien plus récentes. Ouvertes respectivement le 3 octobre 1980 et le 2 octobre 1981, elles résultent d'une volonté de mieux desservir la ville, en particulier sa partie nord.
- Tramway

Boulogne-Billancourt est desservie à distance par la ligne 2 du tramway avec les stations Parc de Saint-Cloud sur la commune de Saint-Cloud et Musée de Sèvres sur la commune de Sèvres.
- Autobus

Boulogne-Billancourt bénéficie d'une large couverture par les réseaux de bus d'Île-de-France, soit près d'une trentaine de lignes sur l'ensemble de la commune. Les sites les mieux desservis sont ceux situés à la périphérie de la ville : le Pont de Billancourt au sud, le Pont de Sèvres et le Pont de Saint-Cloud à l'ouest, le carrefour des Anciens-Combattants (Porte de Boulogne) au nord et la Porte de Saint-Cloud à l'est. Mais aussi ceux au centre de la commune, notamment la place Marcel-Sembat et l'hôtel de ville.

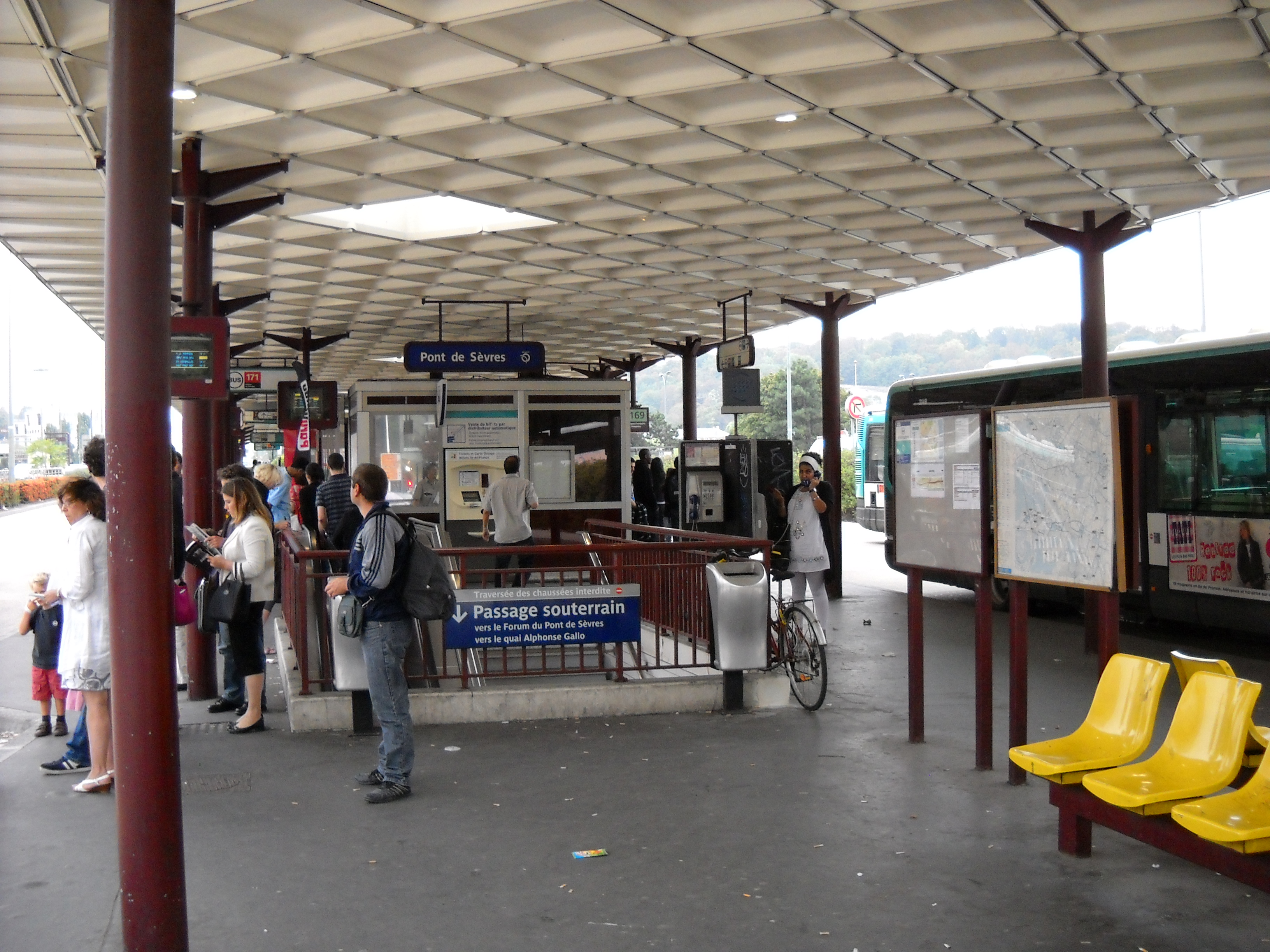
La gare routière du Pont de Sèvres accueille dix lignes de bus et est utile aussi bien aux Boulonnais qu'aux voyageurs de la banlieue ouest et sud-ouest en correspondance avec le métro.

Avec 20 lignes, le réseau de bus RATP est le plus présent sur la commune. La 123 RATP est l'une des lignes les plus empruntées par les Boulonnais, puisqu'il traverse la ville du sud au nord en son axe principal qu'est le boulevard Jean-Jaurès. La RATP exploite aussi à Boulogne-Billancourt une ligne de transport interurbain, le SUBB (Service urbain de Boulogne-Billancourt ou Service urbain Val de Seine). En fonctionnement du lundi au samedi et entièrement gratuite, la ligne effectue deux circuits différents : l'un dit « boucle nord » (desservant entre autres l'hôtel de ville, la place Marcel-Sembat et le Parchamp) et l'autre dit « boucle sud » (desservant entre autres l'hôtel de ville, le centre culturel de la Belle Feuille et la patinoire de Boulogne). Boulogne-Billancourt est également traversée par la ligne 460 du réseau de bus Grand Versailles qui relie la gare de La Celle-Saint-Cloud au nord de la commune. Le réseau Noctilien comprend également trois lignes faisant halte à Boulogne, notamment à Marcel-Sembat : le N12, le N61 et le N145. Enfin, la commune est desservie par la ligne 17 du réseau de bus Île-de-France Ouest.
La commune est donc desservie par les lignes de bus suivantes :
- par les lignes 42, 52, 72, 123, 126, 160, 169, 171, 175, 179, 189, 241, 260, 289, 291, 389, 426, 467 et 571 du réseau de bus RATP ;
- par les lignes 6140 et 6142 du réseau de bus de Vélizy Vallées ;
- par les lignes 17 et 39-34 du réseau de bus Île-de-France Ouest ;
- par la ligne 460 du réseau de bus Grand Versailles ;
- par les lignes N12, N61 et N145.

#### Ports fluviaux
Trois millions de tonnes de marchandises, équivalant à 150 000 camions, transitent chaque année sur les quais de Boulogne-Billancourt. D'amont en aval, tous les 1 à 1,8 kilomètre, s'égrènent sur la rive droite de la Seine quatre stations de petit fret (pas de conteneurs) gérées par l'Agence centrale des Ports de Paris. Il s'agit :
- du port des Studios, quai du Point-du-Jour, en aval du pont d'Issy, en face du cimetière Pierre-Grenier (le port du Point-du-Jour se trouve en amont sur le territoire de Paris) ;
- du port Legrand, quai de Stalingrad, en amont du pont de Sèvres (plus de 100 000 tonnes manutentionnées en 2007 à cause des travaux d'aménagement de Billancourt après le départ des usines Renault) ;
- du port de Boulogne-Billancourt, quai Alphonse-Le-Gallo, en aval du pont de Sèvres (agréé pour l'environnement et les produits valorisables) qui abrite un centre nautique (toutes fournitures et activités de marine) ;
- du port du Pont de Saint-Cloud, quai du Quatre-Septembre, en aval du pont de Saint-Cloud.

Il n'y a pas d'escales passagers sur la rive de Boulogne-Billancourt. La plus proche se trouve sur la rive de Sèvres, entre la pointe aval de l'île Seguin et le pont de Sèvres, mais elle n'est pas desservie par la navette Batobus, laquelle ne descend pas plus bas que la tour Eiffel. Toutefois, le port des Studios, quai du Point-du-Jour, sert d'embarcadère pour des croisières nocturnes.

## Urbanisme

### Typologie
Au 1er janvier 2024, Boulogne-Billancourt est catégorisée grand centre urbain, selon la nouvelle grille communale de densité à sept niveaux définie par l'Insee en 2022.
Elle appartient à l'unité urbaine de Paris, une agglomération inter-départementale regroupant 407 communes, dont elle est une commune de la banlieue,,. Par ailleurs la commune fait partie de l'aire d'attraction de Paris, dont elle est une commune du pôle principal,. Cette aire regroupe 1 929 communes,.

### Morphologie urbaine
L'Insee découpe la commune en 7 « grands quartiers » soit Salle des fêtes, Denfert-Rochereau, Centre-ville, Maréchal-Juin, Renault, Pier et X, eux-mêmes découpés en 42 îlots regroupés pour l'information statistique.
| Type d'occupation           | Pourcentage | Superficie (en hectares) |
| --------------------------- | ----------- | ------------------------ |
| Espace urbain construit     | 80,67 %     | 498,26                   |
| Espace urbain non construit | 11,05 %     | 68,25                    |
| Espace rural                | 8,28 %      | 51,15                    |
| Source : Iaurif             |             |                          |

La commune de Boulogne-Billancourt a un caractère très urbain. Son aspect est comparable en tous points à celui de Paris. Mis à part les principaux espaces verts et les équipements sportifs de plein air, la commune est entièrement bâtie. Comme le tissu parisien, celui de Boulogne-Billancourt est constitué d'îlots de dimensions variables encadrés par un maillage de rues assez serré. Le boulevard Jean-Jaurès, principal axe de la ville, a d'ailleurs été percé pendant les transformations de Paris sous le Second Empire.
Résultant de la fusion au début du XXe siècle entre deux villes, Boulogne-Billancourt a longtemps eu ce double destin de ville ouvrière et résidentielle. Aussi, encore aujourd'hui, la ville présente une morphologie urbaine contrastée. On distingue, notamment dans le secteur immobilier, le nord (du bois jusqu'à la rue du Château voire jusqu'à la route de la Reine, et qui comprend le cœur historique de Boulogne-sur-Seine, les zones résidentielles haussmanniennes et le nouveau centre) du sud (au passé et à l'architecture plus populaires et industriels). Aujourd'hui, le quartier du Point du Jour est devenu le siège de nombreuses entreprises, et le quartier Renault-Billancourt est en plein devenir avec le réaménagement à venir des terrains Renault ; cette dichotomie tend donc à disparaître. Avec ses différents quartiers, Boulogne-Billancourt présente un patrimoine architectural diversifié : anciennes maisons de blanchisseurs, immeubles et hôtels haussmanniens, petites maisons et immeubles ouvriers en brique, grands ensembles et villas d'architecte des années 1930, immeubles et résidences d'architecture moderne, un nouveau centre du début des années 2000…

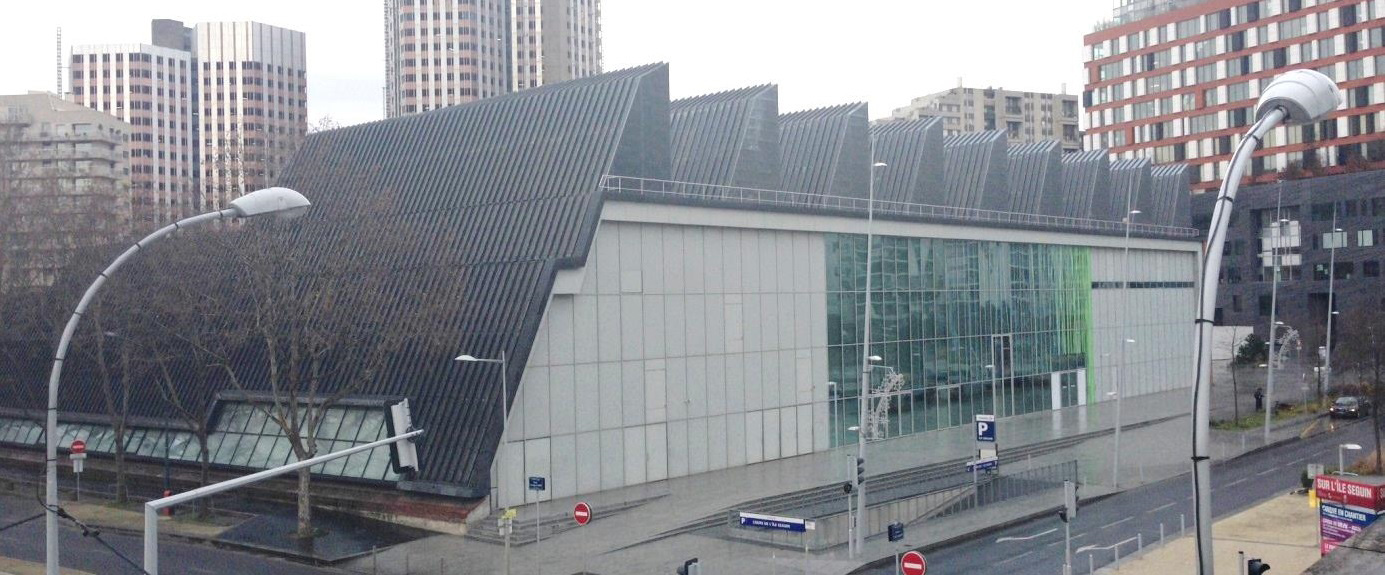
Le site de Square com à Boulogne-Billancourt.

Cette disparité fait que le paysage urbain boulonnais est fait de ruptures. Celles-ci résultent surtout des conflits entre l'architecture du Boulogne-sur-Seine ancien (celui du XIXe siècle et du début du XXe siècle) et celle du Boulogne-Billancourt moderne. Les constructions modernes se fondent plus ou moins bien dans la morphologie urbaine traditionnelle, si bien que l'on constate dans nombre de rues boulonnaises un manque de cohésion architecturale. On pense tout d'abord aux grandes opérations qui trouvent leur origine dans la politique de rénovation urbaine pratiquée dans l'ensemble de la France au lendemain de la Seconde Guerre mondiale. Il s'agit par exemple de la rue du Point-du-Jour ou bien, plus récemment, de la ZAC du Pont de Sèvres. Une rénovation du Parchamp fut même envisagée mais la municipalité y renonça. Ces constructions opèrent bien une rupture considérable dans le tissu traditionnel. Mais finalement, car elles sont homogènes et toujours isolées des îlots anciens (puisqu'elles sont construites en bord de Seine ou bien délimitées par des rues), elles forment une unité indépendante et les problèmes de cohérence ne sont pas trop apparents.
Le manque d'harmonie dans le paysage urbain est surtout dû aux immeubles modernes insérés dans le tissu urbain. La disparition d'activités industrielles, d'immeubles vétustes ou même de maisons individuelles a libéré du terrain pour des immeubles d'habitation et de plus en plus des immeubles de bureaux. Les problèmes qui se posent sont divers. Tout d'abord les différences d'alignements : les immeubles modernes boulonnais sont en recul par rapport aux constructions anciennes. Ceux-ci découvrent alors des pignons aveugles (ce qui est inesthétique) et laissent des espaces dégagés en rez-de-chaussée (au mieux ornés de plantes, ils servent souvent de stationnement et ne sont pas entretenus). Un autre problème est celui des hauteurs : dans la même rue se côtoient des immeubles dont la hauteur peut varier de 2, 6 voire 12 niveaux. Enfin il y a essentiellement une rupture architecturale. Multiplication des immeubles de bureaux, disparition des constructions d’habitations individuelles caractéristiques du tissu urbain boulonnais, évolution des commerces de détail vers des grandes surfaces… Tout cela fait qu'il y a une évolution des matériaux et du percement des façades : allèges en verre fumé pour les immeubles d'habitation, murs-rideau pour les bureaux… qui contrastent avec le bâti traditionnel.

### Divisions territoriales

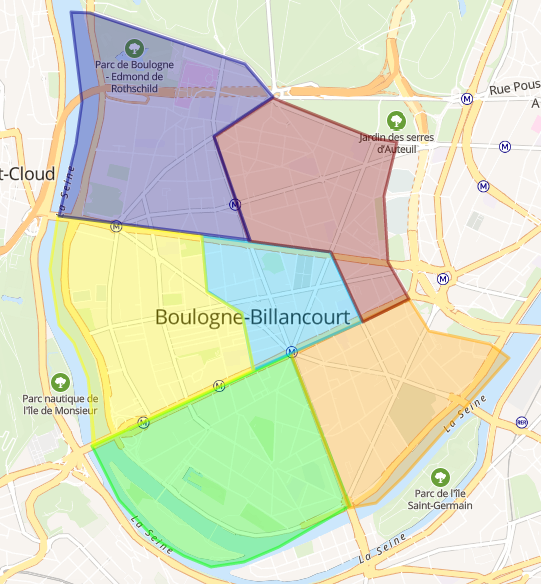
Quartiers de Boulogne-Billancourt
Parchamp - Albert Kahn
Les Princes - Marmottan
Silly - Gallieni
Centre-Ville
Billancourt - Rives de Seine
République - Point du Jour

Le territoire actuel couvrait autrefois un certain nombre de lieux-dits, du sud-est au nord-est en passant par l'ouest : le Point du Jour, la plaine de Billancourt, Longpré, les Faisses, c'est-à-dire les bandes de terre (renommé Deschandeliers, du nom des propriétaires du quartier pendant plusieurs générations), l'île de Sève (prononciation versaillaise de Sèvres), la ferme de Billancourt, les Quatre Cheminées (lieu-dit dont on ne connaît pas l'origine, peut-être quatre chemins, carrefour, et où fut une gendarmerie), les Chaussières (déformation de Saussières), la plaine de Boulogne, Gibet, le port de Boulogne-Billancourt, l'île de Maire, les Menus, Longchamp, les Hariettes (le long du bois), le Petit Boulogne (autour de la chaussée de l'abbesse de la Rochefoucault), les Guerets (plateau parcouru par les rues de l'Est et du Château), Bellefeuille, la Queue du Bois, auxquels se sont adjoints au XIXe siècle trois lotissements nouveaux, le Parc Impérial, autour de la rue d'Aguesseau, le Nouveau Village de Billancourt rayonnant autour de l'actuelle place Jules-Guesde puis envahi par les usines Renault, et le parc des Princes. Aujourd'hui, la ville est divisée en six circonscriptions de « délégués territoriaux » appelés « quartiers » :

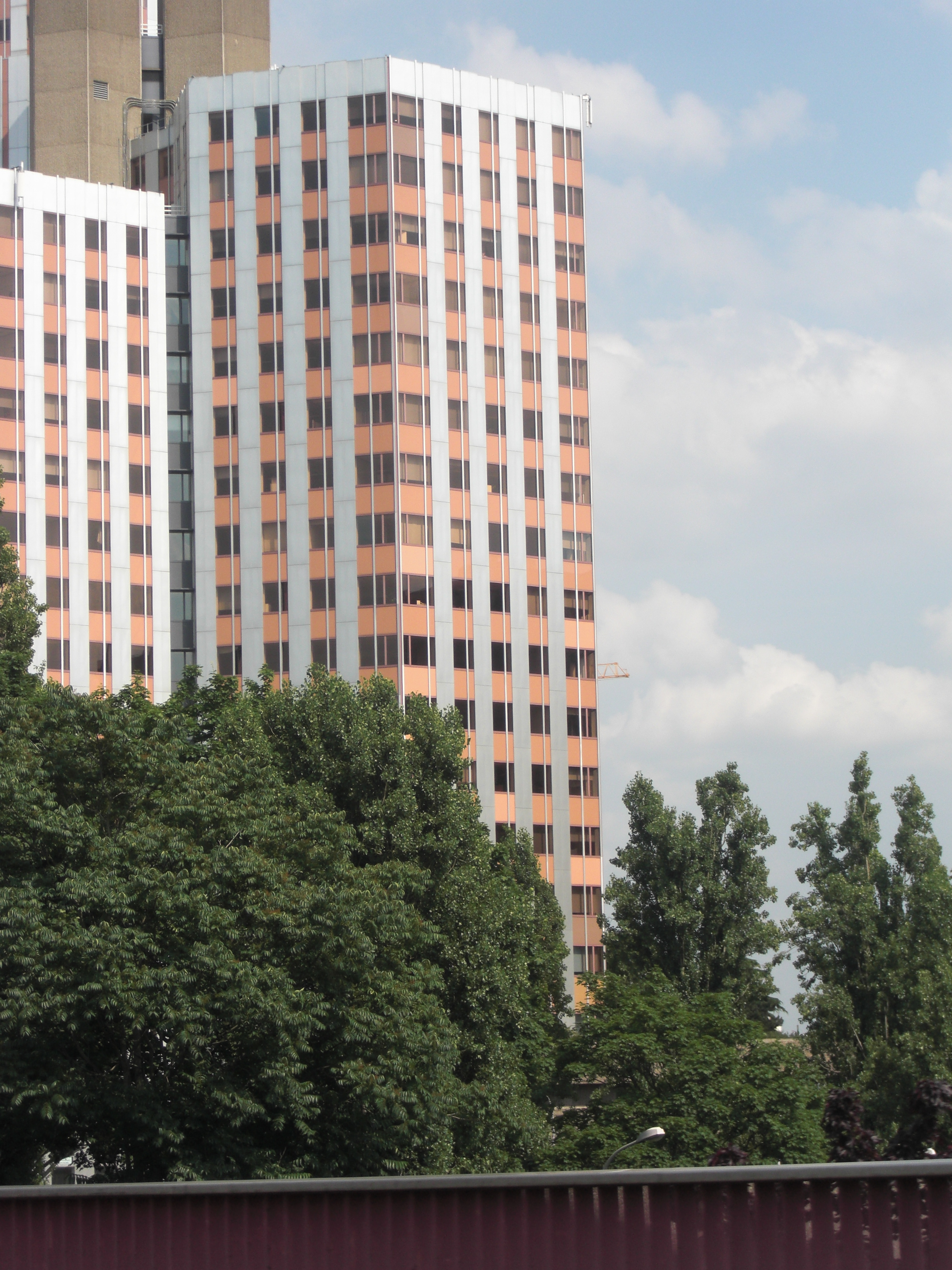
Les bureaux du Pont de Sèvres avant leur rénovation au début des années 2010, situés dans le quartier Renault-Billancourt.

- Le quartier Parchamp - Albert Kahn, situé au nord-ouest de la commune, est le cœur historique de la ville. Ancien quartier des blanchisseurs, il s'articule autour de l'avenue Jean-Baptiste Clément (autrefois la Grand Rue de Boulogne-sur-Seine) Les bureaux du Pont de Sèvres avant leur rénovation au début des années 2010, situés dans le quartier Renault-Billancourt. et abrite le parc de Boulogne Edmond-de-Rothschild, le Théâtre de l'Ouest parisien (TOP), le musée-jardin Albert-Kahn, ainsi que deux lieux de culte : l'église de Boulogne-Billancourt (fondatrice de la ville) et la synagogue de la rue des Abondances.
- Le quartier Silly-Gallieni, situé à l'ouest de la ville, est le quartier le plus vaste ainsi que l'un des plus peuplés de Boulogne-Billancourt. Il combine des zones pavillonnaires (petites maisons dotées de jardinets, notamment rues Diaz et Reinhardt) avec de grands immeubles.
- Le quartier Billancourt - Rives de Seine (anciennement Billancourt) est situé en bordure sud-ouest de la ville près de l'île Seguin (l'Île fait 12,3 ha)[48]. L'ancienne ferme fut aménagée au XIXe siècle par le baron de Gourcuff, promoteur de l'époque, en un quartier citadin. Les immeubles et les maisonnettes en brique côtoyaient les pavillons de plaisance, les maisonnettes de cultivateurs, et les guinguettes dans lesquelles se rendaient les Parisiens le dimanche. Le quartier a ensuite abrité sur la quasi-totalité de sa superficie, les usines Renault avec 31,5 ha (11,5 ha Île Seguin et 4 ha Meudon soit 47 ha avant démolition)[49]. Vers 2003[50] les terrains Renault ont débuté leur mutation, mais les difficultés à trouver des projets stables pour l'île Seguin retardent le processus. On retrouve, au nord-ouest du quartier, le Pont de Sèvres, important lieu de transit entre Paris et sa banlieue. Vers 2003 à vers 2016, une zone de 34,4 ha[51] est modifiée dont 2,93 ha parc de Billancourt[52]. Autour se trouve la plus grande cité HLM de Boulogne-Billancourt, classée quartier prioritaire[53], et comportant 1 258 logements sociaux (auxquels on peut ajouter les 774 logements des résidences Aquitaine, Bretagne, Île-de-France et Normandie[réf. nécessaire]). Le quartier comporte aussi le parc des Glacières et sa piscine-patinoire municipale, ainsi que le marché de Billancourt.
  - L'écoquartier du Trapèze, qui fait partie du quartier Rives de Seine[54], a une superficie de 74 hectares et pourra contenir à la fin de son aménagement jusqu'à 18 000 habitants. Il fait partie des 13 écoquartiers à avoir reçu le label MEDDE en 2013. 65 % de l'énergie du quartier est apportée par la géothermie, qui permet de chauffer et de climatiser les bâtiments reliés à ce réseau d'énergie. Des panneaux photovoltaïques et une serre végétale ont été construits dans l'optique de rendre le quartier dépendant aux énergies renouvelables, et de climatiser les bâtiments[55]. Dans ce quartier, une école élémentaire et une maternelle auront des installations atypiques à d'autres écoles comme un mur végétal, des niches d'oiseaux, un verger et un potager. Les déplacements à bicyclette et les transports doux seront prioritaires pour les habitants afin de réduire la pollution causée par les voitures et autres transports qui n'utilisent pas l'électricité pour fonctionner. Cet écoquartier se doit de respecter des critères précis pour pouvoir garder le label écoquartier[56].

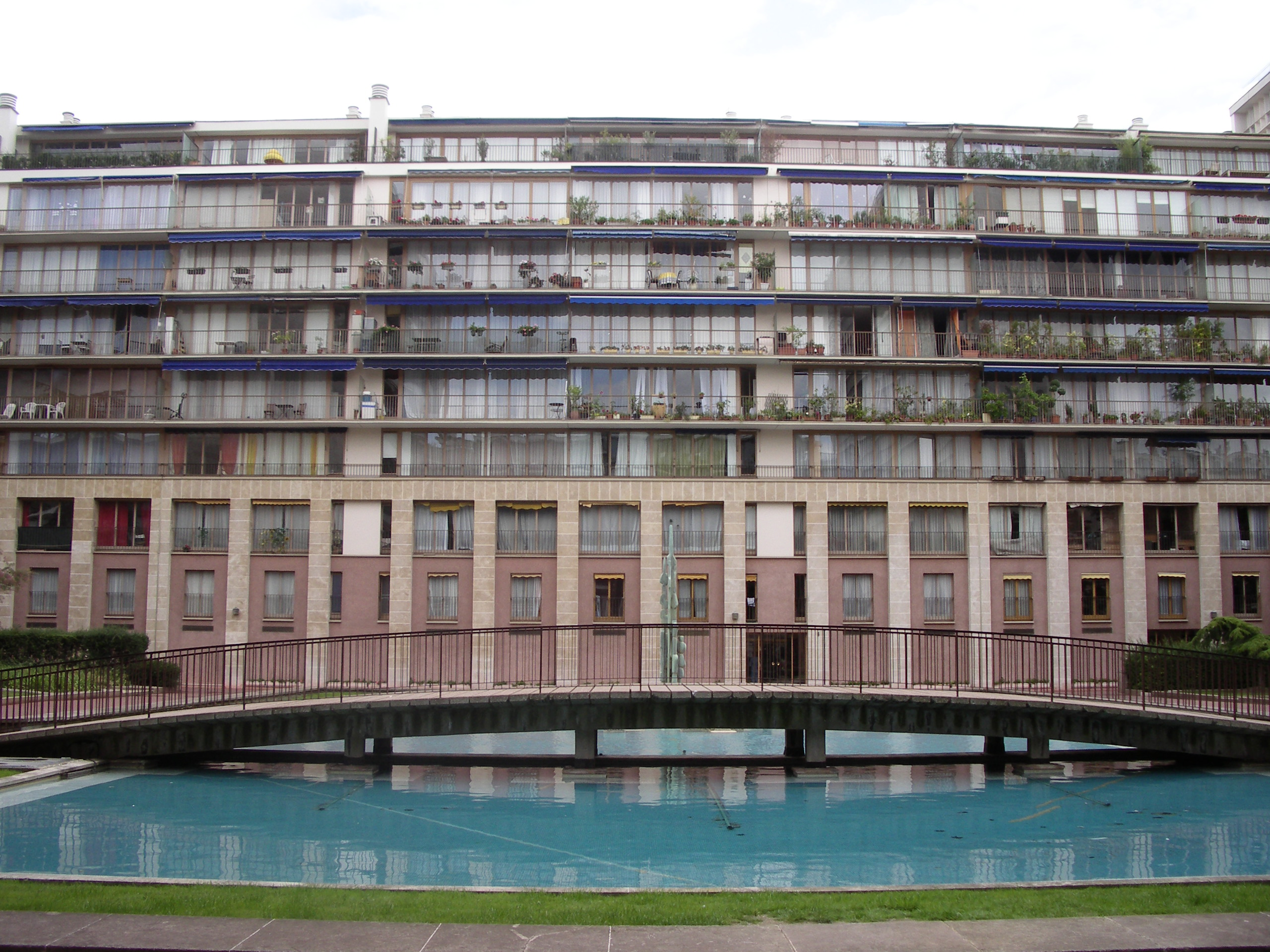
La résidence des Longs Près construite en 1960 par Fernand Pouillon.

- Le quartier République - Le Point-du-Jour au sud-est, à proximité de la Porte de Saint-Cloud, accueille de nombreux sièges d'entreprise. Sur le quai du Point-du-Jour se trouvent, entre autres, le siège de Boursorama et la Tour TF1. La population y est dense, puisque 15 % des Boulonnais vivent sur 10 % du territoire de la ville[57]. Le plus grand cimetière de Boulogne-Billancourt s'y trouve ainsi que la deuxième cité HLM (squares de l'Avre et des Moulineaux, 935 logements). L'œuvre de Fernand Pouillon, appelée Résidence Salmson Le Point du Jour rassemble 2 260 logements d'une exceptionnelle qualité, labellisés en 2015 par le ministère de la Culture au titre du patrimoine du XXe siècle[58].
- Le quartier Centre-ville est situé autour de la place Marcel-Sembat, un des principaux carrefours de la ville. Il accueille l'hôtel de ville, l'espace Landowski, centre culturel de la ville de Boulogne-Billancourt : musée des Années 1930, cinéma art et essai, médiathèque ; s'y déroulent également de nombreuses fêtes (livre, bande-dessinée…). Ce quartier a vu la naissance au début des années 2000 du centre commercial Les Passages, couplé avec un cinéma de sept salles.

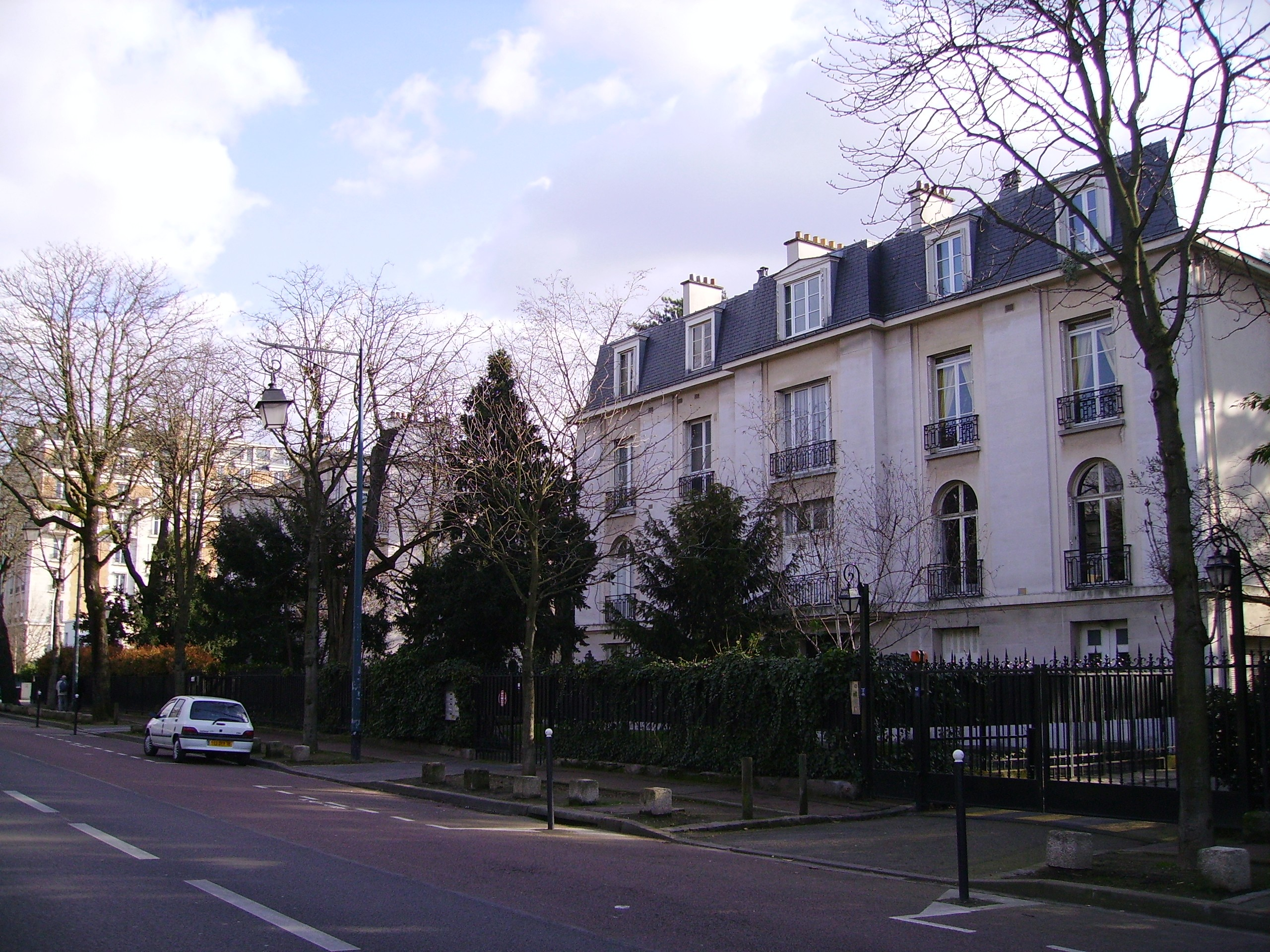
Hôtel particulier en bordure du bois.

- Le quartier Les Princes - Marmottan, au nord-est de Boulogne-Billancourt, en lisière du bois de Boulogne. Le quartier du Parc des Princes, situé près du célèbre stade parisien du même nom, fut érigé par Haussmann sous le Second Empire selon un cahier des charges impliquant une faible pression démographique et commerciale. Aussi, plusieurs voies sont clôturées et sont plantées d'hôtels particuliers et de maisons de ville comme l'avenue Robert-Schuman, la rue Gutenberg ou encore le boulevard d'Auteuil[59]. Plusieurs voies privées se font face autour du bois : l'allée des Pins, la rue des Arts… Le quartier des Princes abrite plusieurs institutions prestigieuses comme la bibliothèque Marmottan, la clinique Montevideo, la clinique du Belvédère, les écoles privées les plus importantes de Boulogne-Billancourt et l'ambassade de Mongolie. Il offre également une vue imprenable sur Roland-Garros. On y trouve enfin le plus important patrimoine architectural des années 1930 avec de nombreuses villas et immeubles de rapport dessinés par Le Corbusier, Mallet-Stevens ou encore Pingusson.

### Habitat
Le parc de logements de la commune est, selon les données du recensement, le suivant :
| Logements                                        | Nombre en 2007 | % en 2007 | nombre en 2012 | % en 2012 | nombre en 2017 | % en 2017 |
| ------------------------------------------------ | -------------- | --------- | -------------- | --------- | -------------- | --------- |
| Total                                            | 61 462         | 100 %     | 63 842         | 100 %     | 67 048         | 100 %     |
| Résidences principales                           | 54 824         | 89,2 %    | 57 161         | 89,5 %    | 58 846         | 87,8 %    |
| → Dont HLM                                       | 6 180          | 11,3 %    | 6 491          | 11,4 %    | 6 712          | 11,4 %    |
| Résidences secondaires et logements occasionnels | 2 373          | 3,9 %     | 2 431          | 3,8 %     | 3 650          | 5,4 %     |
| Logements vacants                                | 4 264          | 6,9 %     | 4 251          | 6,7 %     | 4 552          | 6,8 %     |
| Dont :                                           |                |           |                |           |                |           |
| → maisons                                        | 1 524          | 2,5 %     | 1734           | 2,7 %     | 1 542          | 2,3 %     |
| → appartements                                   | 59 096         | 96,2 %    | 61 058         | 95,6 %    | 64 592         | 96,3 %    |

Le parc de logements de la commune est relativement récent, puisque, selon le recensement de 2017, parmi les 57 732 résidences principales, plus des trois quarts ont été construits depuis la Seconde Guerre mondiale. Néanmoins, ce parc est légèrement plus ancien que celui de l'ensemble du département :
| Période de construction | Boulogne-Billancourt | Hauts-de-Seine | Île-de-France |
| ----------------------- | -------------------- | -------------- | ------------- |
| avant 1919              | 7 %                  | 6,2 %          | 12,2 %        |
| de 1919 à 1945          | 16,2 %               | 14,7 %         | 11,6 %        |
| de 1946 à 1970          | 28,2 %               | 30,1 %         | 26,0 %        |
| de 1971 à 1990          | 25,2 %               | 26,0 %         | 29,6 %        |
| de 1991 à 2005          | 14,4 %               | 15,7 %         | 13,2 %        |
| de 2006 à 2014          | 8,9 %                | 7,3 %          | 7,4 %         |

Ces chiffres traduisent le développement de la commune, à la fois économique, culturel et architectural, pendant l'industrialisation et surtout pendant l'entre-deux-guerres. L'importance relative du parc de logement construit depuis 2006 matérialise sans doute l'impact de l'aménagement du nouveau centre au début des années 2000 ainsi que la reconversion des anciens terrains Renault.
La commune ne respecte pas les dispositions de l'article 55 de la Loi SRU, qui prescrit que Boulogne-Billancourt doit disposer d'au moins de 25 % de logements sociaux, et est astreinte à payer des pénalités pour l'inciter à accroitre son effort de construction de logements sociaux. Selon Le Parisien, la ville ne disposerait début 2019 que de 14,8 % de logements sociaux, soit une pénalité de l'ordre de 7 millions d'euros en 2021.
Les prix de l'immobilier et la forte densification urbaine expliquent que la surface des résidences principales boulonnaises est en moyenne inférieure à celle des logements franciliens et altoséquanais. On dénombre 9 960 logements d'une pièce soit 19 %, 16 232 logements de deux pièces soit 31,0 %, 13 663 logements de trois pièces soit 26,1 % et enfin 12 478 logements de 4 pièces et plus soit 23,8 %. 1 760 habitations n'ont ni baignoire, ni douche soit 3,4 % du parc, 50 873 ont un chauffage central soit 97,2 %, alors que 1 460 n'en ont pas soit 2,8 %, 21 485 bénéficient d'un box, d'un garage ou d'un parking soit 41,1 % et 7 116 ont deux salles d'eau soit 13,6 %.
À Boulogne-Billancourt, le prix moyen de l'immobilier à la vente est, en juin 2008, de 6 364 euros/m2 pour les appartements et de 8 320 euros/m2 pour les maisons. C'est ainsi la cinquième ville française où le prix de vente au m2 est le plus élevé. Le prix moyen de l'immobilier à la location est, en juin 2008, de 22,71 euros/m2 par mois, ce qui fait de Boulogne-Billancourt la quatrième ville française où le prix de location au m2 est le plus élevé (derrière Neuilly, Levallois et Paris). Dans le nord, le secteur le plus prisé de la ville à vocation résidentielle, les prix atteignent très souvent ceux du 16e arrondissement mitoyen. La demande concernant l'immobilier de prestige porte essentiellement sur les maisons individuelles, les hôtels particuliers et les appartements avec terrasse, près des portes de Boulogne-sur-Seine, du stade Roland-Garros, du parc Edmond-de-Rothschild, dans l'avenue Robert-Schuman, le boulevard d'Auteuil et dans les rues privées telles que la rue Anna Jacquin connue pour abriter les plus grandes fortunes françaises et des capitaines d'industries telles que Jérome TAFANI, ancien PDG de Burger King et Quick France ou encore l'un des anciens DG de Mastercard France. Le 33-35 rue Anna Jacquin est une prestigieuse résidence des années 70 style Art-déco disséminée au milieu d'un immense jardin faisant le bonheur des riches familles y résidant dont certains milliardaires français.

### Parcs et jardins

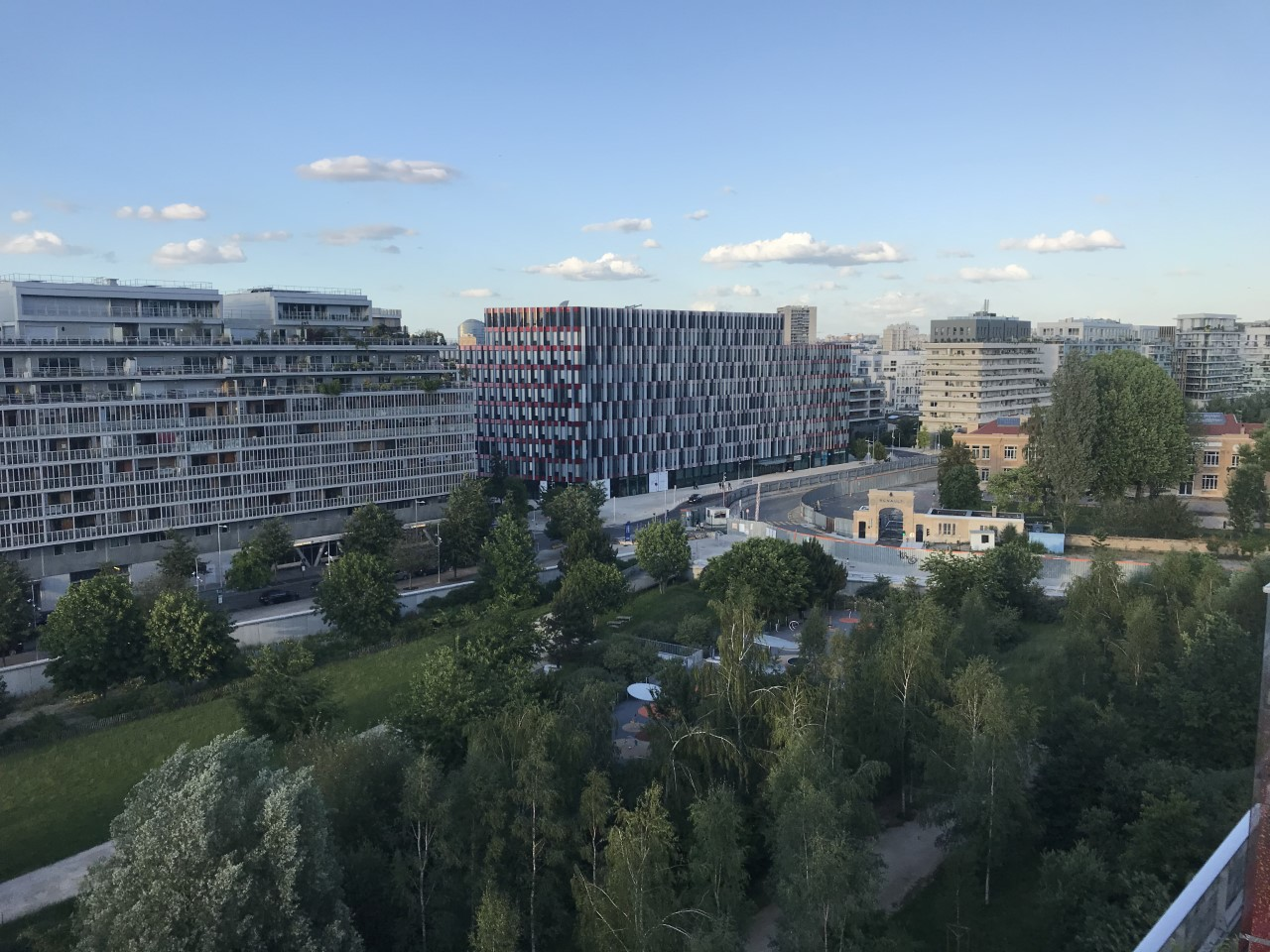
Parc de Billancourt à l'emplacement des anciennes usines Renault.

- Parc de Boulogne - Edmond-de-Rothschild[70]
- Parchamp
- Parc des Glacières
- Square des Dominicaines
- Mail du Maréchal-Juin
- Jardins de la résidence Pouillon
- Square Farman
- Square de la rue des Longs-Près
- Square de la rue Thiers
- Jardins de l'Hôtel-de-Ville
- Parc de Billancourt
- Parc de l'île Seguin

## Toponymie
Boulogne-Billancourt tient son nom de la ville de Boulogne-sur-Mer dans le Pas-de-Calais. La paroisse située autour d'un écart d'Auteuil appelé Mesnuls-lès-Saint-Cloud, est créée en 1330 pour permettre des pèlerinages mariaux plus près de Paris que ceux, très populaires, de la ville nordiste, et ainsi accorder plus aisément des indulgences. Boulogne-sur-Mer, antique Bononia, a elle-même vu son nom changer précocement par imitation de celui de la ville italienne de Bologne. La paroisse parisienne s'est appelée Boulogne-la-Petite avant de recevoir en 1793 le nom d'usage de Boulogne-sur-Seine, pour marquer l'agrandissement d'un tiers de son territoire jusqu'à la Seine sur des terrains appartenant jusqu'alors à Saint-Cloud. Elle a été rebaptisée Boulogne-Billancourt en 1926, à la suite de l'annexion en 1859 de Billancourt, autre écart qui était resté rattaché à Auteuil.
Boulogne-Billancourt est souvent appelée par la population locale et sur certains panneaux signalétiques simplement Boulogne, son nom officiel lors de son érection en commune en 1790. Le nom défini par le code officiel géographique, Boulogne-Billancourt, est surtout utilisé de façon administrative ainsi qu'à l'échelle nationale pour la différencier de Boulogne-sur-Mer.
Pour Billancourt, voir Billancourt (Hauts-de-Seine).

### Les Menus, Billancourt, le fief Baudoin, les Longs Prés, les Abondances
Ces noms de quartiers font partie des toponymes de Boulogne qui remontent au Moyen Âge.

### Bellefeuille, île Seguin, Parc des Princes, le Point du Jour
La toponymie moderne garde trace de l'évolution d'un village de villégiature en une banlieue de Paris.

## Histoire
Le futur Boulogne est au Haut Moyen Âge une campagne verte et boisée où se dresse vers 630, le pont de Saint-Cloud et autour de 841, le gibet royal. À partir de 1109, un hameau de bûcherons de la paroisse d'Auteuil, Les Menuls-lès-Saint-Cloud, se transforme en village viticole, illustrant la renaissance capétienne qu'exalte en 1260 la construction sur son terrain communal par sainte Isabelle de l'abbaye de Longchamp, futur centre de la vie culturelle de l'aristocratie parisienne, et qui culmine localement en 1330 par l'érection à sa lisière sud de l'église Notre-Dame par Philippe le Long. Cette seconde construction de prestige se redouble de l'institution selon la volonté du défunt Philippe le Bel, père du roi, de ce qui deviendra le principal pèlerinage des Parisiens et de l'accession cette même année au statut de paroisse indépendante : Boulogne-la-Petite, en référence à Boulogne-la-Grande, actuelle Boulogne-sur-Mer (Pas-de-Calais). Le pèlerinage à la Vierge de Boulogne-la-Grande était tellement célèbre à l'époque, que Philippe le Bel a créé un lieu pour ce pèlerinage en Île-de-France, à destination des fidèles du secteur qui ne pouvaient se déplacer jusqu'à la côte.

### Du village duXVIesiècleà la ville duXXesiècle
Boulogne a été détruite, semble-t-il, au cours de la guerre de Cent Ans et reprend son développement quand François Ier s'installe au château de Boulogne au nord de Longchamp, alors territoire boulonnais. Après la Fronde et le transfert de la Cour à Versailles, relié par un nouveau pont, puis à Saint-Cloud sous la Régence et jusqu'à l'installation dans ce même château de la Reine, qui fait elle aussi construire sa route en 1760, les courtisans, allant ou revenant de Paris par ces nouvelles voies, couvrent la paroisse de villégiatures à l'instar de l'ancienne manse de Billancourt. Simultanément, un, puis deux faubourgs de blanchisseurs à leur service se forment à chaque entrée du village.
À la Révolution, le village de Boulogne la Petite est agrandi de presque un tiers en acquérant le territoire que possédait Saint-Cloud le long de la rive droite de la Seine et la commune adopte en 1790 le nom de Boulogne-sur-Seine.
Très à la mode sous le Consulat et le Premier Empire, la ville s'urbanise au XIXe siècle et se voit diminuée de Longchamp sous le Second Empire puis est agrandie, en 1860, du Parc des Princes aménagé par Haussmann et de Billancourt aménagé par le baron de Gourcuff. Les combats et l'occupation prussienne consécutifs au siège de Paris durant la guerre de 1870 ruinent Boulogne. Toutefois, elle attendra 1926 pour adopter le nom de Boulogne-Billancourt.
La Belle Époque y voit naître l'industrie aéronautique et automobile, Farman, Salmson et surtout Renault, dont les usines finissent par recouvrir une grande partie du territoire.
La banlieue ouvrière qu'elle est devenue dès avant la guerre de 1914-1918 est transformée entre les deux guerres par André Morizet en une ville à l'architecture typique des années Trente où s'épanouit le cinéma français.

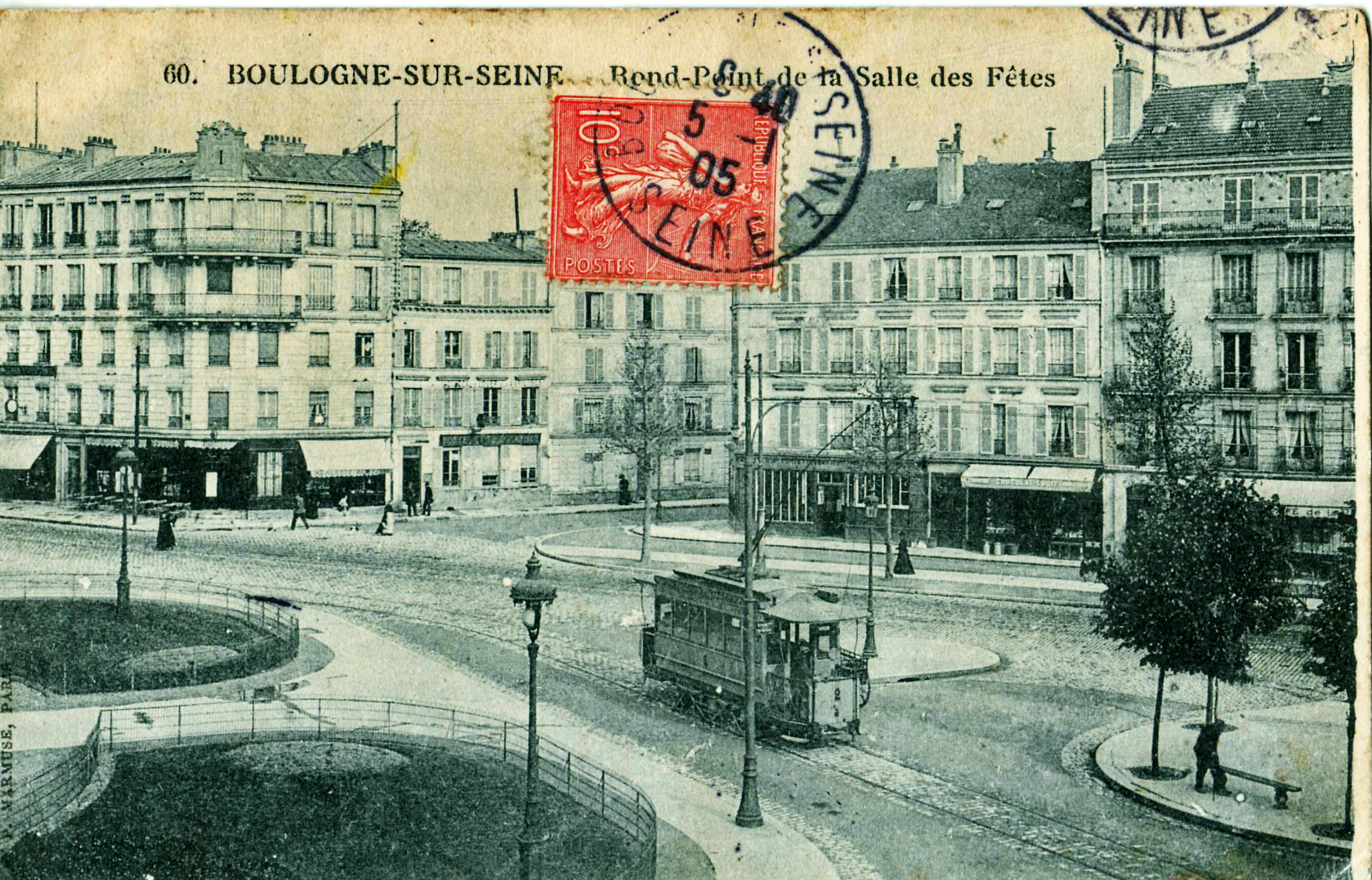
La ville fut desservie par plusieurs compagnies de tramways parisiens dès la fin du XIXe siècle.
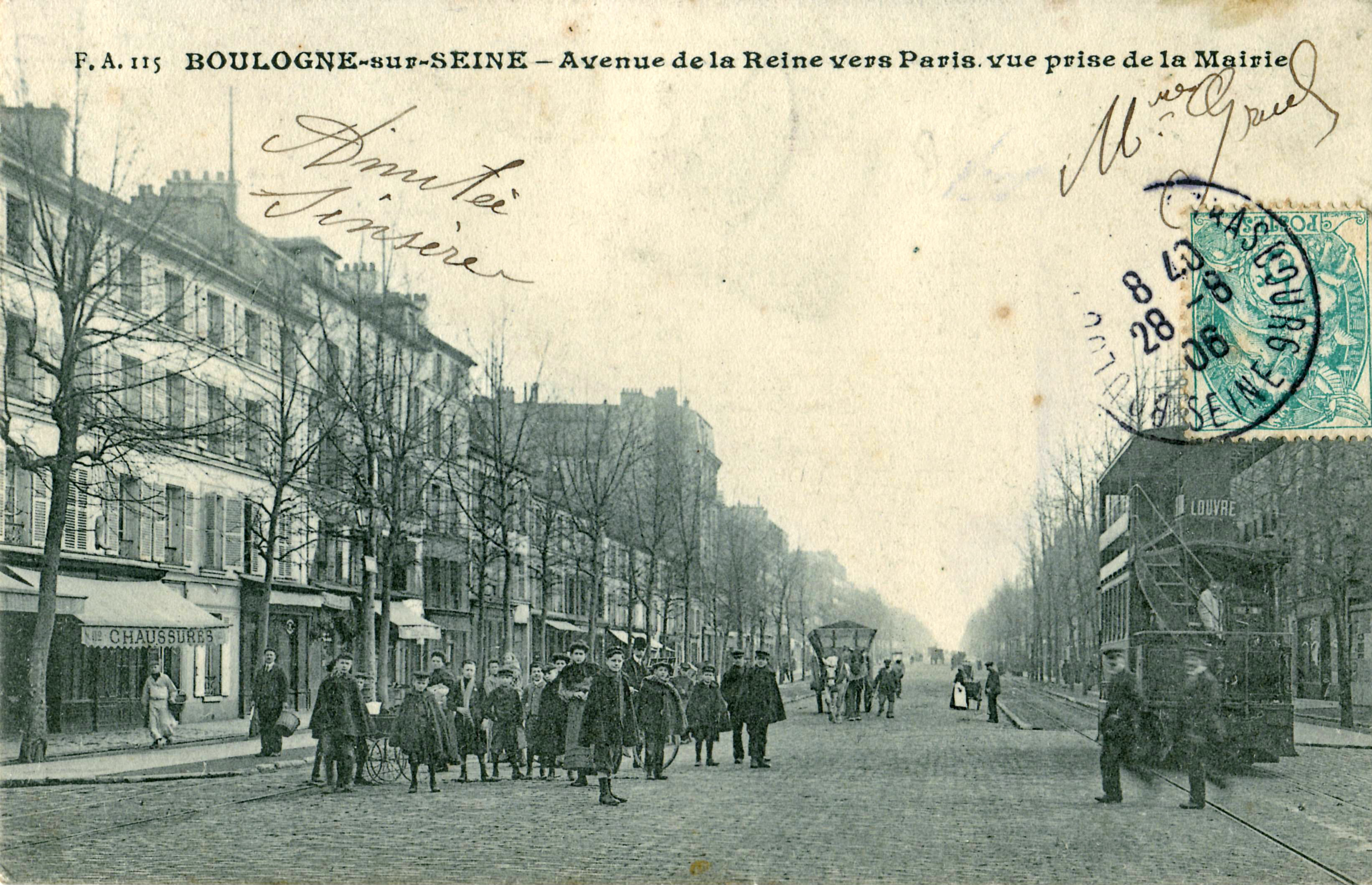
La route de la Reine, avant la Première Guerre mondiale.
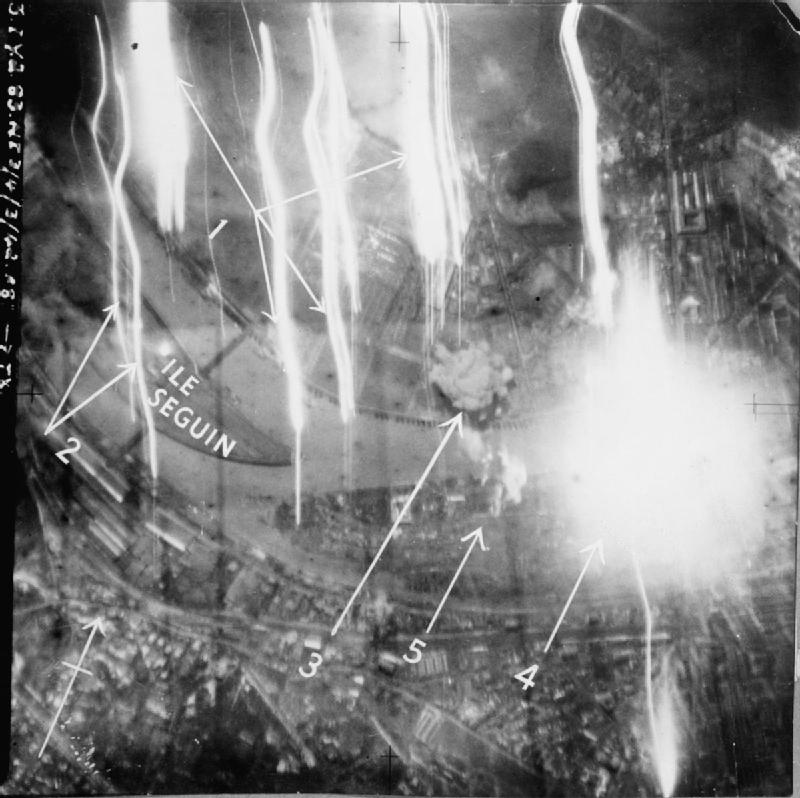
Bombardement des usines Renault, durant la Seconde Guerre mondiale.

### Période contemporaine
- La Seconde Guerre mondiale : bombardements, déportations, résistances…
- L'après-guerre : la reprise après-guerre de la modernisation, mai 1968 à Billancourt, bastion du syndicalisme ouvrier, la reconversion dans les services, la communication et l'audiovisuel après le choc pétrolier…

Boulogne-Billancourt est aujourd'hui le premier pôle urbain de la région après Paris auquel il est physiquement intégré.

## Politique et administration

### Rattachements administratifs
Antérieurement à la loi du 10 juillet 1964, la commune faisait partie du département de la Seine. La réorganisation de la région parisienne en 1964 fit que la commune appartient désormais au département des Hauts-de-Seine et est le chef-lieu de son arrondissement de Boulogne-Billancourt après un transfert administratif effectif au 1er janvier 1968.
Elle faisait partie de 1801 à 1893 du canton de Neuilly-sur-Seine, année où elle devient le chef-lieu du canton de Boulogne-Billancourt. Lors de la mise en place des Hauts-de-Seine la commune est divisée entre trois cantons dont elle était le chef-lieu, le canton de Boulogne-Billancourt-Sud, le canton de Boulogne-Billancourt-Nord-Est et le canton de Boulogne-Billancourt-Nord-Ouest. Dans le cadre du redécoupage cantonal de 2014 en France, cette circonscription administrative territoriale a disparu, et le canton n'est plus qu'une circonscription électorale.

### Rattachements électoraux
Pour les élections départementales, la commune est depuis 2014  le bureau centralisateur du canton de Boulogne-Billancourt-1 et de celui de Boulogne-Billancourt-2
Pour l'élection des députés, une partie de la ville est rattachée à neuvième circonscription des Hauts-de-Seine et le reste à la dixième circonscription des Hauts-de-Seine.

### Intercommunalité
Boulogne-Billancourt et Sèvres ont créé le 1er janvier 2004 la communauté d'agglomération Val de Seine, un établissement public de coopération intercommunale (EPCI) à fiscalité propre auquel la commune avait transféré un certain nombre de ses compétences, dans les conditions déterminées par le code général des collectivités territoriales.
Selon un élu vert de Boulogne-Billancourt, « au-delà du discours convenu sur la mutualisation des moyens, il s’agissait surtout d’éviter à Boulogne-Billancourt (l'une des villes les plus riches de France) de payer la pénalité due au Fonds de solidarité de la région Île-de-France (FSRIF) du fait du manque de logements sociaux à Boulogne-Billancourt (environ 11 % au lieu des 20 % requis par la loi). Sèvres avec 25 % de logements sociaux réduit en effet le manque de Boulogne-Billancourt dans ce domaine. En contrepartie, Sèvres voit ses taxes et notamment son taux de taxe professionnelle baisser légèrement (de 9,98 % à 8,73 %) pendant que Boulogne-Billancourt voit le sien encore plus légèrement monter (de 8,67 % à 8,73 %) ».
Passées les divergences qui avaient empêché les deux agglomérations de n'en faire qu'une à leur création respective en 2003 et 2004, la communauté d'agglomération Arc de Seine et la communauté d'agglomération Val de Seine fusionnent le 1er janvier 2010 sous le nom de communauté d'agglomération Grand Paris Seine Ouest,.
Dans le cadre de la mise en œuvre de la volonté gouvernementale de favoriser le développement du centre de l'agglomération parisienne comme pôle mondial est créée, le 1er janvier 2016, la métropole du Grand Paris (MGP), dont la commune est membre.
La loi portant nouvelle organisation territoriale de la République du 7 août 2015 prévoit également la création de nouvelles structures administratives regroupant les communes membres de la métropole, constituées d'ensembles de plus de 300 000 habitants, et dotées de nombreuses compétences, les établissements publics territoriaux (EPT).
La commune a donc également été intégrée le 1er janvier 2016 à l'établissement public territorial Grand Paris Seine Ouest, qui succède à la communauté d'agglomération éponyme.
La commune est également membre du syndicat mixte des Coteaux et du Val de Seine, dont elle accueille le siège.

### Tendances politiques et résultats
Lors du second tour des élections municipales de 2014 dans les Hauts-de-Seine, la liste UMP-UDI-MoDem-NC-PCD menée par le maire sortant Pierre-Christophe Baguet obtient la majorité absolue des suffrages exprimés, avec 20 641 voix (57,84 %, 44 conseillers municipaux élus dont 16 communautaires), devançant très largement les listes menées respectivement par : 
- Pierre-Mathieu Duhamel (DVD, 9 534 voix (26,72  %, 7 conseillers municipaux élus dont 3 communautaires ;
- Pierre Gaborit (PS-EELV-MRC, 5 506 voix, 15,43 %, 4 conseillers municipaux élus dont 1 communautaire. 
Lors de ce scrutin, 49,22 % des électeurs se sont abstenus.

Lors des élections européennes de 2019 en France, les électeurs ont placé en tête les listes de Nathalie Loiseau (LREM - Renaissance avec 40,86 des suffrages exprimés, suivie par celle de François-Xavier Bellamy (LR - Union de la droite et du centre avec 16,14 % des suffrages (41,40 % d'abstention).
Au premier tour des élections municipales de 2020 dans les Hauts-de-Seine, la liste LR-SL-MoDem-UDI-LC-MR-PA conduite par le maire sortant Pierre-Christophe Baguet remporte la majorité absolue des suffrages, avec 14 166 voix (56,05 %, 45 conseillers municipaux élus dont 3 métropolitains), devançant les listes menées par : 
- Antoine de Jerphanion (DVD, 4 023 voix, 4 conseillers municipaux élus) ;
- Evangelos Vatzias (LREM, 2 426 voix, 9,59 %, 2 conseillers municipaux élus) ;
- Judith Shan (PS-UDE-PRG-PP- ND, 2 035 voix, 8,05 %, 2 conseillers municipaux élus) ;
- Pauline Rapilly-Ferniot (EÉLV-DiEM25, 1 964 voix, 7,77 %, 2 conseillers municipaux élus) ;
- Isabelle Goïtia (PCF-G.s-FI-DVG, 659 voix, 2,60 %, pas d'élus).
Lors de ce scrutin marqué par la pandémie de Covid-19 en France, 63,92 % des électeurs se sont abstenus[84]. La contestation des résultats de l'élection a été rejetée par le tribunal administratif de Cergy[85].

### Administration municipale
Le nombre d'habitants au dernier recensement étant compris entre 100 000 et 149 999, le nombre de membres du conseil municipal est de 55.

### Projet de fusion de communes
Les maires d'Issy-les-Moulineaux et de Boulogne-Billancourt ont annoncé en avril 2016 leur volonté de fusionner les deux communes sous le régime des communes nouvelles, provoquant une polémique avec les oppositions locales, qui dénoncent « un arrangement politique insupportable » et demandent un référendum local. Les deux communes ont alors adopté au cours de l'été 2016 leur projet de fusion rassemblant 200 000 habitants aux portes de Paris. Cette fusion était prévue le 1er janvier 2018 et aurait permis de « dégager des marges pour baisser les impôts » selon le maire Pierre-Christophe Baguet,,,. Le projet atteint un point mort pour manque de financement régional. Pierre-Christophe Baguet annonce en fin d'année 2017 que le projet est en "stand-by".

### Liste des maires
Depuis la Libération, sept maires se sont succédé à Boulogne-Billancourt :
| Période         | Période                       | Identité                 | Étiquette               | Qualité |
| --------------- | ----------------------------- | ------------------------ | ----------------------- | --- |
| 20 octobre 1944 | 17 février 1965               | Alphonse Le Gallo        | SFIO                    | Ancien secrétaire adjoint de mairie, résistant Député de la Seine (32e circ.) (1962 → 1965) Conseiller général de la Seine (1945 → 1965) Président du conseil général de la Seine (1958 → 1959) Président du Comité local de Libération, décédé en fonction              |
| 26 mars 1965    | 21 mars 1971                  | Albert Agogué            | Soc.ind. (ex-SFIO)      | Fondé de pouvoirs de banque retraité |
| 21 mars 1971    | 21 mai 1991                   | Georges Gorse            | UDR puis RPR            | Professeur puis ambassadeur Ministre du Travail (1973 → 1974) Député des Hauts-de-Seine (10e puis 9e circ.) (1967 → 1993) Conseiller général de Boulogne-Billancourt-Nord-Est (1967 → 1988) Démissionnaire                                                               |
| 21 mai 1991     | 25 juin 1995                  | Paul Graziani            | RPR                     | Administrateur civil au ministère de l'Économie et des finances Premier adjoint au maire (1971 → 1991) Député des Hauts-de-Seine (10e circ.) (1973 → 1978) Sénateur des Hauts-de-Seine (1986 → 1995) Président du conseil général des Hauts-de-Seine (1982 → 1988)       |
| 25 juin 1995    | 17 mars 2007                  | Jean-Pierre Fourcade     | UDF-PR puis DL puis UMP | Inspecteur des finances Ministre (Gouv. Chirac I, Barre I et II) (1974 → 1977) Sénateur des Hauts-de-Seine (1977 → 2011) Conseiller général de Saint-Cloud (1973 → 1989) Maire de Saint-Cloud (1971 → 1992) Président de la CA Val de Seine (2004 → 2008) Démissionnaire |
| 17 mars 2007    | 21 mars 2008                  | Pierre-Mathieu Duhamel   | UMP                     | Ancien haut fonctionnaire, chef d'entreprise |
| 21 mars 2008    | En cours (au 15 février 2023) | Pierre-Christophe Baguet | UMP puis LR             | Conseiller en communication Député des Hauts-de-Seine (9e circ.) (2008 → 2012) Président de GPSO (2010 →) Président du SMCVS Conseiller départemental de Boulogne-Billancourt-1 (2015 →) Réélu pour le mandat 2020-2026,                                                 |

### Fiscalité locale
La gestion municipale est marquée par une grande stabilité fiscale et des taux modérés, liés notamment à l'importance du tissu économique de la ville. En 2019 et depuis dix ans, le taux de taxe foncière (ville et Établissement public territorial Grand Paris Seine Ouest) est de 8,01 %, soit le plus bas des villes de plus de 100 000 habitants. Il en est de même pour le taux de taxe d'habitation, de 17,87 % en 2019, le deuxième plus faible derrière la ville de Paris.

### Jumelages
| Ville | Ville                      | Pays | Pays        | Période     |
| ----- | -------------------------- | ---- | ----------- | ----------- |
|       | Anderlecht                 |      | Belgique    | depuis 1955 |
|       | arrondissement de Neukölln |      | Allemagne   | depuis 1955 |
|       | Guang'an                   |      | Chine       | depuis 2007 |
|       | Hammersmith                |      | Royaume-Uni | depuis 1955 |
|       | Irving                     |      | États-Unis  | depuis 1993 |
|       | Marino                     |      | Italie      | depuis 1968 |
|       | Pančevo                    |      | Serbie      | depuis 1972 |
|       | Raanana                    |      | Israël      | depuis 1996 |
|       | Sousse                     |      | Tunisie     | depuis 1977 |
|       | Zaandam                    |      | Pays-Bas    | depuis 1955 |

## Équipements et services publics

### Eau et déchets
Comme cent quarante-trois autres communes de la région, Boulogne-Billancourt délègue production et la distribution de l'eau potable au SEDIF.

### Enseignement

#### Enseignement secondaire public
Au sein de l'Académie de Versailles, Boulogne-Billancourt fait partie, avec Issy-les-Moulineaux, Saint-Cloud, Sèvres, Garches, Vaucresson, Marnes-la-Coquette, Ville-d'Avray et Chaville du bassin d'éducation de Boulogne-Billancourt. La ville administre 16 écoles maternelles et 12 écoles élémentaires communales. Le département gère 4 collèges et la région Île-de-France 2 lycées publics. Un second lycée d'enseignement général est envisagé pour le nouveau quartier de Billancourt.
Le lycée Jacques-Prévert (en), anciennement Paul-Bert, est le seul lycée public d'enseignement général pour une population attendue de près de cent trente mille habitants. Il offre :
- une préparation au baccalauréat général (sections L, ES et S)[115] ;
- une préparation au baccalauréat sciences et technologies de la gestion, STMG ;
- une classe préparatoire aux grandes écoles BCPST (« Agro-Véto ») ouverte en septembre 2008[116]. Il s'agit de la seule classe préparatoire aux grandes écoles de la ville de Boulogne-Billancourt ;
- un Brevet de Technicien Supérieur, BTS Audiovisuel[117], très recherché par les sociétés de communication et d'audiovisuel de la ville qui sont parties prenantes à la formation. Un très faible nombre des candidatures est retenu pour les cent vingt places disponibles. Les étudiants bénéficient de deux plateaux de télévisions et de leurs régies très bien équipés.
- un Brevet de Technicien Supérieur, BTS Design graphique option numérique.
- un DSAA (Diplôme Supérieur en Arts Appliqués) Design graphique et narration multimédia.

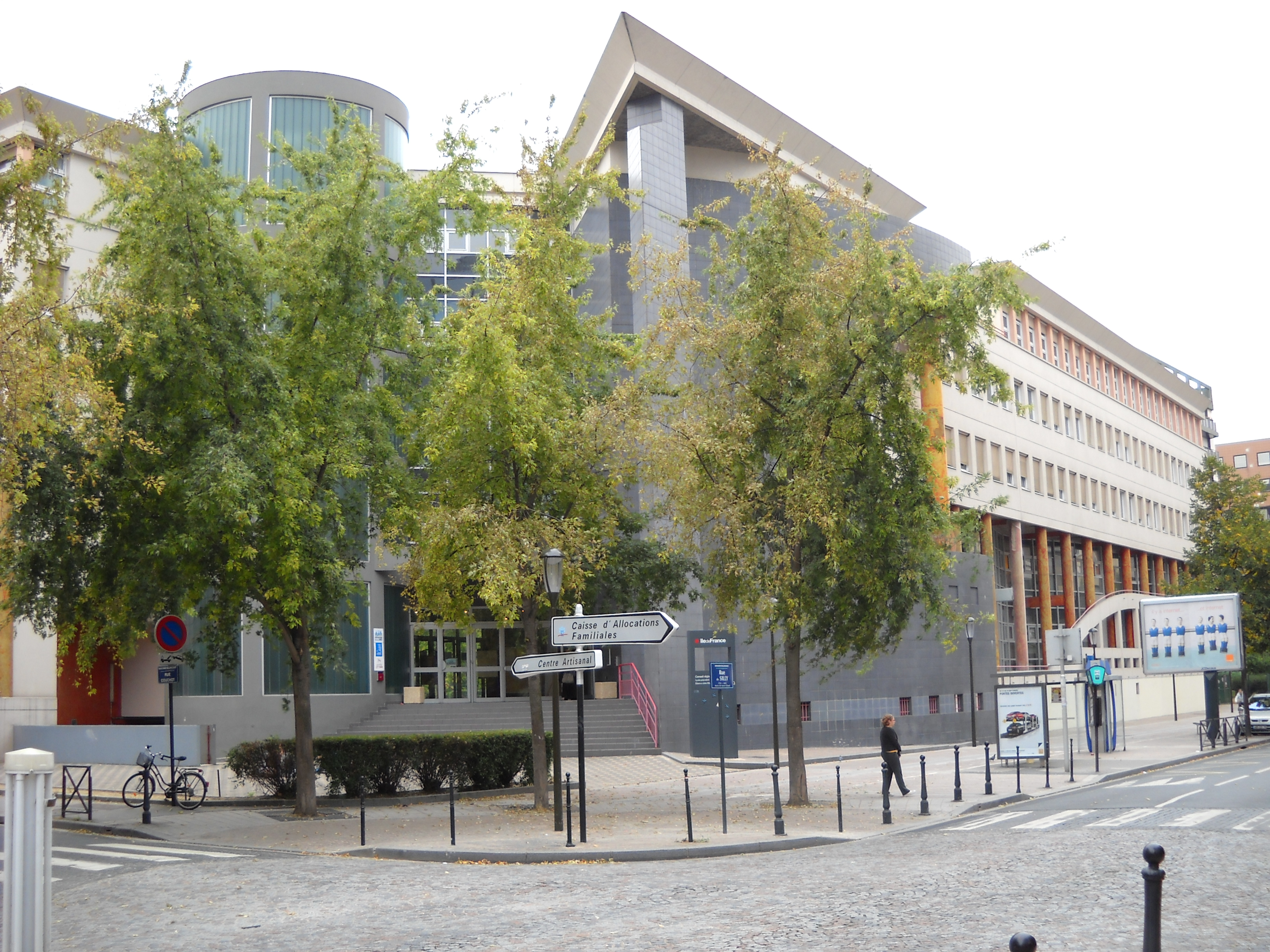
Le lycée polyvalent Étienne- Jules-Marey.

Le second lycée public, le lycée professionnel polyvalent portant le nom d’Étienne-Jules Marey, forme environ sept cents élèves aux métiers de
- photographie et infographie (baccalauréat professionnel « photographie » en trois ans, FCIL, Certificat de Formation Complémentaire d'Initiative Locale "traitement numérique de l'image et publication internet");
- techniques sanitaires et sociales (diplôme professionnel « aide soignant », BEP « carrières sanitaires et sociales », baccalauréat sciences et technologies de la santé et du social ST2S) ;
- puériculture (CAP « petite enfance », diplôme professionnel « auxiliaire de puériculture ») ;
- Service de Proximité et Vie Locale (baccalauréat professionnel SPVL G1 « accueil », baccalauréat professionnel SPVL A2 « éducation »)
- secrétariat et comptabilité (baccalauréat professionnel « secrétariat », baccalauréat professionnel « comptabilité », BTS « assistant manager »).

Les collèges publics boulonnais proposent aux espoirs des clubs sportifs, ACBB, TCBB, et Voltigeurs de Boulogne, des classes de sixième et de cinquième dont l'emploi du temps leur permet de retrouver leurs entraînements sportifs le lundi et le vendredi dès quinze heures. Le projet de l'extension de ces emplois du temps calqué sur le modèle d'outre Rhin aux classes de quatrième et troisième puis aux lycées est à l'étude.
- Collège Paul-Landowski. Le collège Landowski propose aux futurs virtuoses et concertistes des « classes à horaires aménagés musique », CHAM, en partenariat avec le Conservatoire de Boulogne.
- Collège Bartholdi.
- Collège Jean-Renoir (construit pour remplacer le collège de la rue Heinrich).
- Collège Jacqueline-Auriol (construit en 2010 pour remplacer le collège du VIeux-Pont): 9 797 m2, 600 élèves, un gymnase, un internat de 32 places, une Unité Localisée d'Inclusion Scolaire pour 8 collégiens handicapés et le Centre d'Information et d'Orientation.

#### Enseignement secondaire privé

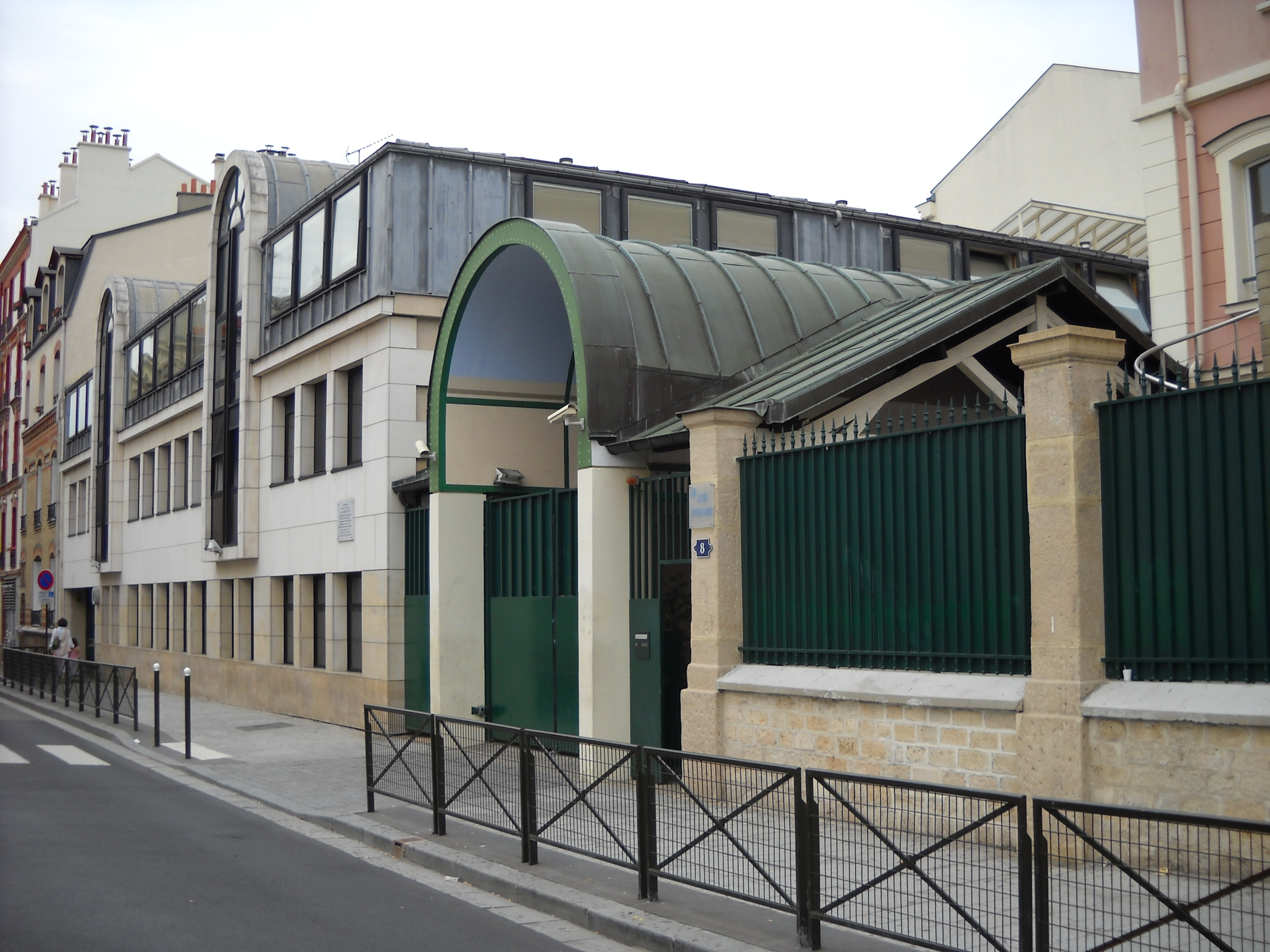
Entrée du lycée Notre-Dame de Boulogne, un établissement privé sous contrat.

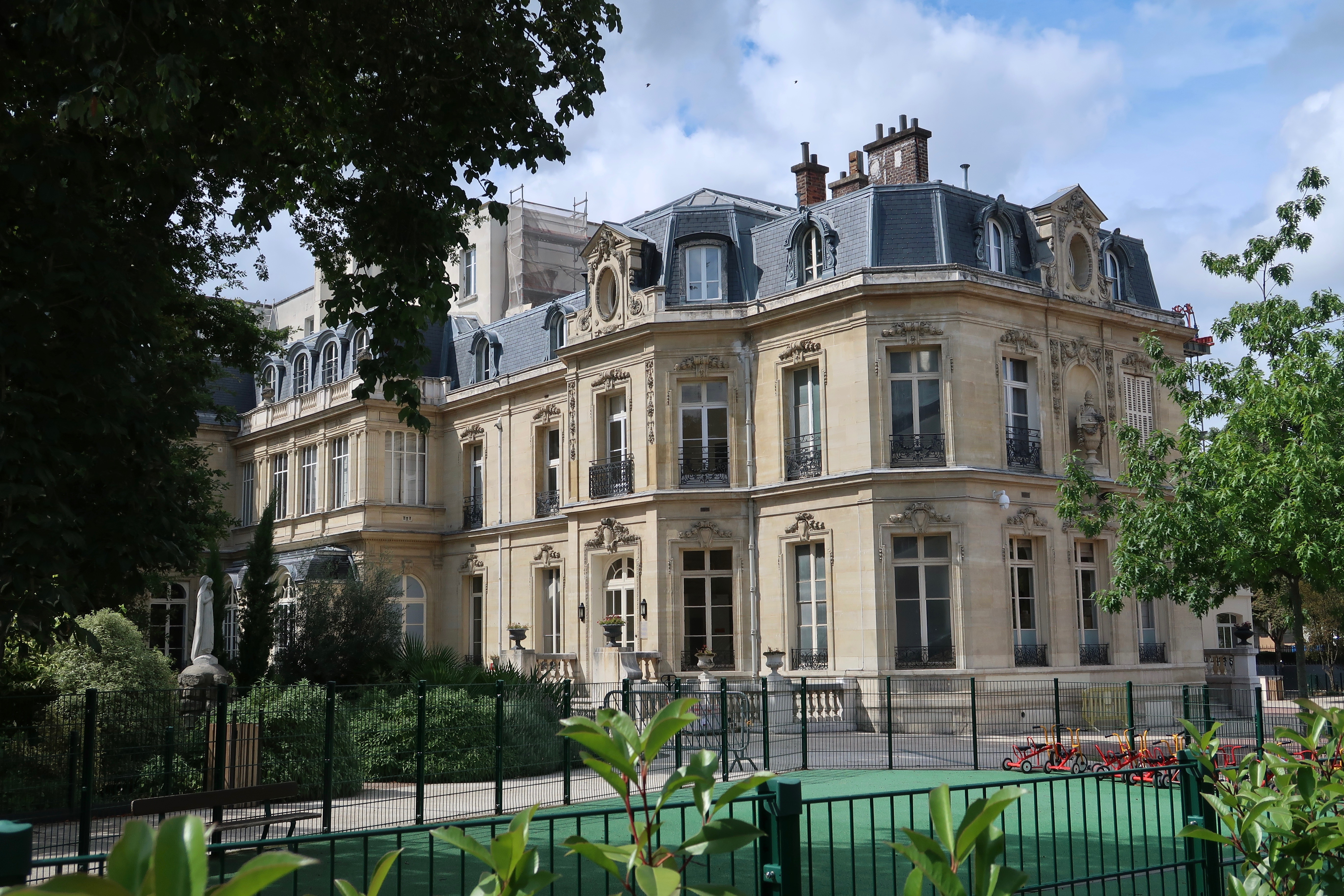
École et collège Dupanloup.

Avec quatre écoles maternelles, quatre écoles élémentaires, deux collèges privés et un lycée, l'enseignement privé catholique de Boulogne forment la communauté scolaire Saint-Jean-Baptiste de Boulogne :
- Saint-Alexandre (une école maternelle et une école élémentaire),
- François-d'Assise (une école maternelle et une école élémentaire),
- Saint-Joseph du Parchamp (une école maternelle, une école élémentaire et un collège),
- Dupanloup (une école maternelle, une école élémentaire et un collège),
- Notre Dame de Boulogne, lycée d'enseignement général et technologique[114].

Ce dernier délivre le baccalauréat général (L, ES et S) et le baccalauréat sciences et technologies de la gestion (STG).
Depuis 1935, un enseignement privé sous contrat est dispensé dans le cadre des études de la Torah et du Talmud, depuis la maternelle jusqu'au lycée par le groupe scolaire Rambam (en), un des premiers établissements scolaires juifs à avoir été ouvert en France. Le lycée Rambam prépare au seul baccalauréat général (L, ES ou S), auquel il obtient régulièrement un taux de réussite élevé (classé septième du département par L'Express).
Les cours d'Aguesseau, collège et lycée privés sis 16 rue d'Aguesseau, luttent, depuis plus de quarante ans, par des classes à effectif réduit, des enseignants spécialisés, des études dirigées, contre l’échec scolaire avec un succès certain : une moyenne calculée sur vingt ans de 80 % de l'ensemble des élèves réussit soit au brevet des collèges soit au baccalauréat, ES ou S.
L'école maternelle bilingue ARCO IRIS est une école privée fondée en 2018 située 31 cours de l'ile Seguin à Boulogne-Billancourt. Sa pédagogie est centrée sur l’optimisme et les défis de demain, pour enfants de 2,5 à 6 ans, inspirée par Montessori, Reggio et Martenot. Elle dispose d'un espace spacieux et lumineux, d'une cour semi-privative et idéalement située à deux pas du parc de Billancourt. L'école est déclarée au rectorat et s'attache à suivre le programme de l'éducation nationale en respectant le rythme des enfants, dès 2,5 ans. L'enseignement est dispensé en français et en anglais.

#### Enseignement supérieur
Située en bord de Seine, à proximité du métro Pont de saint-Cloud, l'ESSCA (École Supérieure des Sciences Commerciales d'Angers) est une Grande Ecole de commerce crée en 1909. L'ESSCA propose plusieurs formations : un cursus en cinq ans (programme « Grande École ») qui délivre le grade de Master, deux diplômes de premier cycle (bac +3), cinq Masters en alternance, trois Mastère en sciences (MSc) et un Mastère spécialisé (MS).
L'école est également implantée à Angers, Lyon, Bordeaux, Cholet, Aix-en-Provence, Budapest et Shanghai. Elle est triplement accréditée (AACSB, EQUIS, EPAS), fait partie de la Conférence des grandes écoles et son master en management est classé 51e meilleur master en management au monde par le prestigieux Financial Times.
Le centre, installé dans l'ancien siège social de l'aluminier Carnaud Emballage, accueille deux facultés d'Université Paris-Cité :
- les enseignements de premières années de sociologie, de sciences de l'éducation et de sciences du langage de la faculté SHS, Sciences Humaines et Sociales[125].
- l'Institut de Psychologie[126], unité de formation et de recherche d'environ quatre mil cinq cents étudiants. L'IP Henri Piéron s'inscrit dans la tradition de la psychologie physiologique et expérimentale et forment non pas des psychothérapeutes et des psychologues cliniciens mais des psychologues a priori orientés vers la recherche, la gestion des ressources humaines ou les techniques de communication.

L'École de Management de Bordeaux, fondée en 1874, regroupe depuis 2008 à Boulogne trois de ses enseignements :
- un mastère spécialisé Achats Internationaux' (MAI),
- un mastère spécialisé en logistique alias Global supply chain management (ISLI),
- un mastère spécialisé en Management du Patrimoine et de l’Immobilier (IMPI).

Le lycée Jacques-Prévert héberge deux BTS (audiovisuel et multimédia), un DSAA ainsi qu'une classe préparatoire aux grandes écoles BCPST (Biologie Chimie Physique Sciences de la Terre).

#### Formation continue et professionnelle
Outre les quatre-vingt-dix places réservées à la formation continue au BTS audiovisuel délivré par le lycée Jacques-Prévert et les BTS du lycée Notre-Dame de Boulogne, la ville abrite plusieurs établissements d'enseignement professionnel supérieur :
- le CFA, Centre de Formation d'Apprentis, des comédiens ;
- le Conservatoire National des Arts et Métiers, installé dans les locaux du lycée Jules-Marey, dispensent certaines formations pour adultes à diverses fonctions de l'entreprise[114] ;
- la Chambre des Métiers de l'Optique, installée en face du groupe scolaire de la rue de Sèvres, prépare à un BTS d'opticien ;
- La compagnie privée de théâtre Les Enfants de la Comédie, sise dans les anciens locaux de la CAT, 82 rue du Point-du-Jour, et agréée par l'Éducation Nationale pour préparer à l'option théâtre du baccalauréat, propose, sur sélection, une classe préparatoire aux concours d'entrée aux Écoles Supérieures d'Art Dramatique (TNB, ENSATT, Conservatoire de Paris, Cours Florent, Studio d'Asnières, TNS...) et un stage en troupe professionnalisant (participation au festival d'Avignon 2010 par exemple) ;
- Le Centre des Arts du Cirque, le Cirque Nomade, agréé par l'Éducation Nationale, propose à la même adresse une formation professionnelle en horaires aménagés aux arts du cirque ;
- L'ISRP, Institut Supérieur de Rééducation Psychomotrice, établissement privé, forme sept cent cinquante psychomotriciens.

Le GRETA 92 Sud dispense des cours du soir en gestion et communication au sein des collèges Jacques-Prévert et Bartholdi.
Des cours du soir de langues sont dispensés aux adultes, pour une somme symbolique, au sein du collège Bartholdi, 60 rue de l'Ancienne-Mairie, par l'Association Philotechnique, fondée par la municipalité vers 1871 et homologuée en 1895, en particulier pour accueillir les étrangers non francophones, mais aussi pour favoriser une évolution professionnelle. L'association Ozanam, 55 rue de Silly, propose des cours d'alphabétisation.
Le CITL Madeleine-Vinet, géré, ainsi qu'un foyer d'hébergement, par l'association Le Grand Chemin, offre, sente de la Pyramide, des activités d'insertion sociale et professionnelle aux handicapés mentaux.
La ville organise, en liaison avec l'Institut Catholique, une université populaire, le Forum Universitaire, accessible sans condition. Les personnalités les plus reconnues dans leur domaine viennent y donner des conférences, donnant lieu à débats. La qualité des intervenants donne à cette université inspirée de Thelem un niveau digne des grands établissements sans pour autant s'adresser à des spécialistes. L'inscription est d'un coût modique.

#### Conservatoire de musique et de danse
Marcel Landowski, directeur de la musique au ministère de la Culture après-guerre, a réformé les méthodes pédagogiques tant dans les écoles que dans les conservatoires. Alors également conseiller municipal, il a fait du conservatoire municipal de Boulogne son projet pilote, le conduisant à devenir le Conservatoire à rayonnement régional qu'il est aujourd'hui, c'est-à-dire le troisième en importance (1350 élèves, 49 disciplines, 100 enseignants) en France après ceux de Paris et de Lyon.
Il est abrité par le Centre Georges-Gorse, 22 rue de la Belle-Feuille et dispose d'un auditorium, tantôt salle de concert, tantôt scène de danse. L'aménagement à la pointe aval de l'île Seguin d'un auditorium de 600 places prévoit d'y réunir les locaux du Conservatoire de Boulogne et de la Maîtrise des Hauts-de-Seine.
L’École de musique et de danse de Boulogne-Billancourt (1 200 élèves), dispense aux enfants dès leur plus jeune âge une formation musicale ou une formation chorégraphique en complément de l'enseignement général.
Le Conservatoire à rayonnement régional prend le relais pour les adolescents sélectionnés. Les classes de danse classique et de danse contemporaine délivrent, chacune dans leur domaine, un certificat d'études musicales et un diplôme d'études musicales, diplômes nationaux reconnus par le ministère de la Culture. Outre les classes pour chaque instrument, le conservatoire musical offre une classe de composition et une classe de musique ancienne. Les études sont sanctionnées par un certificat de fin d'études musicales et un diplôme d'études musicales, pareillement reconnus.
Une classe d'ingénierie du son, accessible sur concours, délivre un certificat non reconnu par l'Éducation nationale mais reconnu, et très recherché, par la profession, le « certificat Boulogne ».
Depuis 2010, le Pôle supérieur Paris-Boulogne-Billancourt (PSPBB), en partenariat avec l'université Paris-IV, forme une cinquantaine de comédiens et prépare cent vingt élèves au diplôme national supérieur professionnel de musicien. Il participe au programme Erasmus. La classe de musique ancienne du conservatoire, qui constitue un des départements du PSPBB, se produit tous les jeudis non chômés à la Chapelle royale dans le cadre du Centre de musique baroque de Versailles.

#### Jardins d'enfants
- École Montessori, fondée en 1985, 35 enfants de 18 à 36 mois.
- Maison de l'Enfant, fondée en 1985 : pédagogie centrée sur les apprentissages par l'art, pour des enfants de 2 à 6 ans.

### Santé

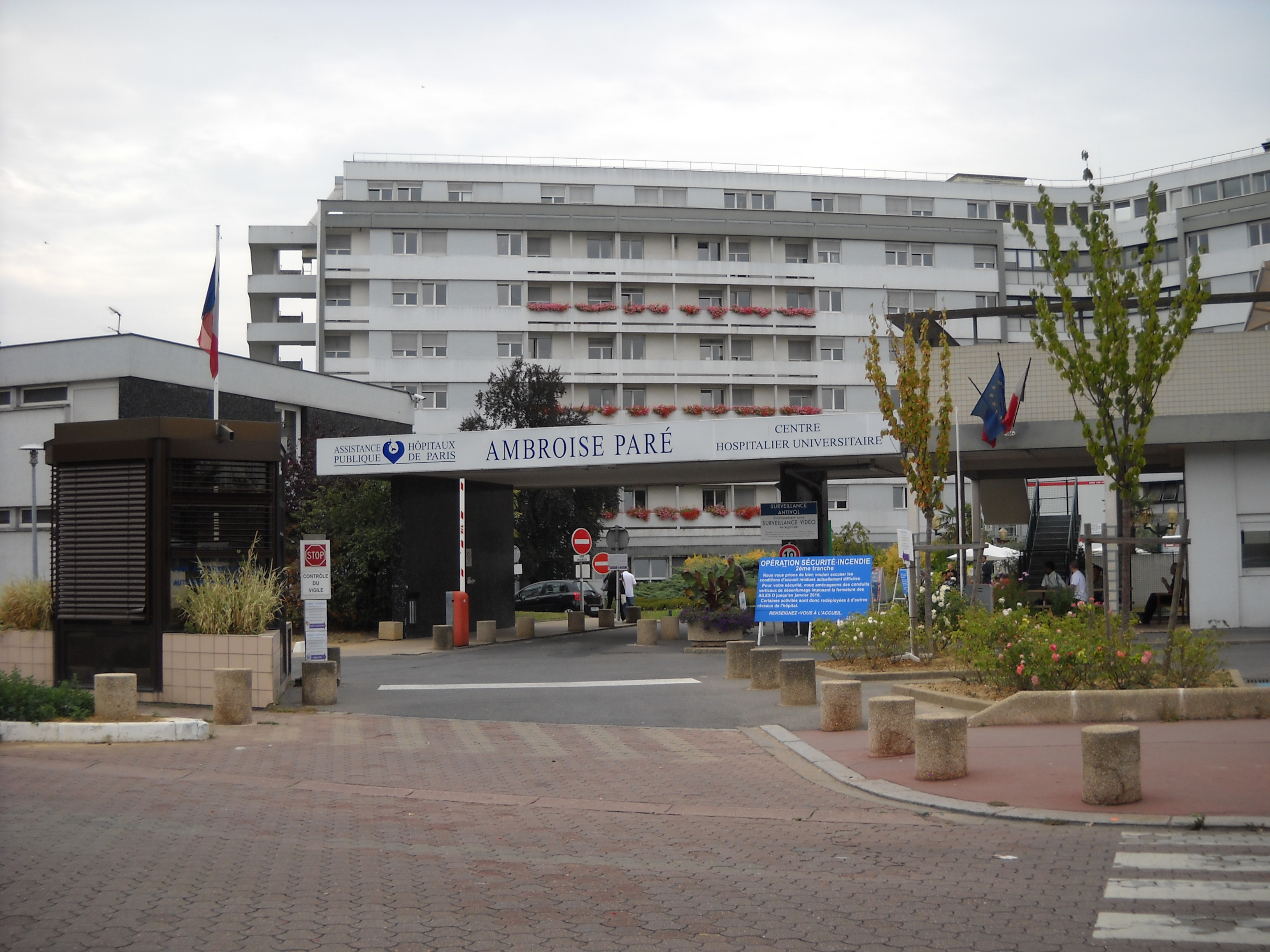
L'hôpital Ambroise-Paré, appartenant à l'Assistance publique - Hôpitaux de Paris.

Boulogne-Billancourt est adhérent et membre du conseil d'administration du Réseau français des Villes-Santé de l'OMS et participe à la mise en œuvre de projets de santé comme le Programme national de nutrition santé (PNNS initié par l'INPES) et le Plan national de lutte contre le cancer.

#### Hôpitaux
Dépendant depuis le Haut Moyen Âge des hospices de Saint-Cloud, la commune accueille en outre depuis 1921 un hôpital de l'Assistance Publique - Hôpitaux de Paris, l'hôpital Ambroise-Paré. Il a été reconstruit en 1969 à l'extrême nord de la commune (avenue Charles-de-Gaulle) et offre 468 lits, l'unique équipement d'imagerie par résonance magnétique (IRM) de la commune et un service d'urgence pédiatrique. Dans le cadre d'une refonte des 37 hôpitaux AP-HP en 13 groupes hospitaliers, cet hôpital devrait s'allier d'ici 2012 avec l'hôpital Raymond-Poincaré de Garches et l'hôpital Sainte-Périne-Paris XVIe.
La clinique chirurgicale de Boulogne-Billancourt (CCBB) est le second hôpital général de la commune en nombre de lits et d'opérations et assure un service d'urgences permanent.

#### Cliniques de spécialités
Le centre chirurgical des Princes (ex-clinique Victor-Hugo) s'est spécialisé dans la chirurgie de la face et de l'œil, la chirurgie mammaire ainsi que dans l'endoscopie digestive et la chirurgie proctologique.
Le centre clinique de la porte de Saint-Cloud (CCPSC) est un centre d'oncologie offrant une unité de radiothérapie, une unité de curiethérapie et une unité d'hospitalisation dans le cadre de chimiothérapies.
La clinique Montevidéo, spécialisée dans la recherche et le traitement des addictions, traite, dans des conditions hôtelières élevées et avec discrétion, toutes les formes modernes de la toxicomanie et de la dépendance sans toxiques.
L'institut européen de chirurgie esthétique et plastique (IECEP) est une clinique chirurgicale privée et agréée de neuf médecins pratiquant, depuis 1989, la chirurgie esthétique.

#### Hospices

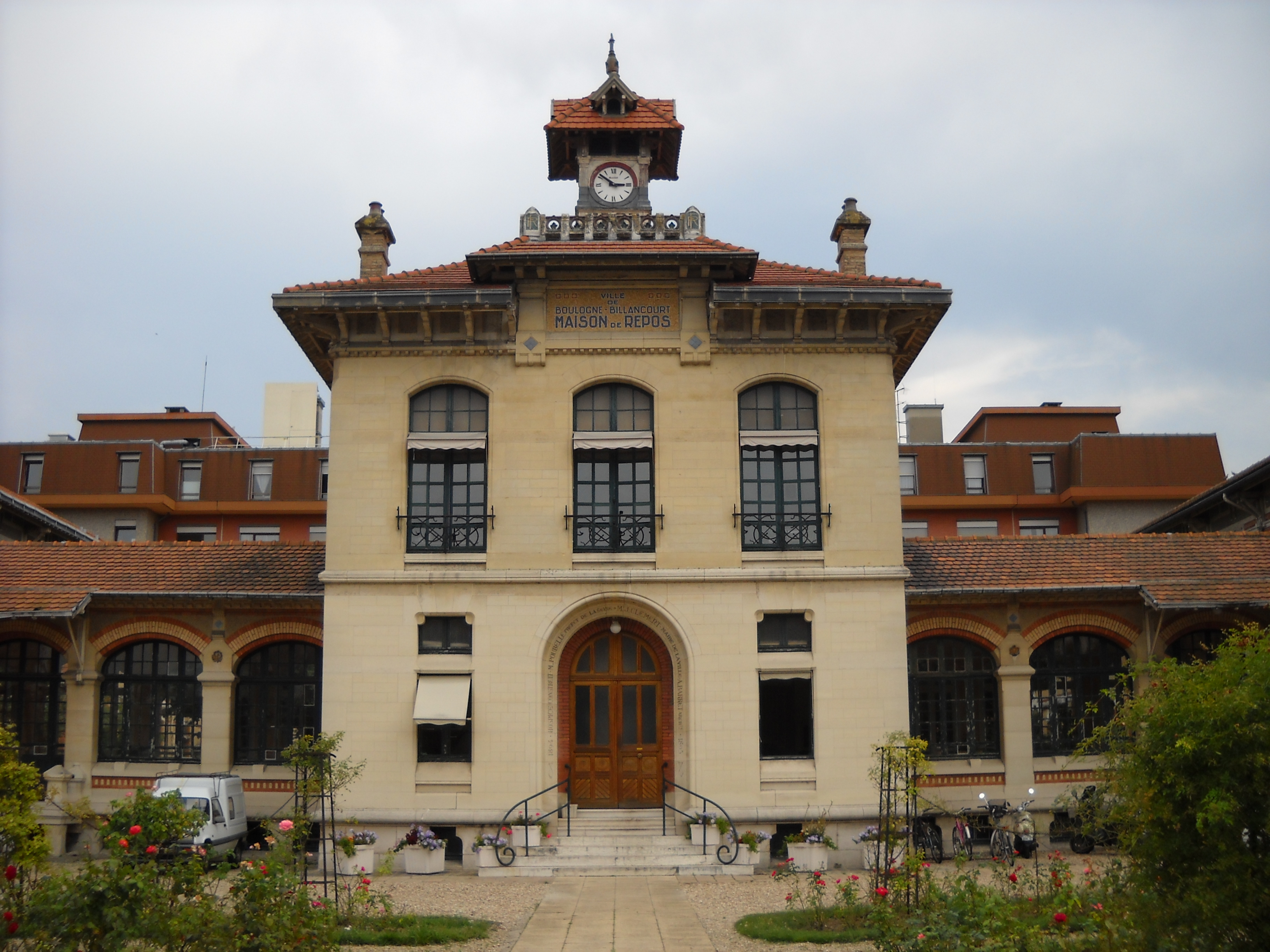
Maison de retraite des Abondances.

Le centre de gérontologie des Abondances, inauguré en 1897, a triplé sa capacité d'accueil en 1932.
L'établissement d'hébergement pour personnes âgées dépendantes (EHPAD) Résidence Sainte-Agnès est géré par la Croix-Rouge. Il comprend cinquante-huit logements, pour moitié réservés à des personnes nécessitant une assistance médicale, pour moitié attribués par la municipalité.
La résidence Saint-Benoît offre soixante-six places médicalisées et une petite unité de prise en charge de patients séniles.
La clinique Clinea du pont de Sèvres, ouverte en 2009, appartient au groupe privé Orpea. Elle offre sur un total de cent vingt lits, outre des lits de gériatrie et de soins de suites polyvalents, des lits d'hémato-cancérologie.

#### Maisons de retraites
La résidence du Rouvray, gérée par l'Office national des anciens combattants et victimes de guerre (ONAC) accueille rue des Abondances cent anciens combattants et victimes de guerre valides, semi-valides ou invalides.
La résidence des Pins est une maison de retraite de grand standing non médicalisée.
Le Foyer Soleil est géré par le centre communal d'action sociale (CCAS). Il accueille des personnes âgées autonomes dans quinze studios et quinze deux pièces.
Le centre d'action sociale de Paris gère rue Damiens cinquante-huit logements pour personnes âgées, dont la moitié sont attribués par la municipalité de Boulogne-Billancourt.

#### Secteur psychiatrique
Boulogne-Billancourt est divisé par la rue Gallieni en deux secteurs psychiatriques, Boulogne-Nord, 92G14, et Boulogne-Sud et Sèvres, 92G15, rattachés respectivement au service du Dr Annie Daigremont et au service du Dr Renaud Espaze au sein de l'hôpital psychiatrique Paul-Guiraud de Villejuif. La réforme Bachelot prévoit de réduire le nombre de médecins consultants et d'équipes infirmières à un seul secteur.
- Le CMP, centre médico psychologique de Boulogne-Nord, 31 rue Fernand-Pelloutier, outre ses fonctions normales de dispensaire, offre une consultation de thérapie familiale et supervise un appartement communautaire au Forum.
- CMP, centre médico psychologique de Boulogne-Sud, 3 rue Nationale.
- Hôpital de jour, 50 rue des Abondances, détaché du service 92G15 de l'hôpital PGV de Villejuif.
- CATTP, Centre d'Accueil Thérapeutique à Temps Partiel de Boulogne Nord, 19 rue des Quatre-Cheminées,
- CATTP, Centre d'Accueil Thérapeutique à Temps Partiel de Boulogne Sud, 41, rue Saint-Denis
- Centre de consultation en alcoologie, 13 bis rue Rieux, détaché à l'hôpital de Saint Cloud.
- Centre médico-psychologique pour enfants, 41 rue Saint-Denis.
- CMPP, Centre Médico Psycho Pédagogique, 12 rue Émile-Landrin.

Indépendamment de ces unités de soins extra hospitaliers, la DASS offre deux points d'accueil et de prévention aux familles :
- PMI, Protection Maternelle et Infantile pour Boulogne-Nord, 103 rue de Paris.
- PMI, Protection Maternelle et Infantile pour Boulogne-Sud, 181 allée du Forum.

#### Dispensaires
- Centre de dépistage du sida, au sein de l'hôpital Ambroise-Paré, anonyme et gratuit.
- Le dispensaire de la Croix-Rouge, 233 boulevard Jean-Jaurès, abrite une Maison médicale de garde (MMG) qui sert aux médecins libéraux de l'Amicale médicale de Boulogne-Billancourt (AMBB) de permanence de soins jusqu'à minuit (20 h les dimanches et jours fériés) en coordination avec le service d'aide médicale urgente (le 15). Il comporte en outre un centre de soins dentaires pour enfants et adolescents.
- Le CREMSOP, Centre de rééducation et d’exploration médico-sportive de l’Ouest parisien[136], regroupe des spécialistes des pathologies du sport et de la rééducation fonctionnelle, sportive ou non (accouchement, surpoids, âge…).
- La clinique Desfeux est un centre de radiologie et un cabinet de groupe.
- Clinique mutuelle dentaire Renault

Depuis la fermeture de la clinique du Belvédère, en 2003, il n'existe plus de maternité à Boulogne-Billancourt. En mai 2009, la municipalité dit réfléchir à la construction d'une maternité publique sur le terrain vacant situé à l'angle de la rue Thiers et de l'avenue Édouard-Vaillant, mais le gouvernement, qui est engagé dans une politique de regroupement des unités, ne prévoit aucune ouverture.
Les sièges de SOS Amitié, centre de prévention du suicide, et de SOS 92, service de consultations à domicile vingt-quatre heures sur vingt-quatre, sont à Boulogne.
Le centre de planning familial se trouve à Issy-les-Moulineaux, dans l'hôpital Corentin-Celton,

### Justice, sécurité, secours et défense
La commune comprend un commissariat de police, une police municipale et une caserne de pompiers.
En 2016, l'Observatoire national de la délinquance et des réponses pénales observe 529 actes de violence physique, soit 2,3 pour 1 000 habitants, 95 cambriolages soit 0,56 pour 1 000 habitants, 35 affaires de stupéfiants soit 0,17 pour 1 000 habitants[réf. nécessaire].
Boulogne-Billancourt relève du tribunal d'instance de Boulogne-Billancourt, du tribunal judiciaire de Nanterre, de la cour d'appel de Versailles, du tribunal pour enfants de Nanterre, du conseil de prud'hommes de Boulogne-Billancourt, du tribunal de commerce de Nanterre, du tribunal administratif de Cergy-Pontoise et de la cour administrative d'appel de Versailles.

## Population et société

### Démographie
Les habitants de la commune sont appelés les Boulonnais. Estimant que cette appellation ignore les quartiers de Billancourt, certains — notamment chez Les Verts — suggèrent qu'on les nomme Boulo-billancourtois.

#### Évolution démographique
L'évolution du nombre d'habitants est connue à travers les recensements de la population effectués dans la commune depuis 1793. Pour les communes de plus de 10 000 habitants les recensements ont lieu chaque année à la suite d'une enquête par sondage auprès d'un échantillon d'adresses représentant 8 % de leurs logements, contrairement aux autres communes qui ont un recensement réel tous les cinq ans,.

En 2022, la commune comptait 120 205 habitants, en évolution de +0,47 % par rapport à 2016 (Hauts-de-Seine : +2,75 %, France hors Mayotte : +2,11 %).
| 1793  | 1800  | 1806  | 1821  | 1831  | 1836  | 1841  | 1846  | 1851  |
| ----- | ----- | ----- | ----- | ----- | ----- | ----- | ----- | ----- |
| 3 600 | 2 481 | 2 378 | 3 266 | 5 323 | 5 993 | 6 906 | 7 847 | 7 602 |

| 1856   | 1861   | 1866   | 1872   | 1876   | 1881   | 1886   | 1891   | 1896   |
| ------ | ------ | ------ | ------ | ------ | ------ | ------ | ------ | ------ |
| 11 378 | 13 944 | 17 343 | 18 965 | 21 556 | 25 825 | 30 084 | 32 569 | 37 418 |

| 1901   | 1906   | 1911   | 1921   | 1926   | 1931   | 1936   | 1946   | 1954   |
| ------ | ------ | ------ | ------ | ------ | ------ | ------ | ------ | ------ |
| 44 416 | 49 969 | 57 027 | 68 008 | 75 559 | 86 234 | 97 379 | 79 410 | 93 998 |

| 1962    | 1968    | 1975    | 1982    | 1990    | 1999    | 2006    | 2011    | 2016    |
| ------- | ------- | ------- | ------- | ------- | ------- | ------- | ------- | ------- |
| 106 641 | 109 008 | 103 578 | 102 582 | 101 743 | 106 367 | 110 251 | 116 220 | 119 645 |

| 2021    | 2022    | - | - | - | - | - | - | - |
| ------- | ------- | - | - | - | - | - | - | - |
| 119 808 | 120 205 | - | - | - | - | - | - | - |

#### Pyramide des âges
La population de la commune est moins jeune que celle du département.
En 2020, le taux de personnes d'un âge inférieur à 30 ans s'élève à 36,4 %, soit en dessous de la moyenne départementale (38,2 %). À l'inverse, le taux de personnes d'âge supérieur à 60 ans est de 21,4 % la même année, alors qu'il est de 20,2 % au niveau départemental.
En 2020, la commune comptait 56 794 hommes pour 64 117 femmes, soit un taux de 53,03 % de femmes, légèrement supérieur au taux départemental (52,4 %).
Les pyramides des âges de la commune et du département s'établissent comme suit.
| Hommes | Classe d’âge | Femmes |
| ------ | ------------ | ------ |
| 0,7    | 90 ou +      | 1,7    |
| 6,2    | 75-89 ans    | 8,2    |
| 12,1   | 60-74 ans    | 13,6   |
| 18,9   | 45-59 ans    | 19,1   |
| 24     | 30-44 ans    | 22,6   |
| 20,3   | 15-29 ans    | 19,1   |
| 17,7   | 0-14 ans     | 15,8   |

| Hommes | Classe d’âge | Femmes |
| ------ | ------------ | ------ |
| 0,6    | 90 ou +      | 1,6    |
| 5,2    | 75-89 ans    | 7,2    |
| 12,1   | 60-74 ans    | 13,5   |
| 19,3   | 45-59 ans    | 19,4   |
| 22,6   | 30-44 ans    | 21,9   |
| 20,2   | 15-29 ans    | 18,9   |
| 19,9   | 0-14 ans     | 17,4   |

### Manifestations culturelles et festivités
La première fête connue à Boulogne, comme dans toutes les seigneuries viticoles, fut, à partir du début du XIIIe siècle, la Saint-Vincent, le 22 janvier, moment où les serfs et affranchis employés à la vigne et les bourgeois impliqués dans son commerce s'emparaient de la ville de leur seigneur, l'abbé de Montmartre. Devenue kermesse municipale, elle se déroulait jusqu'à la dernière guerre les trois derniers dimanches d'août à Boulogne et les quatre dimanches précédents Pâques à Billancourt.

#### Festivals
- Salon artistique international (première édition en 1991), organisé par la FARGR (Fédération des amicales régionales du groupe Renault) : présente chaque année une centaine d'artistes contemporains autour d'un thème choisi.
- Salon du livre (première édition en 2007), à l'espace Paul-Landowski : échoppes, dictée publique, conférences, rencontres d'auteurs, prix, etc.
- Festival du plaisir du cinéma (première édition en 2011) : présentation thématique d'un cinéma de la joie de vivre, moment de culture de l'enthousiasme conçu comme un service public. Le Festival qui donne des ailes, du 1er au 4 avril 2011, dirigé par Caroline Mitchell.
- Festival Premier Regard, en janvier depuis 2002. Un festival de court-métrage réservé aux jeunes réalisateurs, organisé en partenariat avec le lycée Prévert (qui prépare au BTS d'audiovisuel).
- Salon High Score : depuis 2002, cet événement consacré au rétro gaming permet à tous de (re) découvrir les titres ayant marqué l'histoire du jeu vidéo grâce à des consoles en accès libres, des tournois, des concours mais aussi des ateliers découverte et des conférences. Il a lieu chaque année et fêtera ses dix ans lors de la version 2012.

#### BBMIX
Boulogne-Billancourt Mix (première édition en 2005) est un festival international annuel de trois jours, dans la dernière semaine d'octobre, de musique rock, pop, folk, électronique et de la scène artistique qui l'accompagne, danse, lumières… BBMIX est la rencontre entre de jeunes groupes d'avant-garde et des groupes ou des chanteurs mythiques. C'est l'occasion de découvrir les nouveaux talents et les nouvelles pratiques acoustiques ou scénographiques autour d'un moment de nostalgie au Carré Belle Feuille.

#### Manifestations musicales

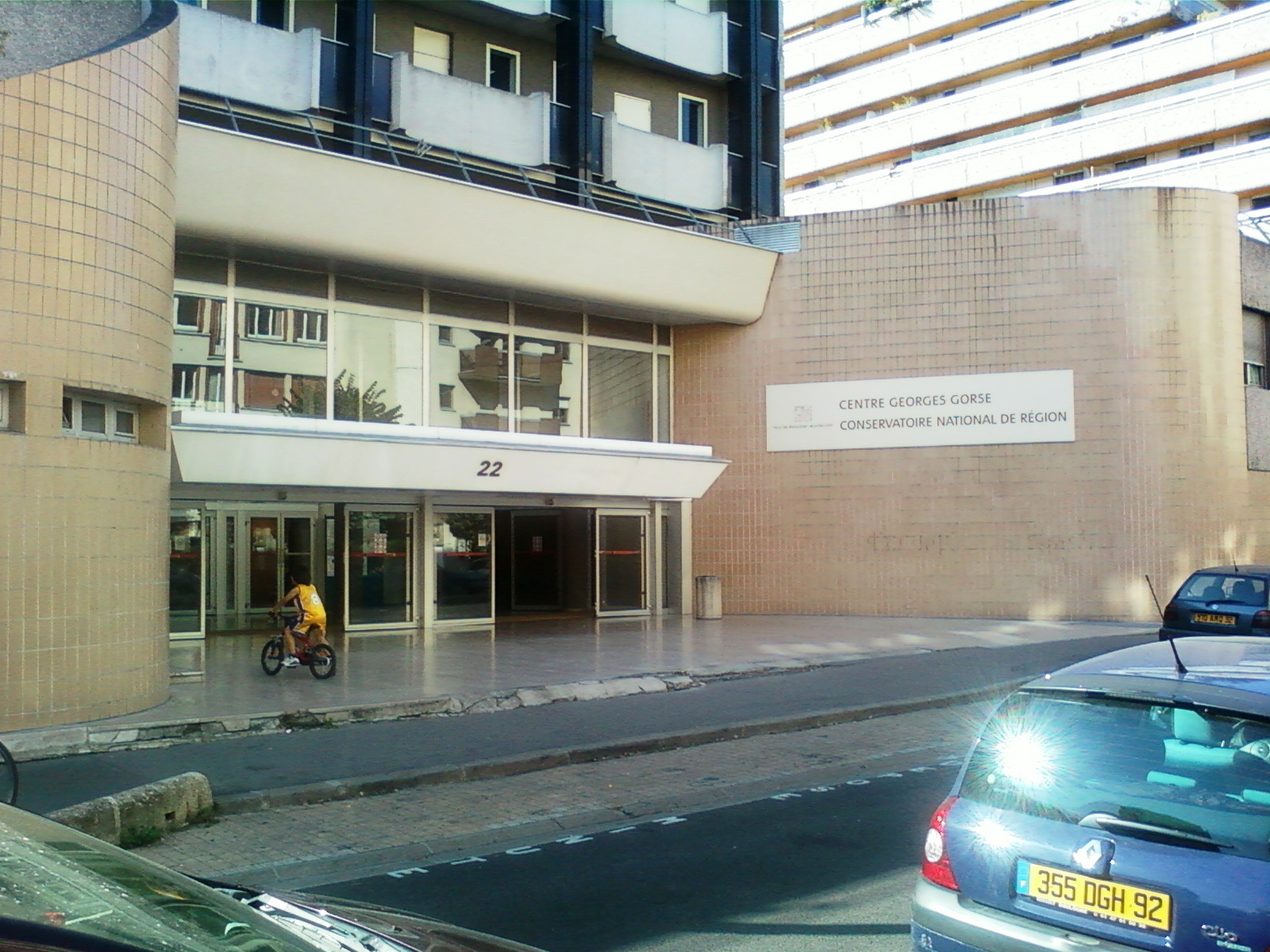
Entrée du conservatoire à rayonnement régional (centre Georges-Gorse).

- Concours international de composition de la ville de Boulogne-Billancourt : organisé en avril par le Conservatoire de Boulogne, ouvert aux élèves de conservatoires de tous pays, doté d'un prix, et donnant lieu à une exécution publique des partitions des candidats retenus.
- Point d'orgues : série de concerts d'orgues gratuits donnés d'octobre à mars par les conservatoires musicaux de l'Ouest parisien, en particulier sur l'orgue baroque de Notre-Dame et sur l'orgue Kœnig de l'auditorium du Conservatoire de Boulogne.

#### Portes ouvertes
- Ateliers portes ouvertes, ouverture au public pendant un week-end d'octobre des nombreux ateliers d'artistes boulonnais (plus de cent ateliers) à l'occasion du Concours des talents boulonnais et de son exposition au centre Landowski, « Exposez vos talents » (première édition en 2009). Les lauréats sont exposés trois semaines dans le hall de l'hôtel de ville dessiné par l'architecte Debat-Ponsan.
- Journées du patrimoine, comme partout en France… mais avec le patrimoine boulonnais. La municipalité organise habituellement des présentations particulières.
- Fête du sport, présentation mi-septembre au public des activités sportives dans les différentes salles mises librement à disposition à cette occasion et festival des inscriptions sur un stand.

#### Fêtes locales
- Carnaval des enfants, tous les mardis gras à la mairie.
- Forum des associations, foire aux inscriptions à chaque rentrée, à la mairie.
- Feu d'artifice la veille du 14 juillet.
- Bal des pompiers le 14 juillet à la caserne, 55 rue Galliéni.
- Fête des familles, organisée une fois par an par la mairie.
- Marché du Ramadan, une fois par an selon le calendrier lunaire, au Forum Bas.
- Fête de la musique, animations musicales par quartier au solstice d'été.
- Fête des quais, organisée un week-end de septembre au club nautique, quai Le Gallo, par l'AQBB, association des habitants mariniers.

#### Manifestations sportives

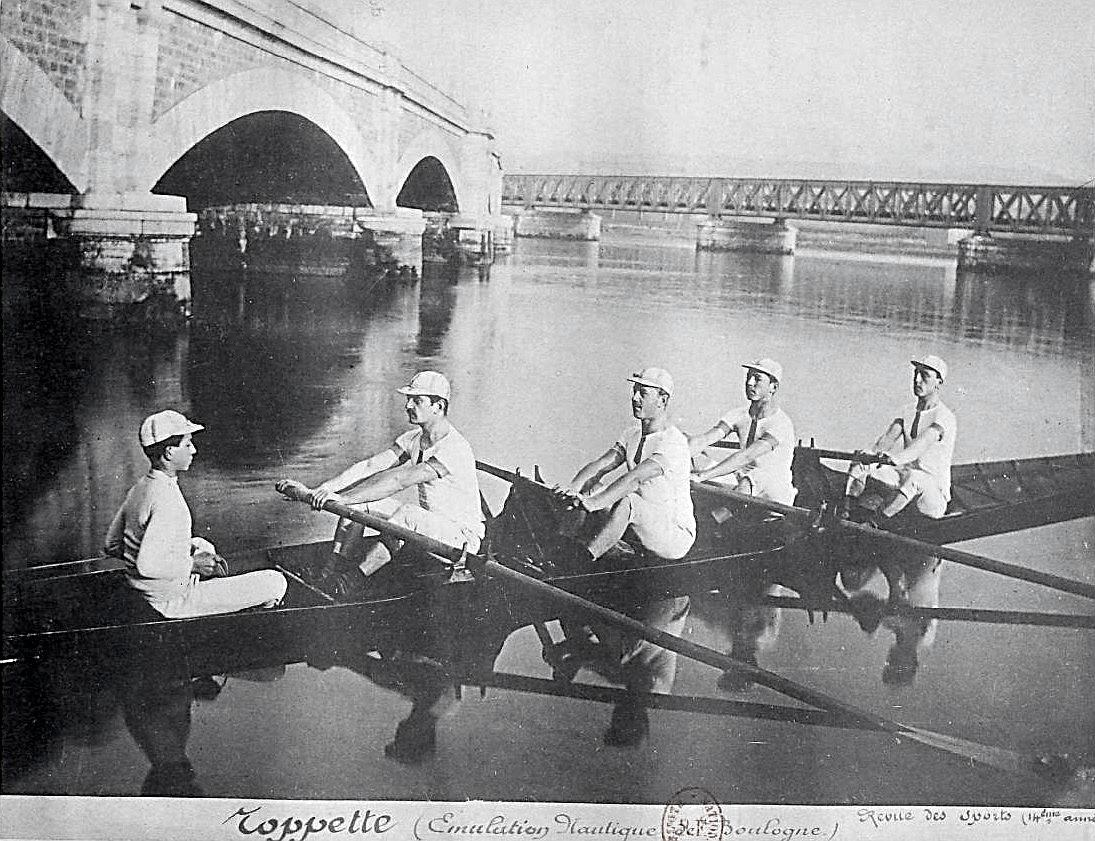
Équipage de l'Émulation nautique de Boulogne, en février 1889.

- Semi-marathon de Boulogne, quatre mille sept cents coureurs, à la mi-novembre (première édition en 1996). Record masculin : 1 h 00 min 12 s (Nicolas Manza, Kenya, en 2008), féminin : 1 h 09 min 26 s (Dado Firehiwot, Éthiopie, en 2009), mais tous les âges participent.
- Trophée Alain Calmat (première édition en 2006), compétition nationale de patinage artistique amateur (jeunes patineurs hors première division), début mai.
- Concours Pierre Creusevaut de lancer (« casting ») léger (premières épreuves au début du XXe siècle[145]), compétition nationale et internationale d’entraînement au lancer de pêche en mer, début mai.
- Trophée Henri Bresson de lancer de pêche à la mouche pour amateurs (le lancer se fait sur cibles posées sur le gazon), début mai.
- Tournoi Émile Serrurier, tournoi régional de football par catégories d'âges jusqu'à moins de treize ans, un week-end de mi-juin.
- La Boulbi Cup, tournoi international de hockey sur glace par catégories d'âges jusqu'à moins de treize ans[146], dernière semaine avant la fermeture annuelle de la Patinoire.
- Concours national de saut d'obstacles de Boulogne-Billancourt (première édition en 1991) au parc Rothschild et récompensé par le Grand Prix équestre de la ville de Boulogne-Billancourt, un week-end de mi-juin.
- Fête Basque, fête folklorique et sportive organisée par la ligue d'Île-de-France de pelote basque au fronton de Paris, 8 quai Saint-Exupéry à Auteuil, lieu d'entrainement de la section de l'ACBB, un dimanche de mi-juin.
- Grand Prix de Boules de la ville de Boulogne-Billancourt[147].
- Championnat de pétanque des sociétaires de l'ACBB[148].
- Concours Robert Chauvin, compétition des pétanquistes retraités, début juin[148].
- Fête du Judo, impressionnante journée de démonstrations d'arts martiaux divers et d'initiations gratuites au dojo Philippe-Pradayrol, 30 rue de Seine, fin juin.
- Spectacle familial de fin d'année de la section gymnique de l'ACBB au stade des Dominicaines, fin juin.
- Nautique 92 (première édition en 2009), initiation gratuite à la voile, à l'aviron, au canoë et à kayak à l'île Monsieur, pendant le mois de juillet.
- Traversée Hauts de Seine-Paris à l'aviron (30 kilomètres), organisée depuis 2009 par la ligue régionale, depuis l'île Monsieur, en septembre.
- Inter-CITL, rencontre sportive pour handicapés organisée par les ateliers thérapeutiques, mi-juin.

En outre, les familles boulonnaises dont les enfants sont inscrits à l'ACBB, leurs amis et le public participent régulièrement aux fêtes du club auxquelles donnent lieu les compétitions départementales, interdépartementales et régionales de chaque section.

### Sports et loisirs
Boulogne-Billancourt a trois clubs sportifs municipaux, l'ACBB, le TCBB et le COB.
La patinoire olympique de Boulogne-Billancourt a été inaugurée en 1955. Connue sous le nom de « fédérale », elle fut le siège de la Fédération française des sports de glace pendant quinze ans et fut à l'origine du développement des patinoires dans les années 60. En mai 2024, la mairie annonce sa fermeture prochainee.

#### ACBB

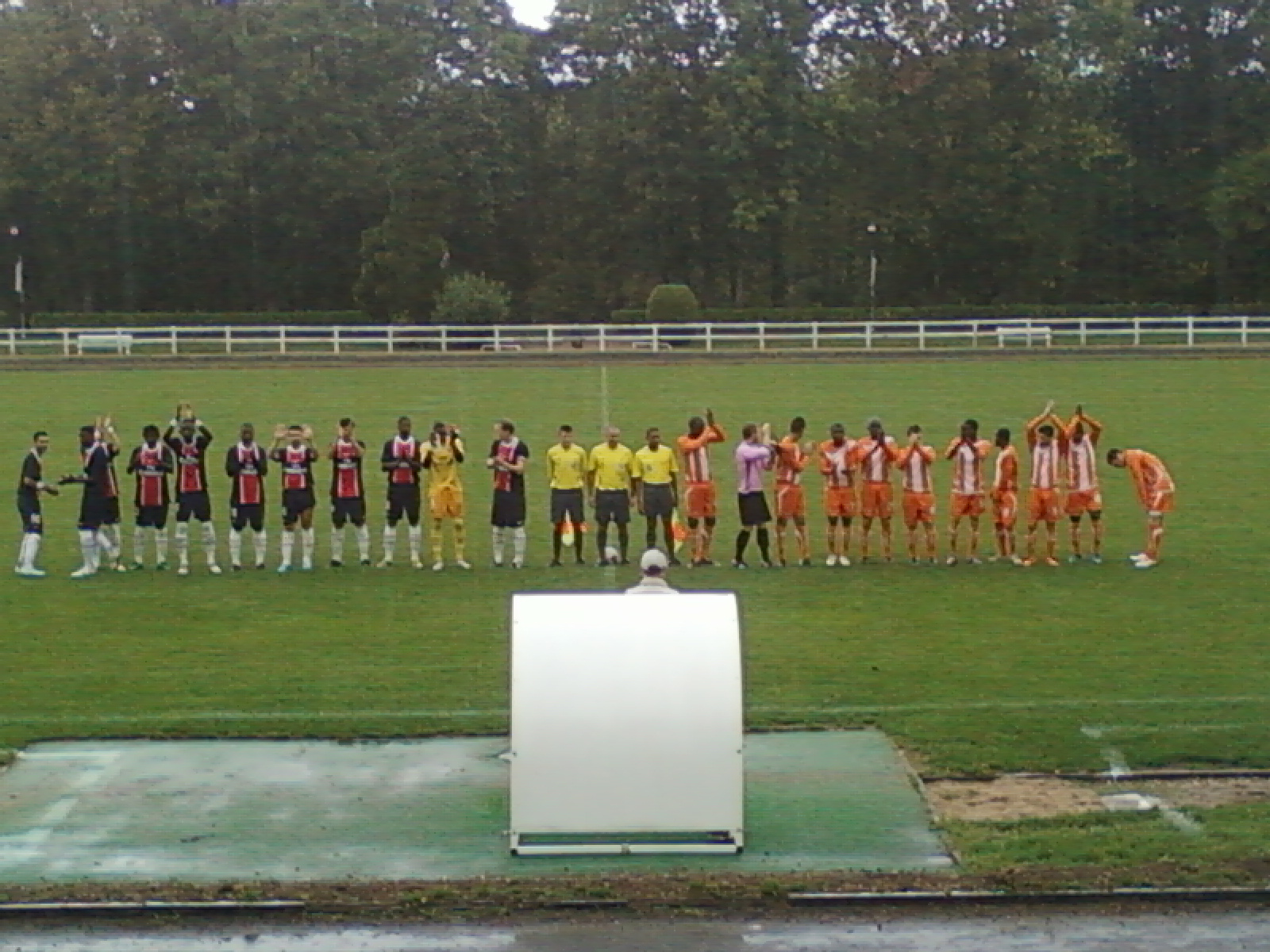
L'équipe de football seniors de l'ACBB football (en orange) qui évolue en DH Île-de-France (ici lors du match contre Paris SG C du 11 septembre 2011.

L'Athletic Club de Boulogne-Billancourt, doté par la municipalité, accueille les enfants dans le cadre d'une pratique extra scolaire. Depuis sa création, le club joue un rôle d'intégration social essentiel. Il participe profondément aux développements des relations sociales entre Boulonnais. Ce club est pour cette raison composé d'une multitude de sections, répondant aux attentes des familles.
- L'aéroclub est installé à l'aérodrome de Saint-Cyr, près de Versailles ;
- la section aviron est basée sur l'autre rive de la Seine, à Sèvres dans l'île Monsieur ;
- la section escrime utilise comme salle d'armes une salle du stade du groupe scolaire Thiers, rue du Dôme ;
- la section équitation dispose d'une partie du parc du château Rothschild ;
- la section natation s'entraîne sur les lignes qui lui sont réservées à certaines heures dans le bassin de vingt-cinq mètres de la piscine municipale ;
- la section hockey partage la patinoire olympique avec l'École de patinage artistique, association aujourd'hui indépendante ;
- la section judo dispose d'un dojo au stade Paul-Souriau, rue de Seine ;
- la section hand-ball occupe ce même stade ;
- la section basket s'entraîne dans le stade du lycée Jacques-Prévert ;
- la section athlétisme utilise le stade Le Gallo, rue de Sèvres ;
- Le tennis utilise les cours du stade Le Gallo et ceux de Longchamp, 19 boulevard Anatole-France ;
- le gymnase des Dominicaines, 11 rue de Clamart, est équipé d'une salle d'escalade ;
- la section cyclisme a ses bureaux rue Yves-Kermen ;
- le ping-pong dispose de salles dans le sous-sol de la piscine ;
- le rugby se pratique au stade de Mortemart en bordure du bois de Boulogne, sur le territoire parisien de Longchamp ;
- la section badminton s'entraîne dans deux gymnases différents (le gymnase du collège Jean-Renoir et le gymnase Maître-Jacques) ;
- la section volley-ball s'entraîne dans trois gymnases (le gymnase Couchot, le COSEC des Dominicaines et le gymnase Jacqueline-Auriol).

Il y a bien d'autres sections à l'ACBB, trente-trois au total, triathlon, musculation, pétanque, gymnastique, sports adaptés aux handicapés, danse, yoga, pêche… Les inscriptions se font sur place.
L'ACBB a en outre des objectifs de résultats en compétition qui l'ont fait conduire plusieurs fois certains de ses adolescents sélectionnés au sommet. L'ACBB s'est distingué au cours de compétitions olympiques ou internationales, en particulier dans le cyclisme et le patinage, le hockey et le judo. Sa section cyclisme, qui est à l'origine du club, avec des anciens champions, Jacques Anquetil 1959/1960 a été la première pépinière de champions d'après-guerre et par là a contribué de façon déterminante à faire du vélo le sport populaire qu'il est aujourd'hui en France. C'est dans sa section judo qu'une méthode d'enseignement, aujourd'hui imitée par les maîtres japonais, a été mise au point, permettant la popularisation de ce sport en France. C'est à l'école de Jacqueline Vaudecrane, à la patinoire de Boulogne-Billancourt, que le patinage français s'est hissé à son plus haut niveau.

#### TCBB
Le Tennis club de Boulogne-Billancourt exploite les courts de tennis de Longchamp, à la lisière du bois de Boulogne, et les cours du stade Alphonse-Le Gallo, le long de la Seine. Ces derniers bénéficieront du réaménagement de l'ensemble du complexe sportif Le Gallo.

#### COB
Le COUR, Club olympique des usines Renault, fondé en 1917 dans un souci d'hygiène sociale pour les ouvriers à partir d'un club sportif des policiers de la ville, et renommé par Louis Renault en 1920 Club olympique de Billancourt, comportait en 1937 une section aviation de deux cent quarante-quatre aviateurs ou mécaniciens qui a payé un très lourd tribut durant les combats de 1939. Après la Seconde Guerre mondiale et la nationalisation des usines Renault, il est devenu le club du comité d'Entreprise et a connu son heure de gloire grâce, entre autres, à Michel Jazy. Une querelle avec les dirigeants du CE a entraîné l'arrêt brutal de son financement en 1994. Aujourd'hui, le COB, 40 rue de Meudon, se limite à organiser des randonnées pédestres à raison de trois par mois. Voir article sur la section volley-ball, 3 fois champion de France.

#### CS Boulogne
Équipe de footfive créée en octobre 2010.

#### Clubs d'entreprises
- Les Voltigeurs de Billancourt

Club du secteur audiovisuel, ses sections d'arts martiaux (une sélection en Coupe du Monde de karaté en 2010) et de ping-pong (www.vbping.com) qui s'entrainent au stade des Dominicaines rue de Clamart sont toutefois ouvertes à tout public.
- Entente Sportive Renault

Le club du constructeur automobile historique s'investit dans la vie de la ville à l'occasion du semi-marathon de Boulogne-Billancourt.

#### Sport au troisième âge
L'association ANRAB, Association des nouveaux retraités et assimilés de Boulogne-Billancourt, hébergée au centre George-Gorse, organise des activités sportives douces (gymnastique aquatique, taï chi, yoga, vélo, pétanque, randonnée…).

#### Sport hors club
On trouve également à Boulogne-Billancourt plusieurs salles privées d'arts martiaux ainsi que des clubs de tennis privés, des salles de gymnastiques de « mise en forme ».
Des tennis et tables de ping-pong en ciment sont en libre-service parc de la Glacière, à côté de la patinoire. Le terrain de sport 58 avenue Édouard-Vaillant est aussi en libre-service, de même que, en dehors des heures d'entraînement réservées, le stade Le Gallo.
Footing, parcours de santé et sports de plein air se pratiquent dans les espaces verts voisins de Boulogne, bois de Boulogne, parc de Saint-Cloud, et île Saint-Germain. Cette dernière n'est pas ouverte aux cyclistes. Ceux-ci se retrouvent, sans formalité et avec beaucoup de chaleur, formant « La Gazelle », tous les dimanches matin sur la piste entourant l'hippodrome de Longchamp.

### Médias

#### Presse Locale
- Boulogne Magazine Indépendant, magazine disponible dans les commerces boulonnais[151].

#### Médias municipaux et départementaux
- B.B. Informations, mensuel municipal distribué dans les boîtes aux lettres de tous les habitants.
- C.C.E.J. Mag, trimestriel du conseil communal des enfants et des jeunes, diffusé par les écoles aux élèves de cours élémentaire 2 et cours moyen à 3 600 exemplaires.
- HDS.mag, bimensuel présentant l'activité politique et l'agenda culturel du département, édité par le service communication du conseil départemental des Hauts-de-Seine, correspondant au site Hauts-de-Seine et distribué dans les boîtes aux lettres de tous les électeurs.
- Site de la mairie, boulognebillancourt.com.
- Extranet de la mairie « espace famille » enregistrant en ligne inscriptions et paiements.
- Réseau d'informations municipales par panneaux d'affichage électronique disposés dans les rues.
- Affichage en temps réel du nombre de places disponibles dans les garages publics souterrains par panneaux d'affichage électronique dédiés et disposés dans les rues.

#### Médias culturels
Le catalogue en ligne du réseau des médiathèques est publié sur le site de la mairie.
- Kiosk, supplément culturel de BBI.
- Carré Belle-Feuille, présentation annuelle du théâtre municipal.
- Programme en ligne de l'université populaire, le Forum universitaire de l'ouest parisien.
- Revue en ligne des collections, expositions et conférences du musée des Années Trente par l'Association des Amis du MA30.
- BnH, Bibliothèque numérique pour le handicap.

#### Médias associatifs
- ACBB Magazine, trimestriel du club de sport municipal ;
- l'e-bb, journal électronique de proximité.

Télévision
- Groupe TF1, Télévision Française 1
- Eurosport, Chaine pan-européenne de sports.
- Canal Plus, chaîne cryptée française
- Canal Factory

### Cultes

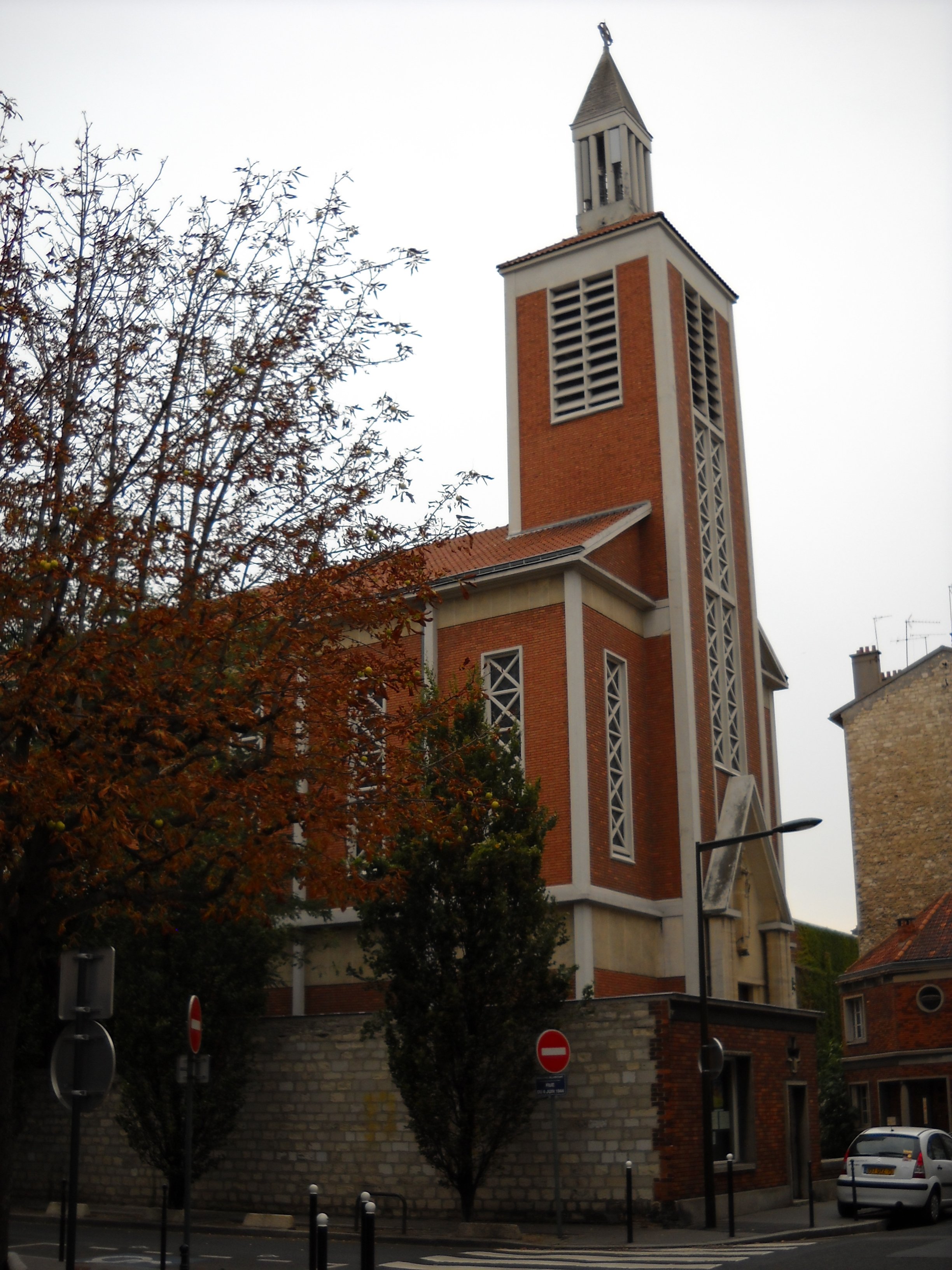
L'église Sainte-Thérèse-de-l'Enfant-Jésus de Boulogne-Billancourt, catholique, 1927.

Les Boulonnais disposent de lieux de culte chrétiens (catholicisme, orthodoxie ou protestantisme), d'un lieu de culte juif et d'un lieu de culte musulman.

#### Culte catholique
Depuis janvier 2010, la commune de Boulogne-Billancourt fait partie du doyenné de Boulogne, l'un des neuf doyennés du diocèse de Nanterre.
Au sein de ce doyenné, les cinq lieux de culte catholique relèvent des quatre paroisses de Boulogne-Billancourt :
- l'église de l'Immaculée-Conception relevant de la paroisse de l'Immaculée-Conception[154],
- l'église Notre-Dame et la chapelle Saint-Pierre relevant de la paroisse Notre-Dame[155],
- l'église Sainte-Cécile relevant de la paroisse Sainte-Cécile[156],
- et l'église Sainte-Thérèse-de-l’Enfant-Jésus relevant de la paroisse Sainte-Thérèse de l'Enfant-Jésus[157].

Les frères et pères du prieuré Sainte-Geneviève de la communauté Saint-Jean s'occupent du service pastoral de la paroisse Sainte-Cécile, depuis 1992.

#### Culte orthodoxe

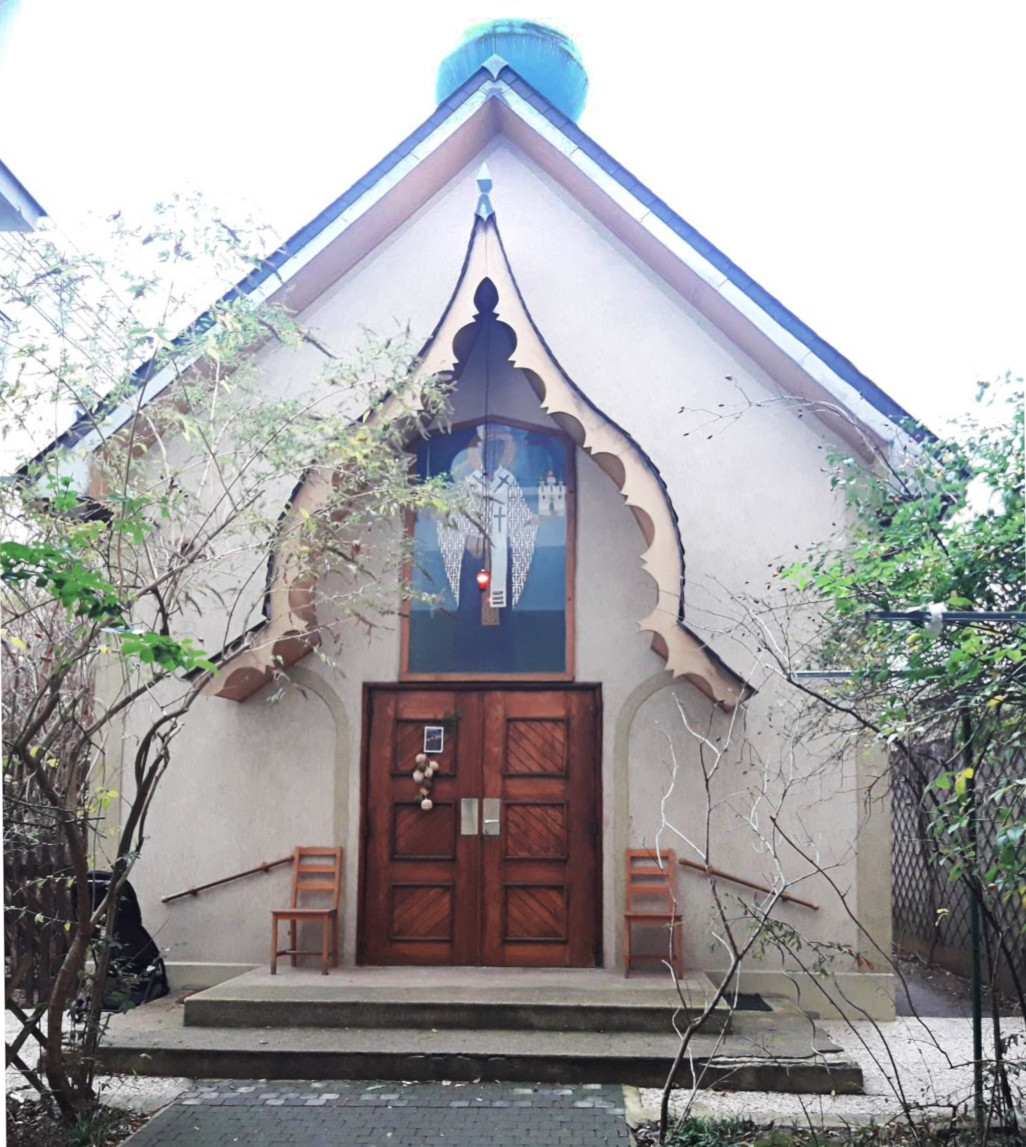
L'église Saint-Nicolas-le-Thaumaturge de Boulogne-Billancourt, orthodoxe, 1953.

L'église orthodoxe russe Saint-Nicolas-le-Thaumaturge, 132 bis, rue du Point-du-Jour, construite en 1927 par souscription de réfugiés russes blancs, détruite en 1943, reconstruite en 1953, autrefois et longtemps dépendante de l'archevêché des églises orthodoxes russes en Europe occidentale, une juridiction du patriarcat œcuménique de Constantinople dont l'archevêque a décidé en septembre 2019 de rejoindre le patriarcat de Moscou.
Comme d'autres paroisses refusant cette décision, elle est depuis fin 2019, et à la suite d'un vote des paroissiens, rattachée au Vicariat de tradition russe auprès de la Métropole de France, ce qui lui permet de rester fidèle au patriarcat de Constantinople. Les vigiles sont chantées en slavon le samedi à dix-huit heures et l'office liturgique dominical a lieu le matin.

#### Culte protestant

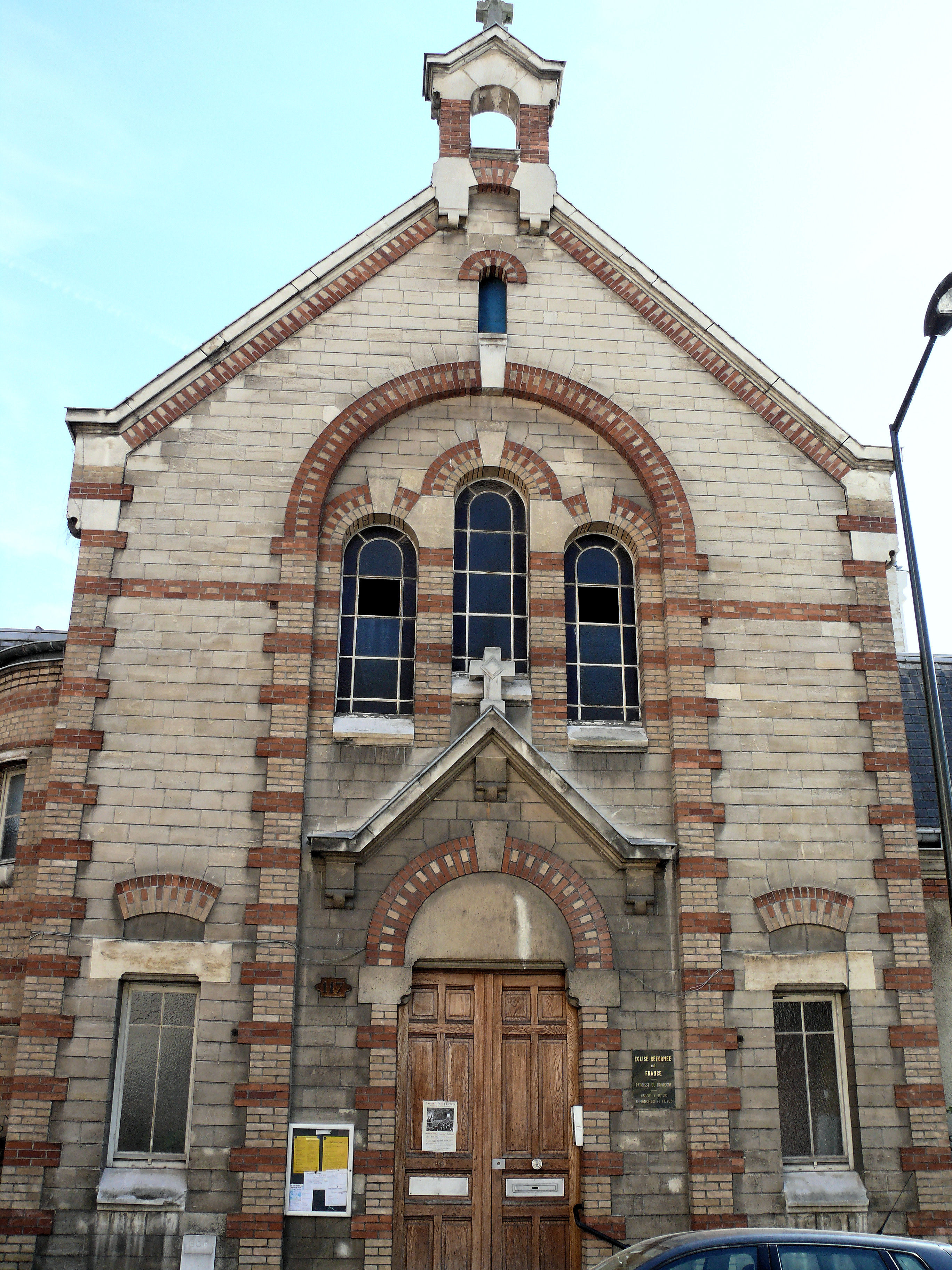
Le temple protestant de Boulogne-Billancourt, réformée, 1898.

La ville compte une Église réformée, membre de l'Église protestante unie de France. Elle se réunit dans le temple protestant de Boulogne-Billancourt, inauguré en 1898 et recensé à l'inventaire général du patrimoine culturel.
Il y a aussi quatre lieux de culte évangéliques : l'église « Eau Vive », membre de l'Union d'assemblées protestantes en mission (UAPM) et de la Fédération protestante de France (FPF), la « maison de l'Évangile », église évangélique de Boulogne-Billancourt, mission fille de la Christian and Missionary Alliance (Colorado Springs), la chapelle Saint-Pierre qui abrite la communauté chrétienne du Point du Jour, Église baptiste membre de l'European Baptist Alliance (Prague) au sein de la Fédération des Églises évangéliques baptistes de France (FEEBF), et un poste d'évangélisation de l'Armée du salut.

#### Culte israélite

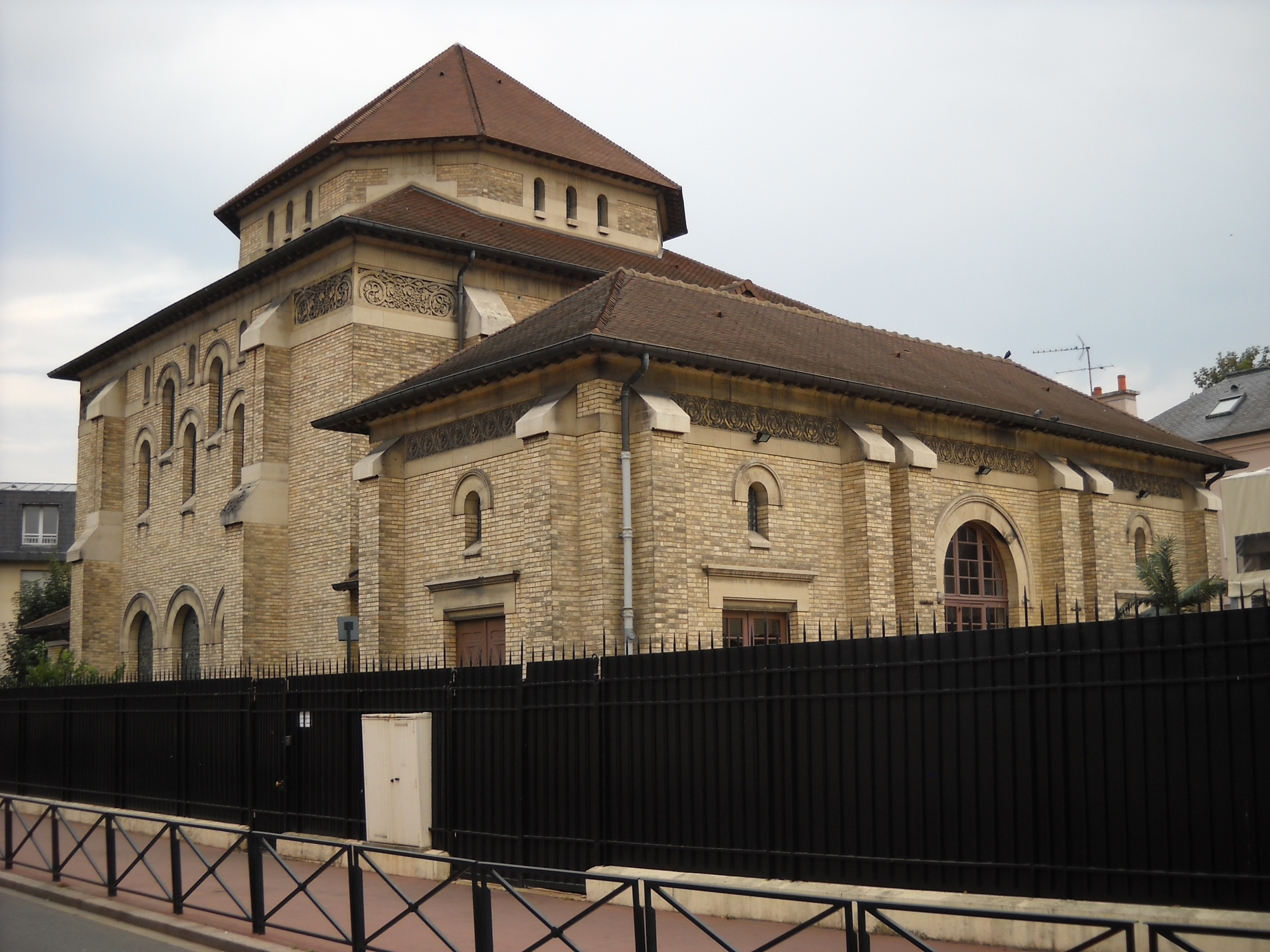
La synagogue de Boulogne-Billancourt, juive, 1911.

Un oratoire a été ouvert entre 1881 et 1896 à Boulogne-Billancourt. Le temple établi ultérieurement rue Saint-Denis a été transféré en 1911 dans le bâtiment actuel construit ad hoc. Depuis 2007, le centre communautaire israélite de Boulogne-Billancourt fait office de synagogue pour Billancourt. En outre, un centre Loubavitch a ouvert en 2009.

#### Culte musulman
La ville accueille depuis 1981 le centre culturel et cultuel musulman de Boulogne-Billancourt (CCCMBB). Installé en 2004 dans un ancien atelier désaffecté des usines Renault, il a été transféré en 2011, dans une mosquée neuve de 2 000 m2 et comprend deux salles de prières, une pour les hommes et une pour les femmes, des salles de cours d'arabe classique et de soutien scolaire, ainsi que diverses structures d'accueil.

## Économie
Boulogne-Billancourt est un des principaux pôles économiques de la région parisienne.
Après son passé fortement marqué par plusieurs aventures industrielles, Boulogne-Billancourt s'est tourné résolument vers le secteur tertiaire (9 entreprises sur 10 en font partie, 85 % des emplois localisés dans la commune y sont concentrés), et notamment les services aux entreprises, comme le montre le graphique ci-contre. De manière plus générale, une entreprise sur deux dans la commune est une société de services, tout comme plus d'un tiers des emplois s'y concentrent.

### Revenus de la population et fiscalité
En 2005, les moyennes des revenus nets imposables par foyer fiscal :
- Boulogne-Billancourt : 31 594 €[167] ;
- Hauts-de-Seine : 26 250 €[167];
- France : 16 792 €[168].

En 2007, la population boulonnaise se plaçait, au regard de la proportion, par rapport à la population totale, de résidents payant l'impôt de solidarité sur la fortune, en 5e position parmi les villes françaises de plus de 20 000 habitants (derrière Neuilly-sur-Seine, Saint-Cloud, Versailles et Saint-Germain-en-Laye).
En 2010, le revenu fiscal médian par ménage était de 39 018 €, ce qui plaçait Boulogne-Billancourt au 3 015e rang parmi les 31 525 communes de plus de 39 ménages en métropole.
Selon l'Observatoire des inégalités, Boulogne-Billancourt est l'une des communes abritant la population aux plus hauts revenus de France. Boulogne-Billancourt se classe au 14e rang des communes de plus de 20 000 habitants en France où « les riches sont les plus riches » avec un niveau de vie annuel (revenus après impôts pour une personne seule) minimum des 10 % les plus riches de 73 150 euros en 2019.

### Emploi
Au 31 décembre 2011, le taux de chômeurs de catégorie A dans la population active s'élevait à 9,3 % (Insee).

### Entreprises et commerces

#### Entreprises

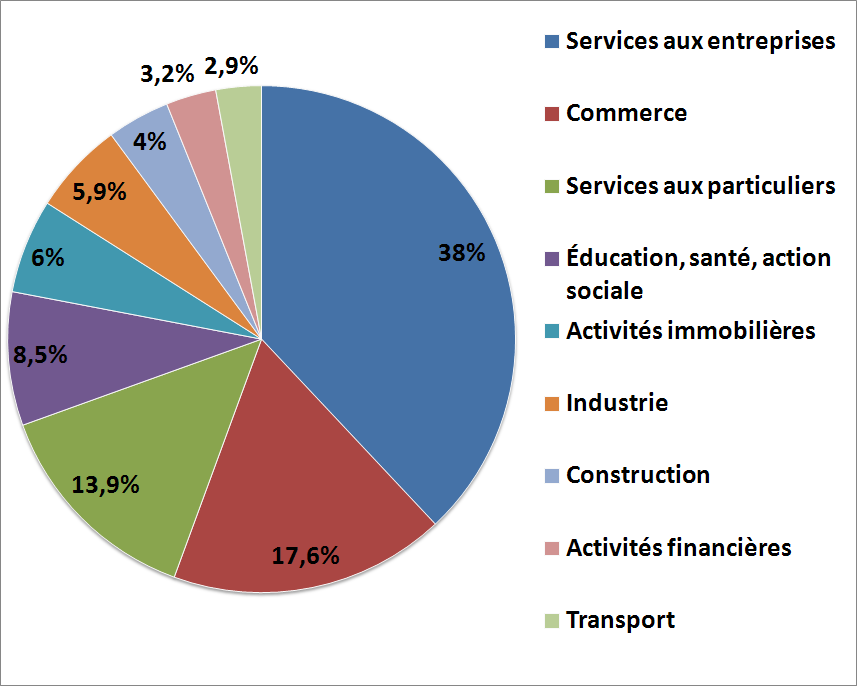
Répartition des entreprises localisées à Boulogne-Billancourt dans les différents secteurs, hors agriculture et administration, en janvier 2005.

Avec 936 nouvelles entreprises créées en 2006, Boulogne-Billancourt se place comme la ville des Hauts-de-Seine la plus attractive en termes de créations d'emplois, devant les communes de Neuilly-sur-Seine (690 entreprises nouvelles en 2006) et d'Asnières-sur-Seine (534 entreprises). Bien que placée en deuxième position des villes les plus attractives en Île-de-France, elle reste très loin derrière Paris, où 28 917 entreprises sont apparues en 2006. La même année, la ville hébergeait plus de 12 000 entreprises, soit le deuxième plus grand parc francilien, après la capitale française (295 420 établissements).
Parmi ces entreprises, on compte des sièges sociaux, principales succursales ou sièges France de grands groupes où dominent les acteurs de la communication sous toutes ses formes.
Boulogne-Billancourt possède également une antenne de la Chambre de commerce et d'industrie de Paris.
À la différence des parcs d'entreprises tels que La Défense (180 000 salariés), Boulogne-Billancourt, au cœur de la communauté d'agglomération Grand-Paris-Seine-Ouest (GPSO) (160 000 salariés), offre aux employés de ces entreprises un cadre vivant et familial, les facilités de Paris avec en plus les espaces verts du parc de Saint-Cloud et du bois de Boulogne,. Dans les années à venir, l'économie de Boulogne-Billancourt accentuera son essor par le réaménagement de l'île Seguin.

#### Commerces
Le marché Escudier, dans le nord de Boulogne, alterne deux fois par semaine avec celui de Billancourt, les mardis, vendredis et dimanches matin pour le premier, les mercredis et les samedis matin pour le second. Les deux sont couverts mais seul celui de Billancourt bénéficie d'un garage souterrain (payant).
L'axe principal de Boulogne, le boulevard Jean-Jaurès, qui parcourt en ligne droite la ville en son centre du nord au sud, offre deux kilomètres et demi de commerce continu, en particulier de commerce de vêtements. Le centre commercial Les Passages, presque au centre géographique de la ville, à mi-distance des stations de métro Marcel Sembat et Boulogne-Jaurès, abrite un peu plus d'une cinquantaine de boutiques sur deux étages aérés.
Une partie du quai Alphonse-Le Gallo, entre le pont de Sèvres et le pont de Saint-Cloud, est aménagé en centre commercial nautique.

#### Tourisme
Les touristes sont accueillis par un office de tourisme municipal, OTBB, en face de la mairie (métro Marcel Sembat).
Entre Paris et Versailles, Boulogne-Billancourt offre un bon compromis, à la fois en termes de transport et en termes de prix, pour les organisateurs de circuits touristiques.
Deux hôtels de luxe se sont installés à la lisière de Paris. Quatre hôtels trois étoiles, douze hôtels deux étoiles et un hôtel bon marché accueillent en sus les touristes, en particulier lors des événements sportifs du stade du Parc des Princes, du stade Roland-Garros ou du stade Pierre-de-Coubertin et lors des manifestations du parc des expositions de la porte de Versailles ou du CNIT de La Défense.
Deux restaurants, qui ne sont pas ceux de ces deux hôtels de luxe, ont obtenu une étoile. Un meilleur ouvrier de France exerce sur une péniche à quai.
Deux croisières touristiques de courte durée sont organisées sur la Seine au départ du pont de Sèvres pour visiter les trois îles d'une part, le parcours muséographique du mont Valérien et le bois de Boulogne d'autre part.

## Culture locale et patrimoine

### Lieux et monuments
La commune comprend de nombreux monuments répertoriés à l'inventaire général du patrimoine culturel de la France.

#### Église Notre-Dame de Boulogne
L'église Notre-Dame-des-Menus de Boulogne, construite au XIVe siècle, est classée monument historique depuis 1862. L'église est un ancien lieu important de pèlerinage.

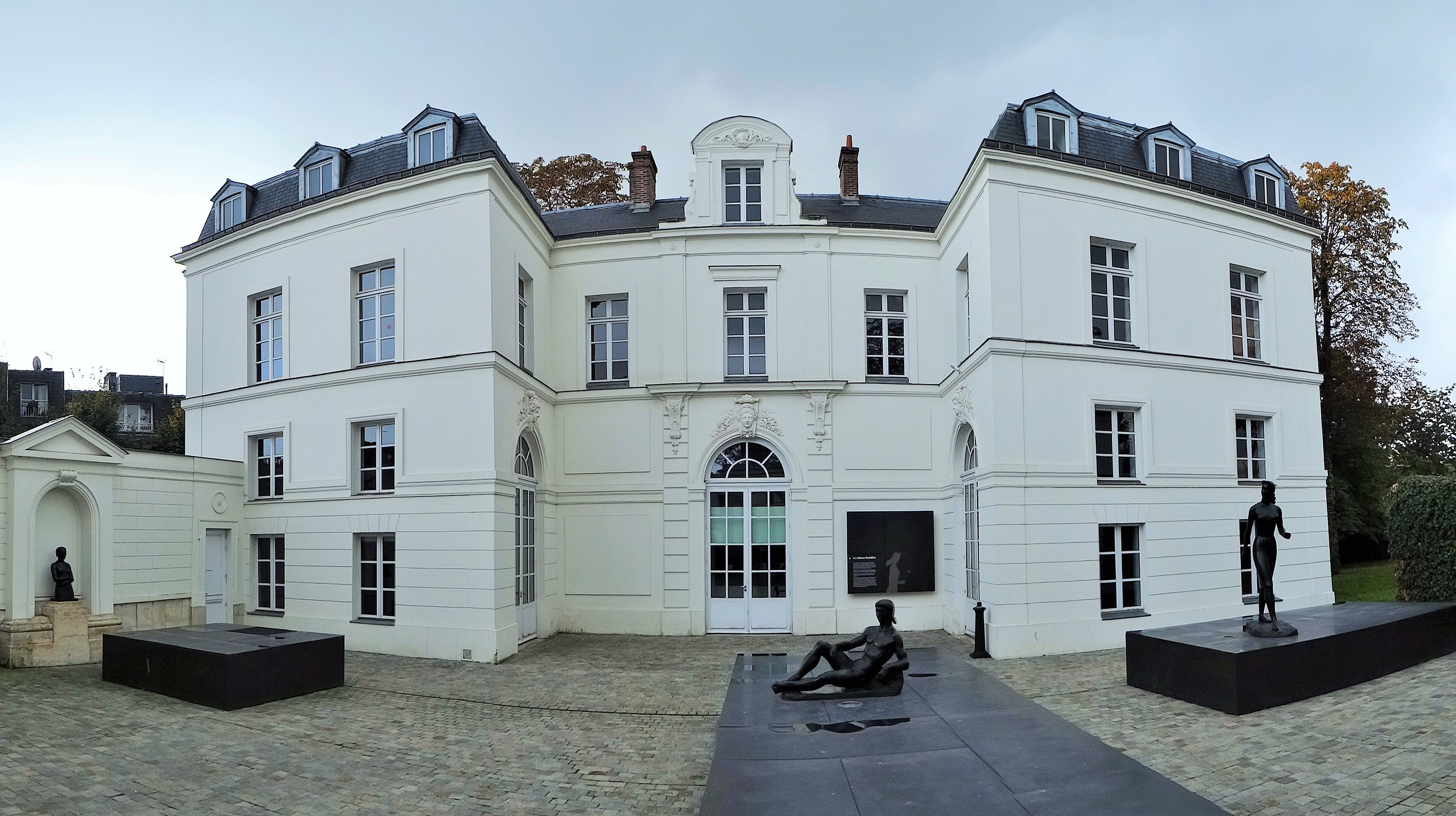
Le château de Buchillot.

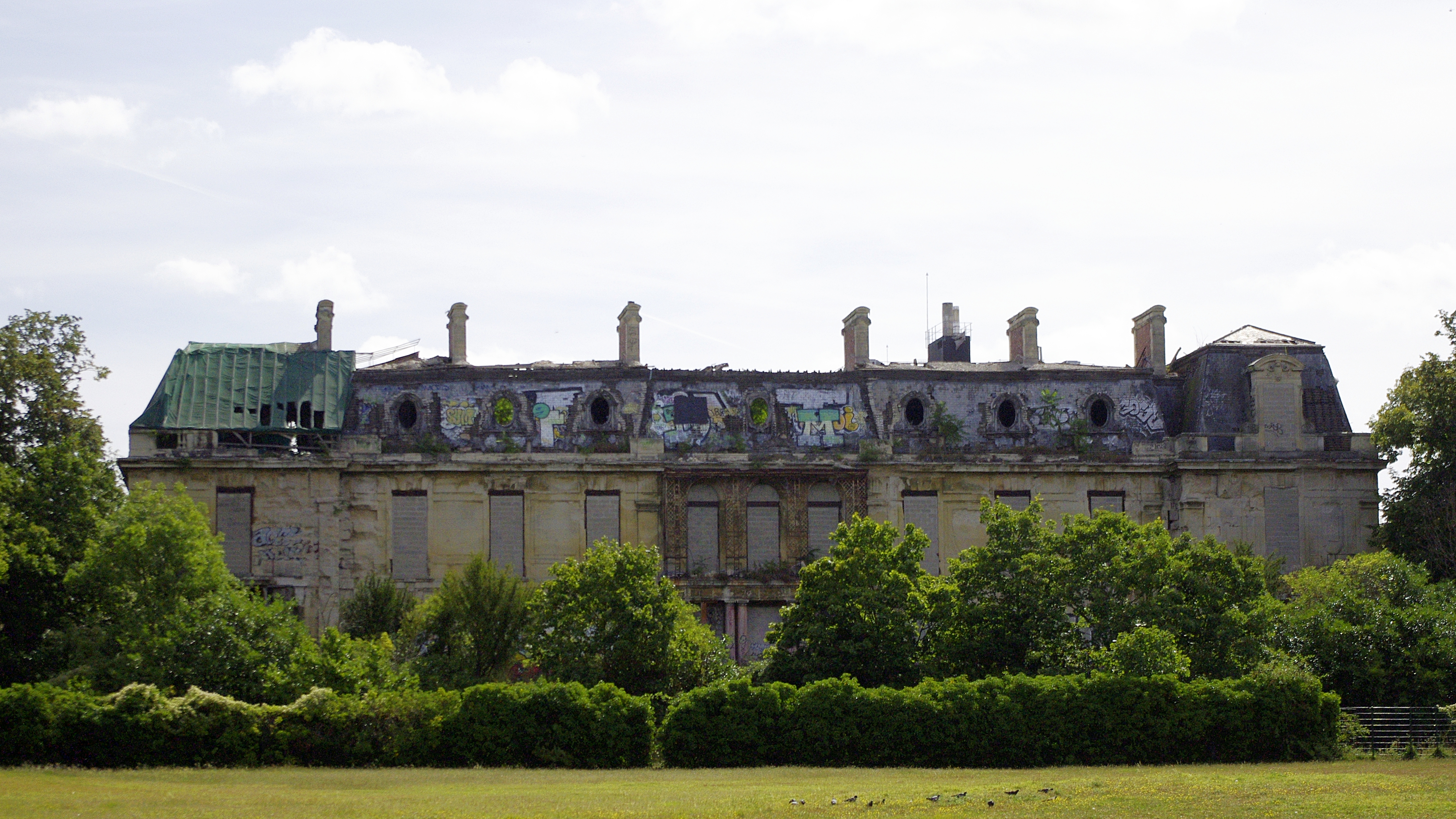
Le château Rothschild fut une des plus belles demeures de France et son parc l'un des plus visités d'Europe.

#### Château Buchillot
Le château Buchillot est une folie du XVIIIe siècle, classé monument historique, autrefois annexée au château Rothschild. Les trois bâtiments ont été aménagés en musée Paul-Belmondo. L'atelier de l'artiste est reconstitué. Un des pavillons expose les dessins de l'artiste. Un autre est consacré à des expositions d'artistes contemporains inspirés du style moderniste. Le visiteur est accueilli dans la cour par la célèbre Jeune Femme en marche.

##### Château Rothschild
Le château Rothschild a été construit de 1855 à 1861 dans le style Louis XIV à la demande du banquier James de Rothschild. Il était entouré de splendides jardins à la française et à l’anglaise sur trente hectares. Le château fut longtemps un lieu de rencontres de la haute société. Il a ensuite été pillé par les nazis et endommagé par les Américains lors de la Seconde Guerre mondiale. Revendu à Khalid Abdulaziz Al Ibrahim, il est aujourd’hui totalement abandonné, en ruine, et subit les dégradations du temps et des vandales. Environ quinze hectares du parc subsistent en parc public, le reste est à l’abandon avec le château ou a fait place à l'autoroute A13 et à l'hôpital Ambroise Paré.

#### Synagogue de Boulogne-Billancourt
La synagogue de Boulogne-Billancourt, située rue des Abondances et de l'Abreuvoir, fut construite par l'architecte Emmanuel Pontremoli, avec des peintures de Gustave Jaulmes (1911) (inscrite monument historique).

#### Hôtel de ville de Boulogne-Billancourt
Œuvre de Tony Garnier finalisée en collaboration avec Jacques Debat-Ponsan, Paul Landowski, Paul Moreau-Vauthier et André Morizet, l'hôtel de ville de Boulogne-Billancourt a été inauguré en 1934 et inscrit depuis 1975 à l'inventaire des Monuments Historiques, on y admire le mobilier et la décoration typiques des années trente de Jean Prouvé, Joseph Bernard, Alphonse Gentil, François Bourdet et surtout « l'usine », immense hall intérieur qui apporte la lumière à trois galeries de bétons minimalistes superposées en anneaux allongés sur lesquelles sont distribués les bureaux cloisonnés de verre. Le visiteur est accueilli depuis 1988 côté « palais » par le tableau monumental d'Olivier Debré qui domine l'escalier intérieur construit en 1931 sous la supervision de son oncle maternel.

#### Église Saint-Nicolas
L'église Saint-Nicolas-le-Thaumaturge est l'une des dix minuscules églises orthodoxes construites entre les deux guerres dans le sud-ouest parisien par des Russes blancs fuyant la Révolution de 1917. Élevée en 1927 grâce aux fonds collectés auprès des ouvriers russes des usines Renault, elle a été le centre culturel actif des quelque quatre mille russes de « Billancoursk » désireux de perpétuer en exil la sainte Russie anéantie sur son territoire. Détruite par les bombardements alliés d'avril 1943, elle n'a été reconstruite qu'en 1960, la seconde génération s'étant dispersée et mariée dans la société française. Son iconostase est l'œuvre du peintre Valentin Zvetchinsky.
Restaurée en 2003, l'église abrite depuis la chorale Saint-Nicolas.

#### Fontaines et statues
- Statue apparemment gothique du lion couché, square Farman ;

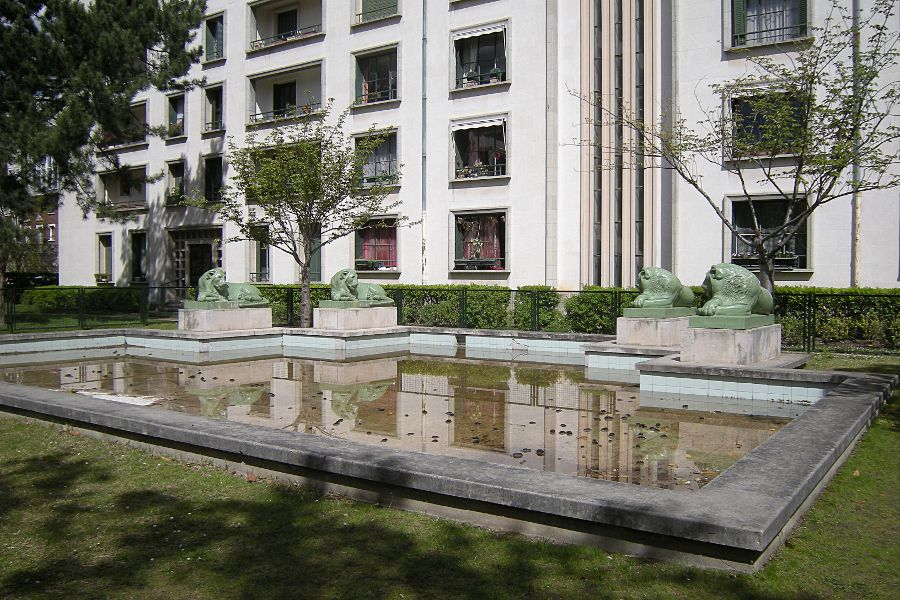
Fontaine aux Lions, provenant de la fontaine de l'Institut, aujourd'hui dans le square des Frères-Farman.

- Fontaine aux Lions du square Farman, réplique réalisée par Antoine Vaudoyer des figures du pylône est du temple de Nectanébo Ier à Saqqara en Égypte et récupérée de la façade de l'Académie française ;
- Fontaine des Nymphes, square Léon-Blum, réalisée par Peyre à la fin du XIXe siècle, du temps où ce parc était celui de la mairie ;
- Fontaine du Rire, ibidem, céramique du sculpteur boulonnais Paul Moreau-Vauthier ;
- Fontaine en pierre d'échaillon, ibidem, commande en 1928 de la mairie à Eugène Molineau pour son parc ;
- Fontaine des Cygnes, place Denfert-Rochereau en face de la bibliothèque Marmottan, bronze du sculpteur boulonnais Marcel Loyau ;
- Statues de saint François d'Assise et de sainte Claire d'Assise, sculptées par Paul Landowski, visibles dans le jardin Landowski ;
- Signal des Cimenteries, des frères Martel, à l'entrée de l'espace Paul-Landowski, prouesse de béton réalisée pour l'Exposition universelle de 1937, reproduite ici par Chemetoff ;
- Monument au général Leclerc à l'entrée aval du pont de Sèvres ;
- Monument au maréchal Juin, au débouché du mail sur la rue de Sèvres ;
- Fontaine de la Sainte-Famille, flèches dorées montant en chœur vers le ciel au milieu des bassins de la résidence Salmson Le Point du Jour construite par Fernand Pouillon entre l'avenue Pierre-Grenier et la rue du Point-du-Jour ;
- Statue de Chaim Jacob Lipchitz fondue sur commande de la municipalité par son ami Arbit Blatas, visible dans le jardin de l'aile sud de l'hôtel de ville ;
- Le Cavalier Fou, sculpture monumentale en cuivre de Jean-Louis Raina, à l'angle du mail du Maréchal-Juin et de la rue de Bellevue ;
- La Tulipe, sculpture monumentale en cuivre du même, à l'intérieur du mail du Maréchal-Juin ;
- Fontaine de la place des Ailes, improbable décor de cinéma reproduisant le Neptune du bassin de Versailles et un ange joueur ;
- La Pierre Qui Tourne, fontaine du square des Longs Prés ;
- La sirène des usines Renault, « grande hurleuse » de huit mégaphones animés par un moteur de quinze chevaux et juchés à six mètres et dix centimètres sur un derrick pour un poids de trois cents kilogrammes, déposée en 1992 du toit de l'atelier de peinture, rachetée à des collectionneurs et posée place Jules-Guesde fin janvier 2020 sur socle portant des explications.

#### Cimetières
Il y a deux cimetières à Boulogne-Billancourt, le cimetière de l'Ouest et le cimetière Pierre-Grenier, totalisant 19 445 concessions et 257 cases de crémation. Leurs monuments témoignent de l'embourgeoisement de la ville au XXe siècle et du souvenir de quelques célébrités. Les vestiges de l'ancien cimetière de Longchamp, ouvert en 1808 et fermé en 1859, demeurent dans le sous-bois du bois de Boulogne où furent fusillés les communards pris à la bataille du Point du Jour. Le premier cimetière de Boulogne a été celui de Notre-Dame, l'actuel Parchamp, mais il est possible qu'il y eut un lieu d'ensevelissement antérieur près de l'ancien gibet. Par ailleurs, l'école primaire Billancourt se dresse sur une sépulture collective érigée en 1815 par Jacob Rothschild pour les soldats autrichiens morts durant l'Occupation.

### Culture

#### Bibliothèque Marmottan

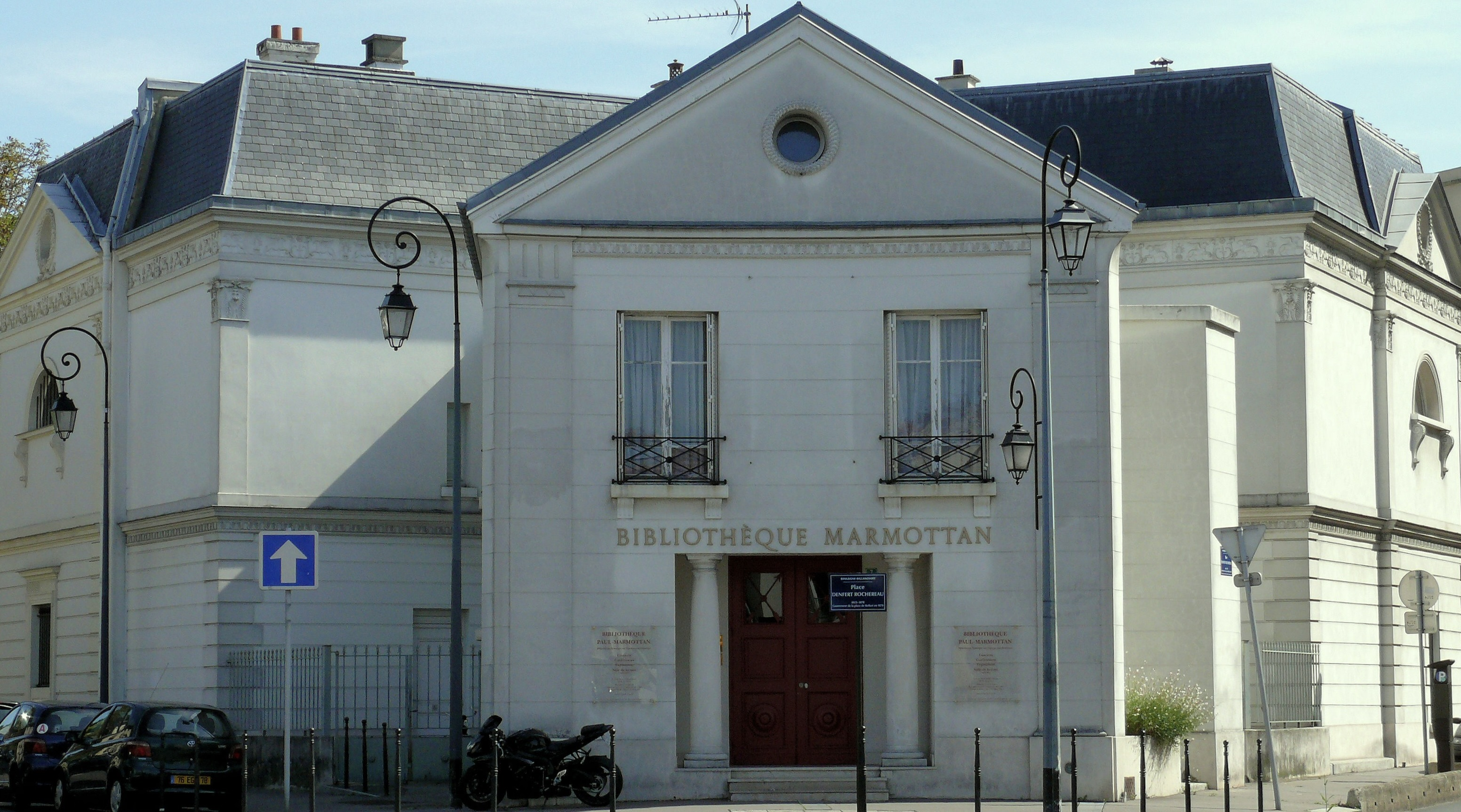
Bibliothèque Marmottan.

Aménagée à l'actuel 7 place Denfert-Rochereau entre 1890 et 1920 dans un style Premier Empire par Paul Marmottan, collectionneur passionné de cette époque, également légataire du musée Marmottan à Paris, le musée, accessible au public, ouvre occasionnellement aux chercheurs et aux historiens les archives de l'Europe napoléoniennes pour lesquelles il a été conçu. Il met à leur disposition un auditorium pour leurs conférences, qui sert aussi de salle de concerts pour une école de musique.

#### Musée Albert-Kahn

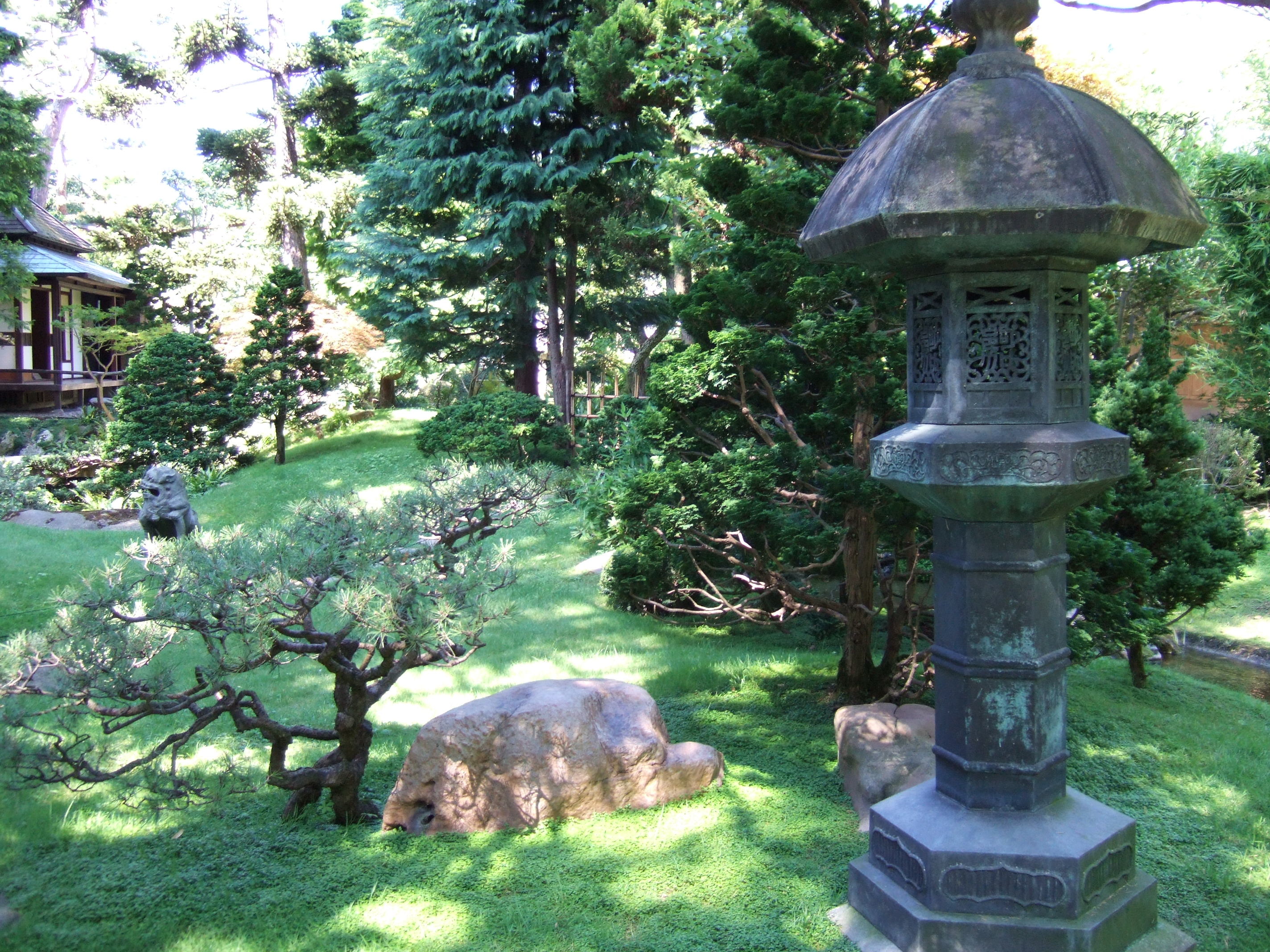
Jardin japonais du musée Albert-Kahn.

Le musée départemental Albert-Kahn, dixième site le plus visité de la banlieue parisienne, comprend :
- les jardins Albert-Kahn, collection de sept jardins paysagers évoquant les quatre coins du monde ;
- les Archives de la Planète, la plus grande collection mondiale de 180 000 m de films et 72 000 documents photographiques autochromes, recueillis avant-guerre par des chasseurs d'images rémunérés par des bourses offertes par Albert Kahn. Les films et les autochromes peuvent être visionnés sur place.

Des expositions temporaires se tiennent dans ses locaux.
Des travaux considérables ont été entrepris en 2016, depuis les jardins sont rouverts au public depuis septembre 2019. Quant au musée, après cinq ans de fermeture en raison de travaux, il accueille à nouveau du public depuis le 2 avril 2022.

#### Jardin Paul-Landowski
Le musée-Jardin Paul Landowski, édifié en souterrain sur ce qui reste des jardins de l'atelier du sculpteur Paul Landowski, présente une centaine de petites sculptures, des maquettes de ses grands monuments comme le Christ de Corcovado ou le mausolée de Sun Yat-sen, et des dessins. Ce musée-jardin est désormais fermé, mais un musée Paul Landowski a été ouvert en 2017 dans le cadre du musée des Années Trente (cf. ci-dessous).

#### Musée Renault
Quatre salles d'un hôtel particulier du XIXe siècle, 27 rue des Abondances, permettent de parcourir l'histoire des usines automobiles et de l'entreprise Renault à travers des films, des documents, des objets, chacune consacrée à :
- Louis Renault ;
- l'histoire de la participation de Renault à la course automobile ;
- l'action sociale (mutuelle, dispensaires, crèches, bibliothèque, club sportif COB, etc.) ;
- les méthodes industrielles développées et inventées chez Renault, en particulier celles de Pierre Bézier.

Le musée est fermé depuis 2016.

#### Musée Paul-Belmondo

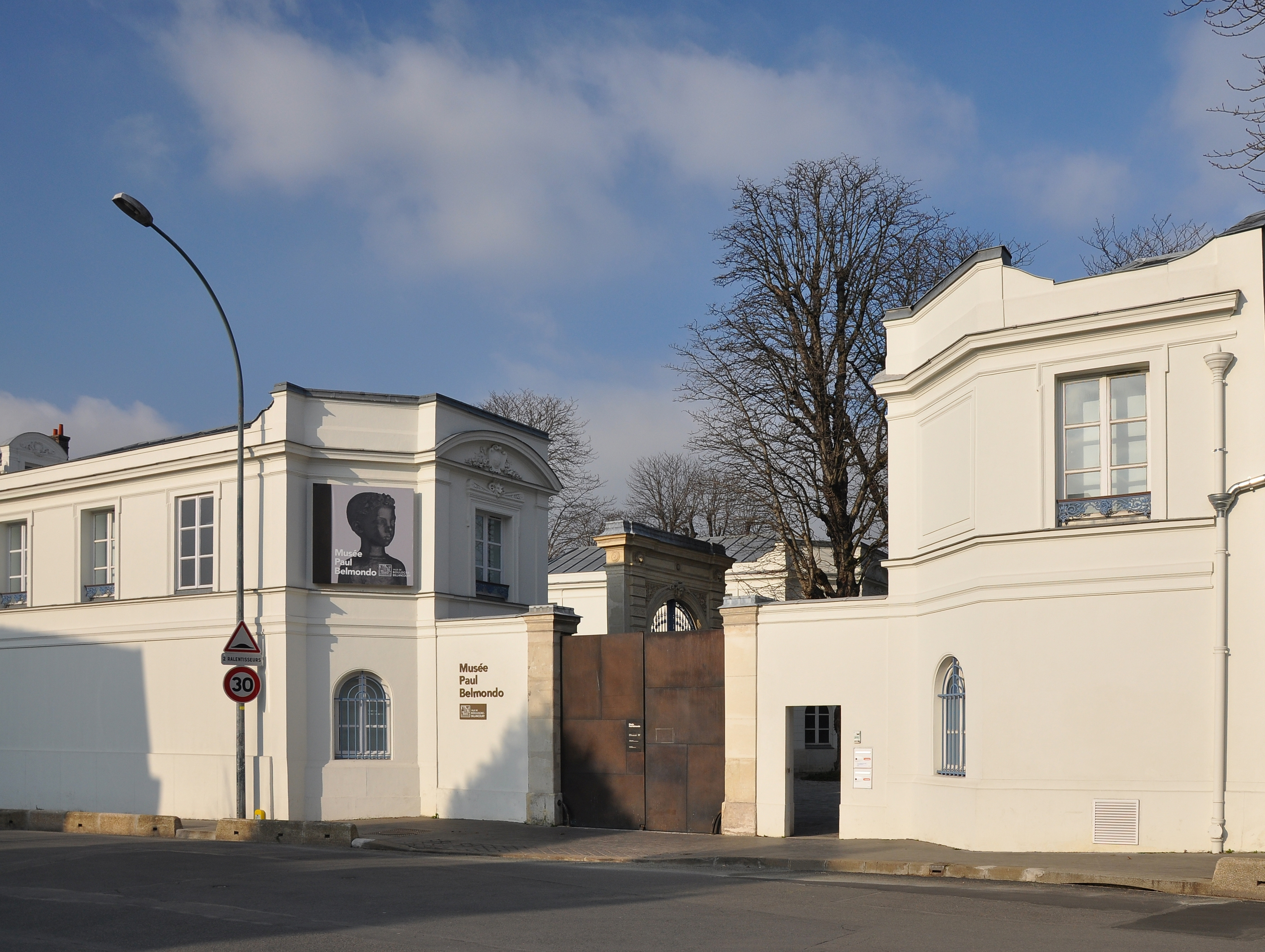
Entrée du musée Paul-Belmondo.

Le musée Paul-Belmondo présente dans les bâtiments du château Buchillot les deux cent cinquante-neuf sculptures et huit cent soixante-dix-huit dessins légués par ses enfants à la municipalité. Celui-ci avait son atelier à Paris. Un cabinet des médailles expose quatre cent quarante-quatre œuvres fondues par le sculpteur. Le visiteur est accueilli par la célèbre Jeune fille en marche.

#### Studios EMI Pathé-Marconi
Situés au 62 rue de Sèvres, les studios Pathé-Marconi ont vu défiler les plus grands noms de la scène pop-rock des années 1960 à 1990.
Lors de leur série de concerts à l'Olympia en janvier-février 1964, les Beatles se rendent aux studios Pathé-Marconi pour enregistrer plusieurs titres, dont le célèbre Can't Buy Me Love qui sera rapidement numéro 1 en Angleterre et aux États-Unis après sa sortie.
The Pretenders, Sting, Keith Emerson, Elton John ou encore les Rolling Stones ont également enregistré aux studios Pathé-Marconi de Boulogne-Billancourt.
Le groupe Maison « Les Chats Sauvages » sous contrat « Pathé » ont enregistré tous leurs disques de 1961 à 1964 dans ces studios...
Les studios ont été détruits à la fin des années 1990 pour construire un supermarché et des habitations.

#### Expositions
- Espace 2030 de l'espace Paul-Landowski, pendant du MA30, exposant des artistes contemporains ;
- Hall d'exposition temporaire du Centre Georges-Gorse, 22 rue de la Belle-Feuille.

#### Bibliothèques
La ville de Boulogne-Billancourt propose un réseau organisé de bibliothèques généralistes ou spécialisées :
- la Médiathèque de l'espace Paul-Landowski ;
- 3 bibliothèques de quartier :
  - Médiathèque de Billancourt,
  - Médiathèque du Point-du-Jour,
  - Médiathèque du Parchamp (près de Notre-Dame) ;
- 3 bibliothèques spécialisées :
  - Bibliothèque Marmottan, fonds d'archives relatives à l'administration et la vie politique des territoires conquis par le Premier Empire,
  - Bibliothèque du Conservatoire à rayonnement régional - Centre Georges-Gorse,
  - Bibliothèque du musée des Années-Trente ;

La ville compte également d'autres types de structures :
- Bibliothèque universitaire du centre Henri-Piéron desservant l'Institut de psychologie d'Université Paris-Cité[191];
- Bibliothèque Gallieni, membre de l'association CBPT (Culture et Bibliothèque Pour Tous).

#### Musée à ciel ouvert
Les immeubles de Boulogne-Billancourt constituent une véritable leçon offerte par leurs architectes, tant d'avant-guerre que d'après-guerre. Leur faible hauteur et leur relatif isolement, contrairement aux pâtés parisiens, permet de les admirer dans leur individualité. Des visites sont organisées pour les adultes ou pour les enfants par l'agence municipale BBT, Boulogne-Billancourt Tourisme.
Un « parcours des années trente » guide le promeneur principalement à travers le fond des Princes. Parmi les résidences, villas et hôtels particuliers des années 1930 se distinguent :
- Réalisations de Le Corbusier : immeuble 24 rue Nungesser-et-Coli et 23 rue de la Tourelle (inscrit monument historique), comprenant son atelier et appartement (classé monument historique), Maison Cook rue Denfert-Rochereau (inscrite monument historique), Atelier Lipchitz 9 allée des Pins et Atelier Miestchaninoff, 7 rue des Arts (inscrits monuments historiques) ;
- Villa Collinet, 8 rue Denfert-Rochereau par Robert Mallet-Stevens  Inscrit MH (1984)[194],[195] ;
- Atelier de Dora Gordine par Auguste Perret, 21 rue du Belvédère (inscrit monument historique).

À l'opposé, géographiquement et socialement, les spécialistes admirent, ne serait ce que par contraste, celui des matériaux par exemple, l'architecture à vocation sociale qui s'exprime à la même époque dans le square des Moulineaux, 2 avenue Pierre-Grenier, et l'ensemble scolaire Ferdinand-Buisson qui le prolonge, 85 rue du Point-du-Jour, au travers d'architectes moins renommés mais non moins talentueux.
Ce style moderne international a succédé à une mode dite du « style Bois de Boulogne », où la meulière et le ciment supportent des décorations forestières et de faux colombages.
Des époques antérieures est conservée une partie des cinq maisons construites, vers 1760, rue de Montmorency, pour Paul Joseph Foucart, greffier des Bâtiments. De 1860 à 1863, Eugène Millet, disciple de Viollet-le-Duc, a conduit la restauration de Notre-Dame de Boulogne. L'hôtel Escudier, au Petit Parchamp, œuvre de Jules Sédille, est aujourd'hui le siège d'une école privée.

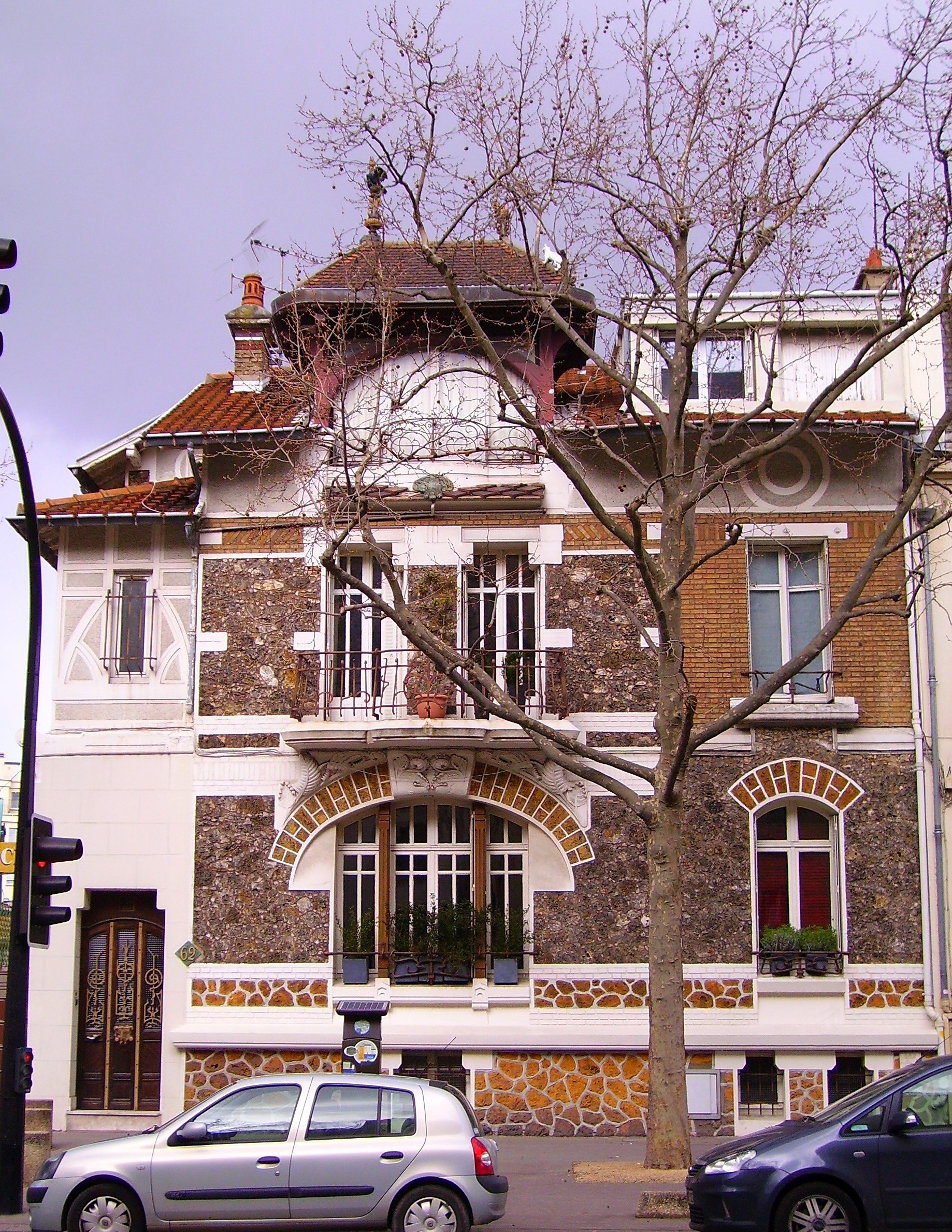
Hôtel particulier, au 62 route de la Reine, dessiné par Alexandre Barret, représentatif de l'architecture boulonnaise de la fin du XIXe siècle.
Immeuble 5 rue Denfert-Rochereau construit en 1934 par Georges-Henri Pingusson. Sur la gauche, la grille barre l'accès à la voie privée allée des Pins.
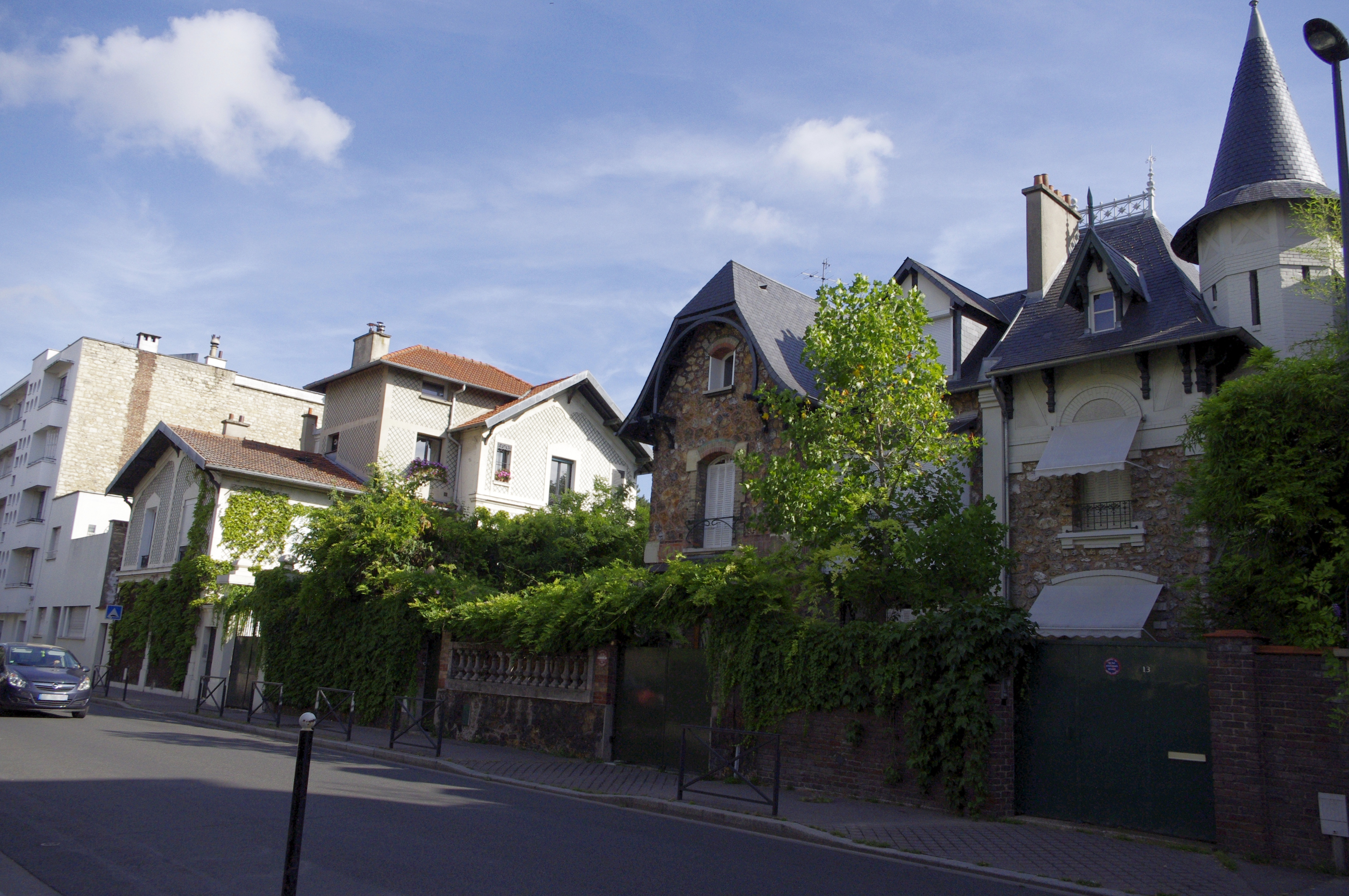
Rue Denfert-Rochereau.
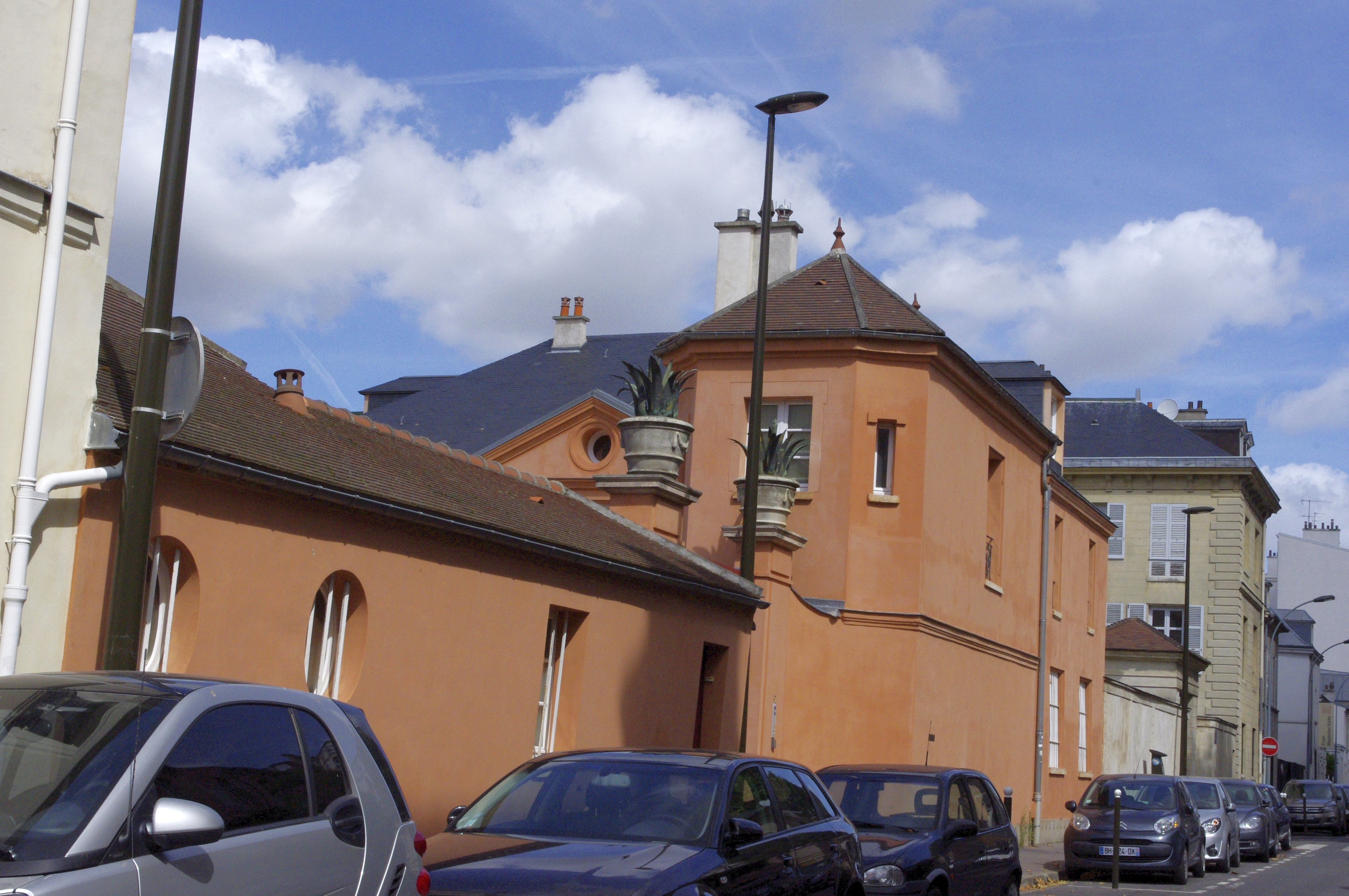
Rue Montmorency, no 5 et 7 abritant l'hotel particulier du PDG et cofondateur d'Alten, Simon AZOULAY figurant dans le classement des 500 plus grandes fortunes françaises du magazine Challenges.

#### Spectacles et conférences

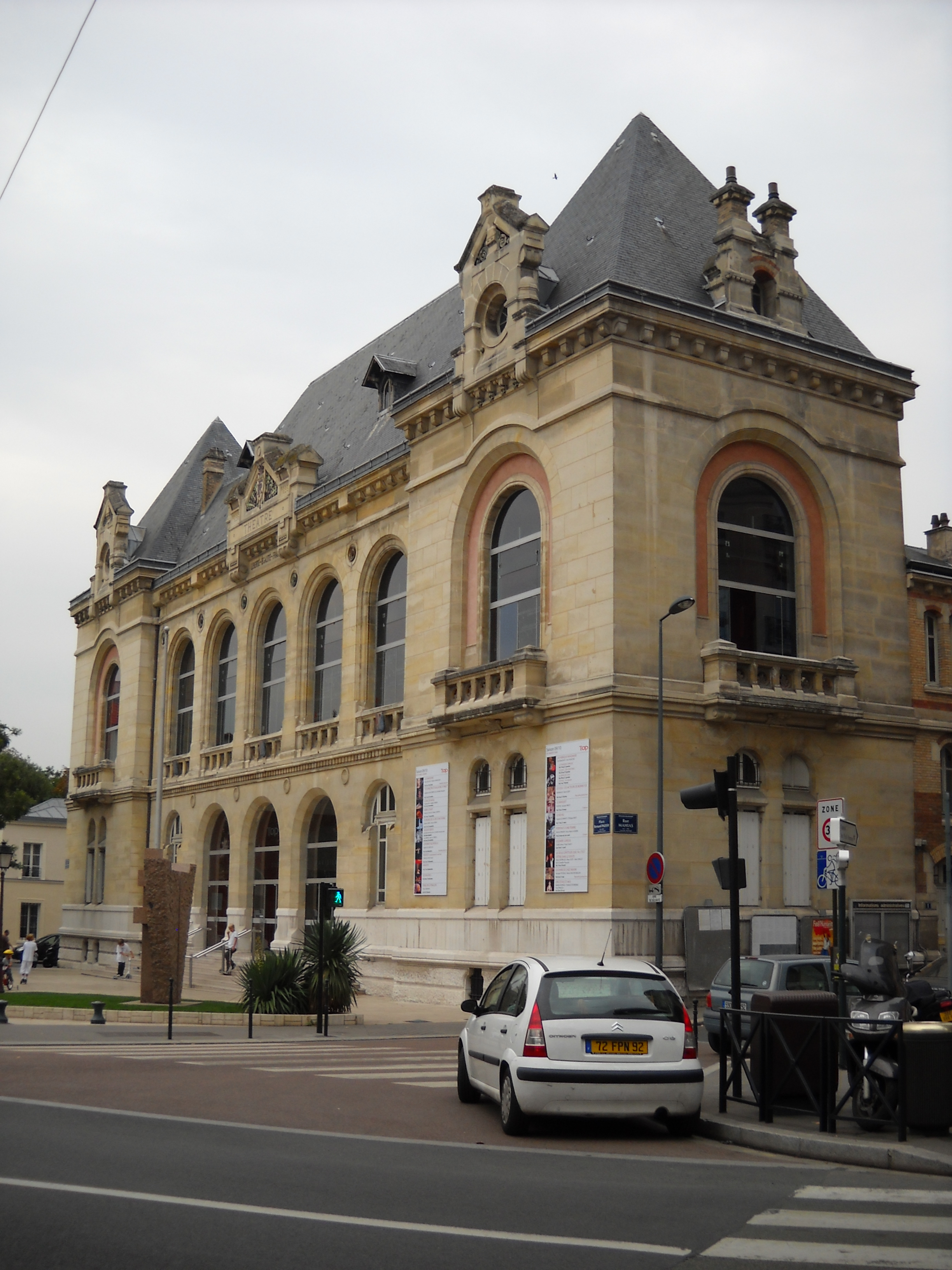
Le Théâtre de l'Ouest parisien.

##### Théâtre de l'Ouest parisien
Le théâtre de l'Ouest parisien (TOP), 1, place Bernard-Palissy, occupe un bâtiment qui fut successivement mairie puis salle des fêtes (le bâtiment moderniste construit avant-guerre pour l'accueillir est aujourd'hui le Carré Belle-Feuille).

##### Théâtres privés
- La Compagnie des Hauts de Scène - Théâtre[197] se produit sur différentes scènes mais en particulier à l'Espace Paul-Landowski. Elle propose des ateliers à l'Espace Ozanam, 55 rue de Silly.
- Le théâtre de la Clarté a une double programmation. La première est composée d'artistes en tournée. La seconde s'adresse spécifiquement aux enfants. Le théâtre de la Clarté peut être loué pour des fêtes familiales ou des séminaires d'entreprises, la compagnie proposant éventuellement ses services. Le théâtre abrite également un salon de thé. Enfin, le directeur de la mise en scène dispense une formation en trois ans au métier de comédien.
- La Blanchisserie générale du rock organise depuis 2003, dans un restaurant homonyme sous la direction du petit-fils de Paul Troubetzkoy, un festival de rock, en juin (1 500 spectateurs en 2011), et un festival de rock irlandais, en octobre.

#### La Seine Musicale
À la pointe de l'île Seguin :
- grande salle de 4 000 places ;
- auditorium de 1 150 places.

##### Cinémathèque Henri-Alekan
La salle de cinéma Henri-Alekan de l'espace Paul-Landowski rediffuse aussi bien des films récents que des classiques.

##### Centre ludique de Boulogne-Billancourt
Le Centre Ludique de Boulogne-Billancourt, anciennement Conservatoire national du jeu (CNJ) est un espace associatif dédié au jeu de société, de rôle et à sa pratique. L'institution est fondée en 1980, sous la forme d'une ludothèque, grâce au succès du Concours international de créateurs de jeux de société, créé en 1977. Dans la foulée, grâce au travail de Marine Granger, les boîtes de jeux sont conservées dans une optique de patrimonialisation du jeu. Le fonds de la ludothèque se compose de jeux de société européens depuis les années 1980 et de licences de jeux de rôle, pratique tout juste importée des Etats-Unis.
Avec le soutien du Conseil général des Hauts-de-Seine, de la commune et de la Française des jeux, la ludothèque achète en 2007 la collection de Bruce Whitehill, auteur et collectionneur de jeux étatsuniens. La collection complète ainsi celle déjà présente à Boulogne-Billancourt et offre un panorama de l'histoire de l'industrie du jeu du milieu du XIXe siècle à nos jours aux Etats-Unis et en Europe. La diversification des collections et l'orientation patrimoniale de la ludothèque encouragent la refonte de la ludothèque en un Conservatoire National du Jeu (CNJ). Le CNJ disposait d'une ludothèque associative (adultes, enfants et familles) et d'un espace muséal au sein de l'espace culturel Trapèze, situé 17, allée Robert-Doisneau. Ce lieu de 600 m2 est entièrement consacré au jeu, sous toutes ses formes, et on y pratique le bridge, les échecs, le go, les jeux de figurines, les jeux de rôle, les jeux de société, le scrabble… Anciennement situé au centre culturel Georges-Gorse, le CNJ a déménagé dans ses nouveaux locaux du Trapèze en juin 2012 pour une réouverture au public le 12 septembre 2012 (inauguration officielle : 22 septembre 2012).
Toutefois, l'orientation du projet de patrimonialisation et de locaux sur l'emplacement des usines Renault sont abandonnés, et le CNJ devient le Centre Ludique de Boulogne-Billancourt (CLuBB).
En 2020, les collections patrimoniales passent sous la cogestion du CLuBB et du laboratoire Experice de l'Université Sorbonne-Paris-Nord et deviennent le Fonds patrimonial du jeu de société. Les jeux sont déménagés dans les locaux de la Bibliothèque universitaire Edgar Morin sur le campus de Villetaneuse. Le rapprochement du champ universitaire en fait un outil de la recherche dans le domaine des sciences de l'éducation et des game studies et est, à cet égard, récompensé par du label CollEX.

##### Forum universitaire
Le Forum universitaire, également 60 rue de la Belle-Feuille, est une association qui organise des conférences et des débats animés par les plus éminents spécialistes parisiens. Elle propose à ses adhérents des activités annexes, telle que des visites relatives au sujet des conférences. Sa vice-présidence est exercée par un professeur de l'Institut catholique.

##### Autres salles de loisirs
- Cinéma de la Grand'Place ;
- Salle de concert du Conservatoire ;
- Grand auditorium de l'Espace Paul-Landowski ;
- Petit auditorium de la bibliothèque Marmottan ;
- Salle polyvalente du Forum Haut ;
- Salle des fêtes de la maison Waleska ;
- Salle des Fougères, sous la Grand'Place.

L'aménagement de l'île Seguin prévoit un multiplexe de seize cinémas soit 3 200 places.

### Personnalités liées à la commune
Pour les personnalités contemporaines, voir 
 Pour les personnages historiques, voir Personnages historiques de Boulogne.

### Héraldique
Adoptées le 14 février 1898 par le conseil municipal pour réparer l'oubli du gouvernement qui en avait accordé spontanément aux autres grandes villes de France, les armoiries ont été dessinées par le céramiste et chromolithographe Alexandre Edouard Jochum (1839-1915), franc-maçon de la loge « Le Réveil Maçonnique » et maire radical-socialiste de 1896 à 1900.
| Blason de Boulogne-Billancourt | Taillé de gueules et d’azur à la barque à l’antique d’argent voguant sur des ondes du même brochant sur la partition, accompagnée en chef à dextre d’un poisson posé en pal et à senestre d’une fleur de lis, le tout d’argent. |

La nef est celle de la navigation miraculeuse de la Vierge de Boulogne (sur Mer) qui figure au tympan du porche de Notre-Dame de Boulogne-sur-Seine). Les couleurs sont celles de Paris. Le poisson évoque les antiques pêcheries d'aloses du pont de Saint-Cloud (cf. La Saussière dans l'article Histoire de Boulogne-Billancourt). La fleur de lys rappelle le destin royal que Philippe le Long, François Ier, Louis XIV, Marie-Antoinette ont donné à la ville.
Le logo actuel est tiré du modèle redessiné dans les années trente par les sculpteurs Jean et Joël Martel dont le Signal marque l'entrée du centre culturel.

## Pour approfondir